# Magie

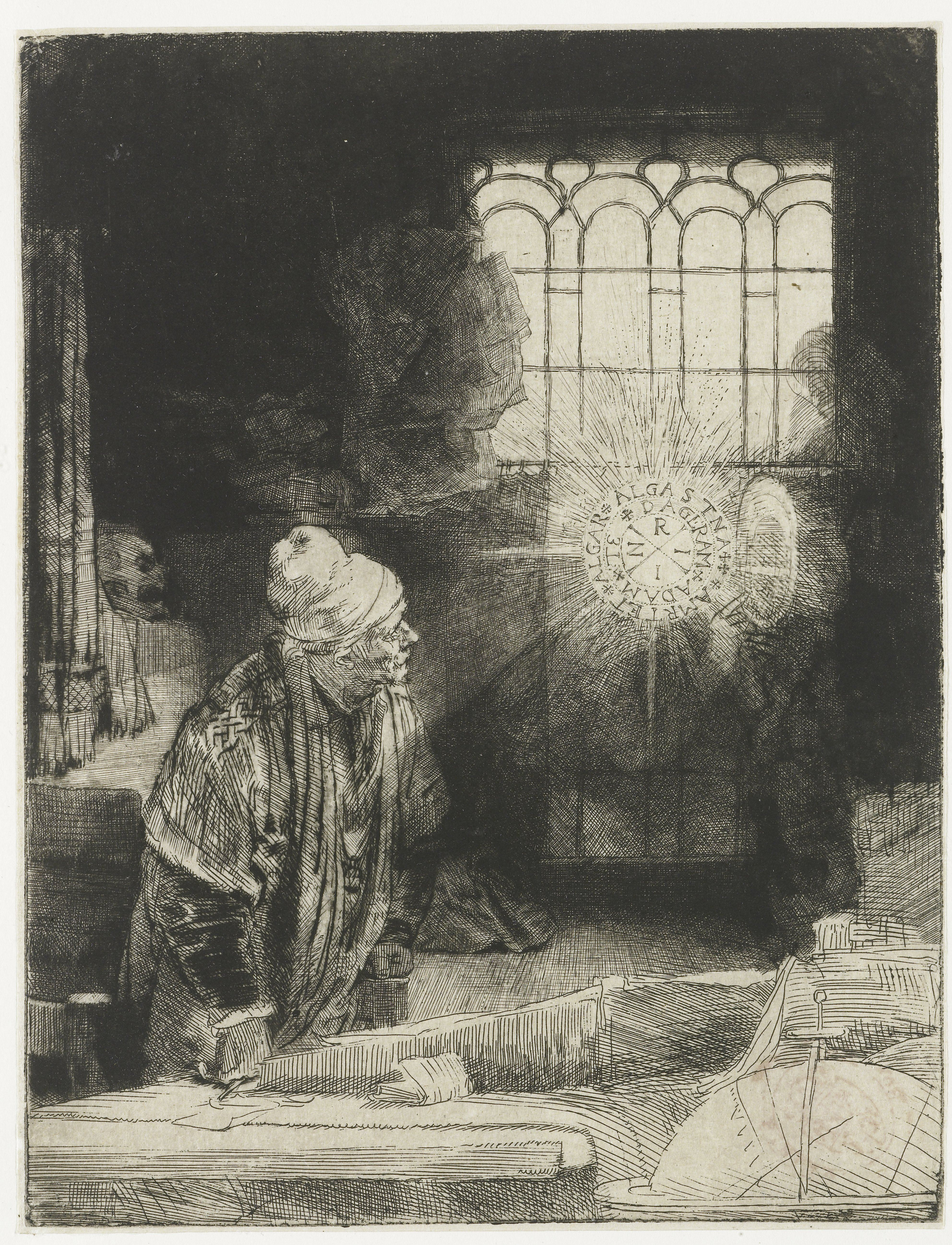
Magische Beschwörung (Radierung von Rembrandt, ca. 1652)

Magie (lateinisch magia) oder Zauberei bzw. Zauber, früher auch Zauberkunst, nimmt für sich in Anspruch, durch mehr oder minder ritualisierte Handlungen (Ritualmagie) übernatürliche Wirkungen erzielen zu können. Im Gegensatz zu religiösen Handlungen, die Ähnliches für sich beanspruchen (zum Beispiel Heilungswunder oder die Transsubstantiation in der christlichen Messe), gründet sich der Anspruch auf den Besitz eines besonderen, nicht allgemein zugänglichen (also esoterischem oder okkultem) Wissens beziehungsweise auf die besondere Befähigung oder Begabung der ausübenden Person, die als Magier oder Zauberer bezeichnet wird. Eine klare Unterscheidbarkeit von Magie und Religion wurde in der Wissenschaft vor allem des 19. Jahrhunderts noch behauptet, heute dagegen sieht man fließende Übergänge.
Das magische Wissen wird überliefert in Form der magischen Literatur, deren Zeugnisse bis ins Altertum zurückreichen. Neben der schriftlichen Überlieferung spielt auch die mündliche Überlieferung in manchen magischen Traditionen eine wichtige Rolle.
Das Wort Magie ist altpersischer Herkunft und bezeichnete ursprünglich die Tätigkeit eines persischen Priesters und Traumdeuters (vgl. Mager).
Auch die Tricks des Zauberkünstlers, der sein Publikum durch Täuschungen verblüfft und unterhält, werden im Sprachgebrauch als „Magie“ bezeichnet.

## Etymologie
Das Wort „Magie“ geht über lateinisch magia und altgriechisch mageía (μαγεία „Zauberei“) auf mágos (μάγος) zurück, was sich wiederum vom altpersischen muġ bzw. moġ, der Bezeichnung für Priester im zoroastrischen Staatskult ableitet. Julius Pokorny leitet das griechische mágos von der indogermanischen Wurzel *magh- mit der Bedeutung „können, vermögen, helfen“ ab.
Das griechische mágos hatte von Anfang an einen abwertenden Beiklang im Sinn von „Zauberer“, „Betrüger“ oder „Schwarzkünstler“. Die frühesten Belege stammen aus dem 5. Jahrhundert v. Chr., zum Beispiel taucht der Begriff in einer Tragödie des Sophokles auf, wo er einen betrügerischen Priester und Scharlatan bezeichnet, und in der Iphigenie bei den Taurern des Euripides singt Iphigenie „barbarische“ Lieder nach mágos-Art. Jan N. Bremmer verweist darauf, dass zu jener Zeit man in Griechenland wohl nur eine recht unklare Vorstellung vom persischen Priestertum hatte und den mágos einfach als Fremden betrachtete, der unverständliche Formeln murmelte. Das änderte sich erst, als die griechischen Philosophen und Geschichtsschreiber sich für die persischen Priester zu interessieren begannen und seither wurde der Begriff ambivalent, bezeichnete also einerseits den Zauberer und Betrüger und andererseits den sternkundigen Weisen, wie er im Neuen Testament erscheint.
Ins Deutsche wurde der lateinische Magus im 16. Jahrhundert übernommen, der Plural magi wird Ende des 18. Jahrhunderts zu Magier eingedeutscht und mit einem gleichlautenden Singular ergänzt (also „der Magier“ und „die Magier“). Die lateinische magīa wird im 16. Jahrhundert als Magie übernommen.

## Geschichte der Magie
Der folgende Abschnitt behandelt im Wesentlichen die Geschichte der Magie in der westlichen Kultur und ihren Vorläufern. Das ist damit begründet, dass hier bis ins Altertum sich magische Praktiken von religiösen Praktiken mehr oder minder stark abheben. Ob eine Unterscheidung von Magie und Religion grundsätzlich sinnvoll ist, siehe den Abschnitt Magie im wissenschaftlichen Diskurs. Zur Magie außerhalb der christlich-abendländischen Tradition siehe den Abschnitt Magie im Kontext der Religionen.

### Vorgeschichte
Schon aus der Steinzeit sind Artefakte wie Höhlenmalereien und Steinkreise bekannt, die als Hilfsmittel zur Durchführung magischer, dem Schamanismus heutiger Zeit nicht unähnlicher Handlungen und Zeremonien gedeutet werden können. Solche Zuschreibungen sind aber naturgemäß spekulativ.

### Altertum und Antike
Die frühesten schriftlichen Quellen der Magie reichen bis in die Zeit der mesopotamischen, sumerischen und altägyptischen Hochkulturen zurück. Im antiken China der Shang und der Zhou-Zeit übten die Wu und die Fangshi magische Praktiken aus, später auch der Daoismus und die chinesische Volksreligion.
Ähnlich weit reichen die magisch-mythologischen Überlieferungen insbesondere des nordisch-europäischen, römischen, griechischen und hebräischen Kulturkreises zurück.

#### Mesopotamien

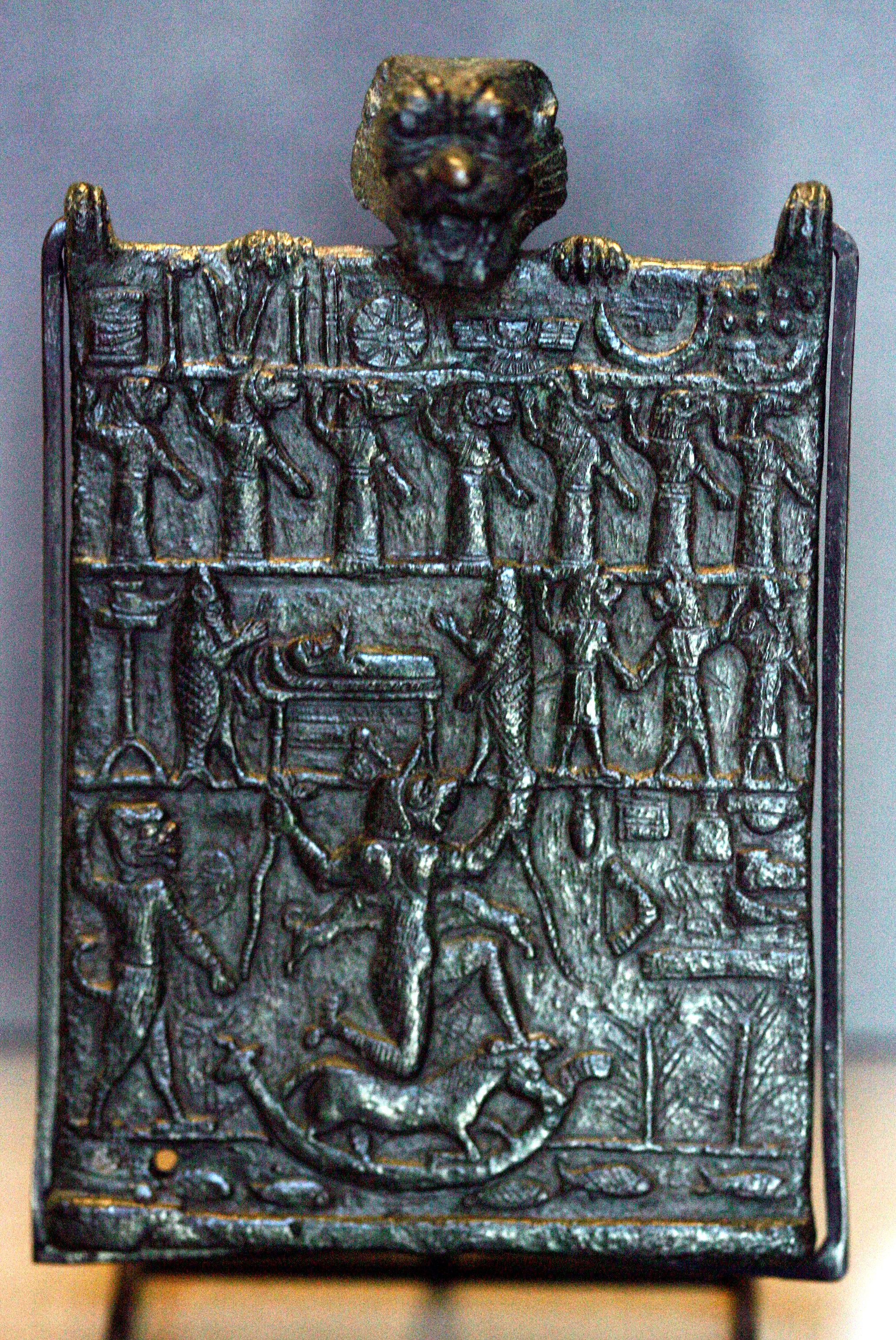
Schutzamulett gegen die Dämonin Lamaštu (Louvre AO 22205)

Sumerische und akkadische Schriften, die bis ins Jahr 27. Jahrhundert v. Chr. zurückreichen und ab dem 2. Jahrtausend v. Ch. schriftlich vorliegen, erzählen von bekannten Zauberpraktiken wie Liebeszauber, Potenzzauber und Bildzauber. Auch Astrologie und Divination mittels Tiereingeweiden werden beschrieben. Ab dem 1. Jahrtausend v. Chr. wurden Handbücher systematisiert, die für Spezialisten am Hofe gedacht waren. Hervortretend ist hier eine apotropäische Magie, die sich jedoch in die offizielle Religion und das Weltbild einfügte. Enki, der sumerische Gott der Weisheit galt auch als Gott der Magie, und Asalluḫi galt als göttlicher Beschwörungspriester. Asalluḫi war der Sohn Enkis und wurde später mit dem babylonischen Marduk gleichgesetzt. Er wurde von seinem Vater in der Bekämpfung der Dämonen unterwiesen und berichtet ihm von ihrem Treiben.
Magier waren in der sumerischen und akkadischen Gesellschaft hoch angesehen. Für Beschwörungen und Exorzismus war ein Ašipu zuständig, für Diagnose und Therapie von Krankheiten ein Asû, und für die Weissagungen der Bārû.
Magier in Mesopotamien identifizierten sich mit dem Gott Marduk oder bezogen ihre Künste auf halbgöttliche, urzeitliche Weise, die als Lehrer der Menschheit galten. Magie wurde als das „Geheimnis des Himmels und der Erde“ bezeichnet, und um diese Geheimnisse zu erlangen, musste ein Magier ein Weiser werden und sich mit den schriftlichen Überlieferungen vertraut machen. So gehörten Magier zu den wenigen, die als Schriftkundige die Botschaften babylonischer Schriften verbreiteten, als Gelehrte öffentlich wirkten, auch Hausbesuche machten, über Probleme diskutierten und Lösungen suchten.
Dennoch spielte die Abwehr von Dämonen und Geistern mit magischen Mitteln eine wichtige Rolle. Unter den Dämonen gibt es zum einen die Šebettu, Kollektive von sieben Dämonen, wobei die „bösen Šebettu“ als Söhne von Himmel und Erde und urzeitliche Kräfte der Zerstörung den griechischen Titanen entsprechen, die „guten Šebettu“ wirken dem entgegen, daneben auch individuelle Dämonen als Verkörperung spezifischer Übel. Besonders gefürchtet war die Kinder raubende Dämonin Lamaštu. Bekämpft wird ihr Wirken, indem man in Form von Tonmodellen ein Abbild von ihr und ein Boot und Proviant für die Rückkehr in die Unterwelt fertigt. Die Darstellung des Vorgangs auf einem Amulett hat ebenfalls abwehrende Wirkung.
Auf einem bekannten Amulett dieser Art in den Sammlungen des Louvre sieht man in der obersten Reihe mehrere Göttersymbole, dann eine Gruppe von sieben Dämonen mit erhobener Faust, darunter eine Szene am Krankenbett mit dabei stehenden Dämonenbeschwörern und im untersten Feld die auf einem Esel stehende Lamaštu, die in einem Boot in die Unterwelt zurückkehrt. Gehalten wir das Amulett von Lamaštus Gegenspieler Pazuzu, dessen Kopf man oben über den Amulettrand ragen sieht.
Auch die Geister von Toten können Beschwernisse verursachen, wenn sie von der Familie nicht hinreichend mit Speise und Trank versorgt werden. Sie spuken dann herum oder kriechen durch das Ohr in den Kopf, wo sie Kopfschmerzen oder psychische Probleme verursachen. Durch die symbolische „Neubestattung“ eines Tonmodells kann das behoben werden. Auch die Geister unverheiratet verstorbener Mädchen können sich als Succubi lästig machen. Sie werden dann mit einem überweltlichen Partner verheiratet und das Problem so behoben.
Die Anfertigung von Modellen kam auch bei der Bekämpfung von vermuteter Hexerei und Schwarzer Magie zur Anwendung. Im Rahmen eines Maqlû („Verbrennen“) genannten Rituals wurde ein Bildnis des Zauberers oder der Hexe angefertigt, Beschwörungstexte wurden verlesen und das Bildnis durch Feuer zerstört.
Auch bei ungünstigen Omen konnte etwas unternommen werden. Zur Abwehr wird ein Modell des bösen Vorzeichens angefertigt und vernichtet, oder das Böse wird auf eine Ersatzfigur umgelenkt. Bei diesem „Lösungsritual“ werden die Beschwörungsformeln der Namburbi-Texte verlesen. Magischen Schutz vor dem Bösen bieten auch apotropäische Figuren aus Holz, Ton oder Metall sowie Amulette.

#### Ägypten

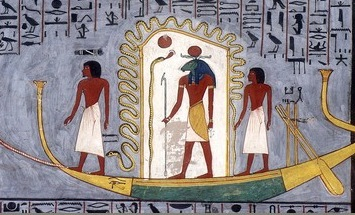
Re auf der Nachtbarke auf seiner Fahrt durch die Unterwelt

Religion und Magie waren in der Kultur des Alten Ägypten untrennbar miteinander verbunden und hatten großen Einfluss auf das Leben der Menschen. Zentral sind hier die Begriffe des Achu und des Heka, wobei Achu für die Fähigkeit steht, Zaubermacht auszuüben, während Heka die Handlung selbst bezeichnet, also das Wirken von Zauber. Heka lässt sich mit „Aktivierung des Ka“ übersetzen, wobei Ka die Seele bezeichnet, den das Wesen ausmachenden Teil einer Person, der bei Menschen den Tod überdauern und in das Jenseits eingehen kann. Heka eignet sowohl Menschen wie Göttern, Magie ist es, womit der Gott Re und seine Begleiter auf der nächtlichen Fahrt durch die Unterwelt des Duat ihre Feinde bekämpfen. Und die Anwendung von Heka, die Wirkung bestimmter Formeln und Amulette bewirkt es, dass der Verstorbene die Gefahren des Jenseits abwehren und schließlich in die „Binsengefilde“ Sechet-iaru, das ägyptische Paradies, eintreten kann. Heka ist es auch, womit der Heiler Krankheiten abwehrt, wobei er durchaus nicht nur magische Mittel, sondern genauso Medikamente und andere Therapeutika verwendet. Und Heka ist nicht darauf beschränkt, Gutes zu wirken, ebenso kann die Zauberkraft auch eingesetzt werden, um Gegner zu schädigen und zu vernichten. In späterer Zeit wurde die Zauberkraft auch als Gottheit Heka personifiziert.
Die enge Verschränkung von Religion und Magie zeigt sich auch in den religiösen Texten, zum Beispiel den Pyramidentexten des Alten Reiches, die Formeln und Zaubersprüche enthielten, die den Toten im Jenseits beschützen und seine Versorgung sicherstellen sollten. Im Neuen Reich entsprechen diesen die auch das als Ägyptisches Totenbuch bekannten, auf Papyrusrollen geschriebenen Texte, die dem Toten mitgegeben wurden, damit er im Totenreich stets die richtigen Formeln zur Hand hat.

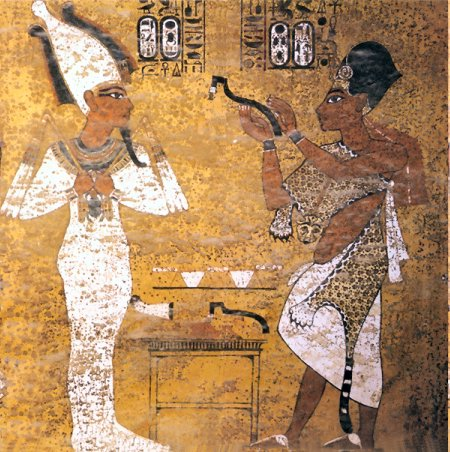
Eje führt die Mundöffnungszeremonie an Tutanchamun durch.

Für die Praxis der Magie wesentlich war der Glaube der Ägypter an die magische Beziehung des dem Namen, ob ausgesprochen oder aufgeschrieben, und dem Benannten. Das war keine gleichrangige Beziehung, vielmehr geht der Name dem Benannten voraus, erst das Aussprechen des Namens (durch einen Gott) ruft das Benannte in die Existenz. So war die Zerstörung eines Namens in einer Inschrift ein magischer Akt und wirkte sich schädigend auf den Benannten aus. Entsprechend kann ein Name auf einen Topf geschrieben und dieser zerschlagen oder die Figur eines Feindes geformt und mit dessen Namen versehen und die Figur anschließend zerstört oder begraben werden. Bildnisse spielen überhaupt neben Namen eine besondere Rolle, ein Bildnis kann als Stellvertreter bei der Erfüllung einer Aufgabe oder Pflicht dienen, so die sogenannten vielfältig in Gräbern gefundenen Uschebti-Figuren, welche an Stelle des Toten unangenehme, z. B. landwirtschaftliche Arbeiten verrichten sollten. Um ein Bildnis, ein Uschebti oder auch das Kultbildnis eines Gottes, tatsächlich zum magischen Gegenstück des Abgebildeten zu machen, bedurfte es jedoch eines besonderen magischen Rituals, das als „Mundöffnung“ bekannt ist.

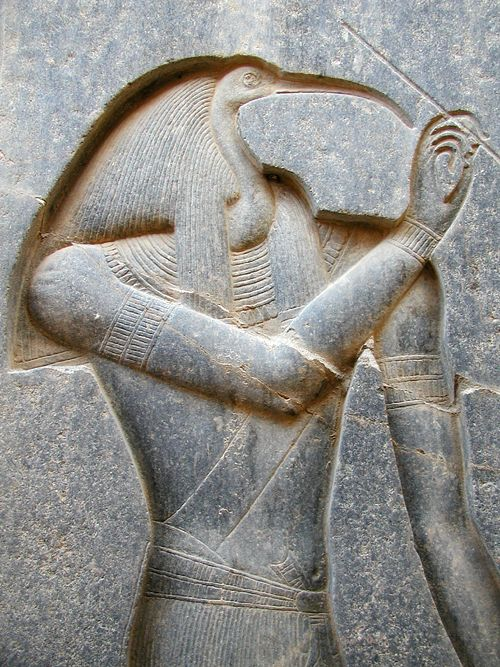
Der ägyptische Gott der Magie, Thot, im Luxor-Tempel

Der Gott Heka war zwar die personifizierte Zauberkraft, der eigentliche Gott und Meister der Magie war in der ägyptischen Mythologie jedoch der ibisköpfige Thot, der von den hellenistischen Griechen mit deren Hermes gleichgesetzt wurde, weshalb auch der Hauptkultort des Thot den griechischen Namen Hermopolis trug. Thot-Hermes wurde schließlich zur Gestalt des Hermes Trismegistos, des „dreimalmächtigen Hermes“, umgeschmolzen und galt als solcher als Begründer allen Zauberwissens, Verfasser zahlreicher magischer Schriften und war die zentrale Figur der Hermetik, einer antiken Offenbarungslehre, die vor allem in der Renaissance stark nachwirkte.
Diese Nachwirkung, nach der die „Weisheit der Ägypter“ als Grundlage allen magischen Wissens galt, begann bereits in der Antike und setzte sich durch die Geschichte der westlichen Esoterik über Rosenkreuzer, Freimaurer, Golden Dawn und Aleister Crowley fort bis in die heutige Zeit. Der Ägyptologe Erik Hornung hat für diesen Traditionsstrang der westlichen Esoterik den Begriff der „Ägyptosophie“ geprägt.

#### Griechenland
Altgriechische Quellen, in denen Magie erscheint, sind die, die mit der homerischen Dichtung im Zusammenhang stehen, Quellen der hellenistischen Periode und Quellen der römischen Kaiserzeit, die stark synkretistisch ausgerichtet sind.
Der früheste schriftliche Hinweis auf Magie in Griechenland findet sich in Homers Odyssee, in der Odysseus der Zauberin Kirke begegnet.
Wunderwirker, Magoi, denen magische Kräfte nachgesagt wurden und die dafür berühmt waren, sind im 6. Jahrhundert v. Chr. der Mathematiker und Metaphysiker Pythagoras, eine historische Figur, und der halbmythische Orpheus, auf den sich die orphischen Mysterien beziehen.
Platon sah in Magiern und Zauberern eine Bedrohung des rechten Verhältnisses, in dem normalerweise Menschen und Götter vereint seien. Auch erwähnt er eine Unterscheidung zwischen Religion, in der die Götter freie Entscheidung hätten, und Magie, die versuche, die Götter zu bestimmten Handlungen zu überreden.
Aus jüngerer Zeit, dem griechisch-römischen Ägypten, stammen Fragmente von Büchern über Zauber-Rezepte. Hervorzuheben sind hier die Papyri Graecae Magicae, die aus dem 2. Jhd. v. bis zum 5. Jhd. n. Chr. stammen, wahrscheinlich jedoch auf ältere Quellen zurückgehen. Einige Zauberrezepte beziehen sich auf Vorbeugung und Behandlung von Krankheiten. Die Zauberrezept-Bücher haben häufig den Charakter privater Notizbücher, da sie spezielle Rezepte, Notizen, Gedanken und Hinweise praktizierender Magier enthalten, die jedes Rezept zunächst testeten, verbesserten und dann seine Formel niederschrieben.
In der Wissenschaft gibt es die Vermutung, diese Zauberpapyri stammten aus der ägyptischen Religion, jedoch gehen andere Fachleute wie Fritz Graf davon aus, dass im 2. Jh. n. Chr. bereits ein graeco-römischer Paganismus vorlag, in dem die ägyptische Religion aufgegangen sei. Graf nimmt an, dieser gehe auf viele Quellen zurück, z. B. griechische, jüdische, babylonische, sumerische und assyrische. Das Ergebnis nennt er einen „spätpaganen Synkretismus“. Die griechischen Zauberpapyri zeigen ein synkretistisches Pantheon auf, in dem ägyptische, griechische und römische Götter gleichberechtigt nebeneinanderstehen und auch JHWH und Jesus zu diesen Göttern der Magie hinzugetreten sind.
Im antiken Griechenland und Rom lagen nach Graf wechselnde Ansichten über Magier vor. Der Magos war mit der Figur des Goes assoziiert. Der Goes wurde als Vermittler zwischen Göttern und Menschen angesehen und stellte eine Art Ekstase-Heiler oder Wahrsager dar, der an traditionelle Schamanen erinnert. Goetia, ein Wort, das im Mittelalter speziell mit schwarzer Magie in Verbindung gebracht wurde, stammt von diesem griechischen Wort Goes ab. Im antiken Griechenland lagen bereits zu einer frühen Zeit Anklagen gegen Magier vor, denen vorgeworfen wurde, Tote zu beschwören und Menschen zu verhexen, und es war in der hellenischen Welt allgemein auch üblich, seine Nachbarn der Zauberei zu bezichtigen.
Zu einer der mächtigsten Formen der Magie gehörte es in der Antike bis in unsere Zeit, eine geheime Kraftquelle zu erlangen. Durchdachte Rituale und die Kenntnis von geheimen sogenannten barbarischen Namen genügten zwar nach damaliger Ansicht, um die niederen Götter sich gewogen zu machen und zugunsten des Magos zu beeinflussen, jedoch bedurfte es einer Initiation, um ein echter Magier zu werden. Die Magier der Antike strebten danach, wirksame Bindungs- und Verfluchungszauber zu sammeln, jedoch versuchten sie auch, eine Kenntnis der Namen von Gottheiten zu erwerben, die um konkrete Formen des Beistandes angerufen werden konnten. Der heilige Name einer Gottheit wurde als deren Attribut gedacht, und ihren heiligen Namen zu kennen, bedeutete, an ihrer Macht teilzuhaben. Da es streng verboten war, Details über Initiationsriten zu verraten, wurde das Wissen um Geheimnisse mehr und mehr das Kennzeichen der Magie.
Von einigen Formen der griechischen Magie wurde angenommen, der Magier habe einen Parhedros, einen göttlichen oder übermenschlichen Beistand, der den Verbündeten des traditionellen Schamanismus stark ähnelt. So behauptete Irenäus von Lyon, der Gnostiker Markion habe einen Parhedros gehabt und dieser habe Markion bei seinen Prophezeiungen unterstützt. Einem Parhedros wurden mannigfaltige magische Kräfte zugesprochen, von Wasser, Wein, Brot herbeizuschaffen über Giftzähne von Schlangen zu zerbrechen und Gegner umzubringen bis zu Bankettsäle aus Gold und Silber zu erschaffen. Der Philosoph Kelsos sagte Jesus nach, dieser sei ein Magier gewesen, da er einige solcher Fähigkeiten gehabt habe.
Magie war jedoch nicht nur darauf beschränkt, praktische Ergebnisse zu erreichen, sondern der Magier strebte eine spirituelle Transformation durch bestimmte Rituale an. Das Ritual Sustasis to Helios beispielsweise diente dazu, den Magier in einen „Herren von göttlicher Natur“ zu verwandeln. Dieses Ritual wurde als eine Invokation des Seth-Typhon interpretiert, dessen Wesen der Magier einnimmt. Seth-Typhon übernimmt hier die Rolle eines Sonnengottes, der Tod und Wiederauferstehung durchlebt, ein Motiv, welches auch in der modernen westlichen Magie noch vorhanden ist.
Ab dem 6. Jahrhundert v. Chr. sind in verschiedenen Regionen des Mittelmeerraumes die Mysterienkulte nachgewiesen. In diesen scheint es Überschneidungen mit den magischen Initiationen gegeben zu haben. Im Gegensatz zur Magie stellten die Mysterien jedoch nichts Individuelles dar, sondern einen gemeinschaftlichen Kult und Ritus. Infolge der Mysterienkulte waren Magie und Mythos nun von einer direkten Begegnung mit den Göttern geprägt, und Initianden der Mysterien und Magier suchten nun nach Mitteln und Wegen, um die Götter in ihr Alltagsleben zu integrieren sowie nach einem engeren Kontakt zu den Göttern. Auch visionäre und meditative Techniken wurden nun erforscht, um das Heilige zu erlangen. Es bildete sich eine Magie, die nach persönlicher Begegnung mit den Göttern suchte, die Theurgie. Die Frucht der Theurgie wurde Gnosis genannt, das „heilige Wissen“. Von der Antike bis zur Neuzeit bildete dieser gnostische Gedanke den eigentlichen Kern der magischen Tradition des Westens.
Ein erster Gipfel rationaler Auseinandersetzung mit magischen Praktiken beginnt ebenfalls in der griechischen Antike. Der Bund der Pythagoreer bereitete hierfür den Boden. Denker wie Platon und Aristoteles unterzogen Theurgie und antike griechische Theologie bis in die Ethik hinein philosophischer Betrachtung.
Prägend auch für die spätere Magie war Jamblich, dessen Werk De mysteriis Aegyptorium zwischen Zauberei, die abzulehnen ist, und der Theurgie unterscheidet. Als Begriff stammt die Theurgie aus den chaldäischen Orakeln und gilt als grundlegend auch für Proklos Philosophie. Nach diesen Philosophen ist die Theologie nur auf den Logos bezogen, während Theurgie Theorie und Praxis umfasst. Theurgie hat die Henosis, die Einigung mit dem Göttlichen, zum Ziel; die Praxis gilt als Gotteswerk und Vollzug gottgegebener Riten. Der Götterzwang wird hier aus der Magie entfernt, die sich in der Theurgie in eine philosophische Religion umwandelt. Formen von Opfer und Gebeten, Ekstase und Verwendung von Kultbildern und anderen magischen Praktiken erhalten in der Theurgie eine neue Bedeutung.
Wesentliche Einflüsse der Antike und Spätantike auf die Magie und das Magieverständnis Europas stellten die Lehren der Gnosis dar, der Neuplatonismus und die Schriften Augustinus, der durch den Neuplatonismus beeinflusst eine Dämonologie und Magietheorie darlegte, die den mittelalterlichen Theologen das Gerüst gab, Magie nun als Dämonenpakt und Teufelspakt anzusehen und zu verfolgen.

#### Rom
In der Zeit der römischen Republik wurde als Goes ein Seher oder Wahrsager bezeichnet, während der Begriff Magos sich nur auf die Vertreter der persischen Priesterschaft mit ihren traditionellen Riten und Divinationen bezog. Ab 27 n. Chr., unter Augustus, wurde erst mit Magus ein Hexenzauberer bezeichnet. Zur Zeit des Plinius verstand man dann unter Magia auch Heilkunde, Astrologie und Divination. Ein typisches Element der Magie waren die Fluch- oder Bindungstäfelchen. Ursprünglich scheinen sie aus Griechenland zu stammen, wo sie ab dem 5. Jahrhundert v. Chr. nachweisbar sind, und von dort haben sie sich über den Mittelmeerraum weiter verbreitet. Die ersten Fluchtäfelchen, Katádesmoi (griechisch κατάδεσμοι katádesmoi) oder Defixiones, waren dünne Bleiplättchen, in die der Name des Opfers eingeritzt war. Später nahmen sie ausgefeiltere Formen an und enthielten zunehmend längere Texte. Zur Herstellung wurden komplexe Rituale verwendet, in denen Puppen verbrannt, gefesselt oder durchbohrt wurden. Die Fluchtäfelchen wurden in Gräber, Brunnen oder Gruben versenkt, um das Opfer den Dämonen oder Geistern auszuliefern. Solche Defixiones waren dazu gedacht, andere Menschen dem eigenen Willen zu unterwerfen. Sie wurden als Liebeszauber verwendet oder etwa auch um gerichtliche und wirtschaftliche Konkurrenten auszuschalten. Es gab bereits im antiken Rom Gesetze gegen schwarze Magie, beispielsweise war es verboten, böse Zaubersprüche zur Verfluchung von Ernten anzuwenden. Solche Sprüche wurden Mala carmina genannt, während gute Carmina, Inkantationen, als heilkräftig galten, jedoch wurden die Inkantationen nicht als Magie bezeichnet.
Aus römischer Zeit sind Beschreibungen der Tricks von Magiern und Wahrsagern überliefert, etwa in der „Widerlegung aller Häresien“ des hl. Hippolyt von Rom, der allein schon etwa drei Dutzend dieser angeblich magischen Vorführungen kennt und entlarven wollte. In experimentalarchäologischen Versuchen ließ sich zeigen, dass einige dieser Tricks tatsächlich funktioniert haben.
Im 5. Jahrhundert v. Chr. erschien Magie in Rom im Zwölftafelrecht als Strafrechtsdelikt. Später wurde unter Kaiser Konstantin auch die Divination unter Strafe gestellt. Magie wurde nun dazu benutzt, um politische und ideologische Gegner zu bekämpfen. Kaiser Valens ließ beispielsweise wegen des crimen magiae die hellenistisch-heidnische Opposition hinrichten, die angeblich versucht hatte, durch Tischrücken den Namen des zukünftigen Kaisers zu erfahren. Das Verbrechen der Magie bezog sich weniger auf individuelle Magier, sondern eher auf Gruppen, die als Organisation angeblich im Untergrund wirkten. Dieses Motiv der organisierten Opposition lebte fort in den christlichen Vorstellungen über Teufelssekten, die vermeintlich aus nicht-konformen Mitgliedern der Gesellschaft wie Häretikern, Juden und Apostaten bestanden.

### Mittelalter

#### Germanische und altnordische Magie

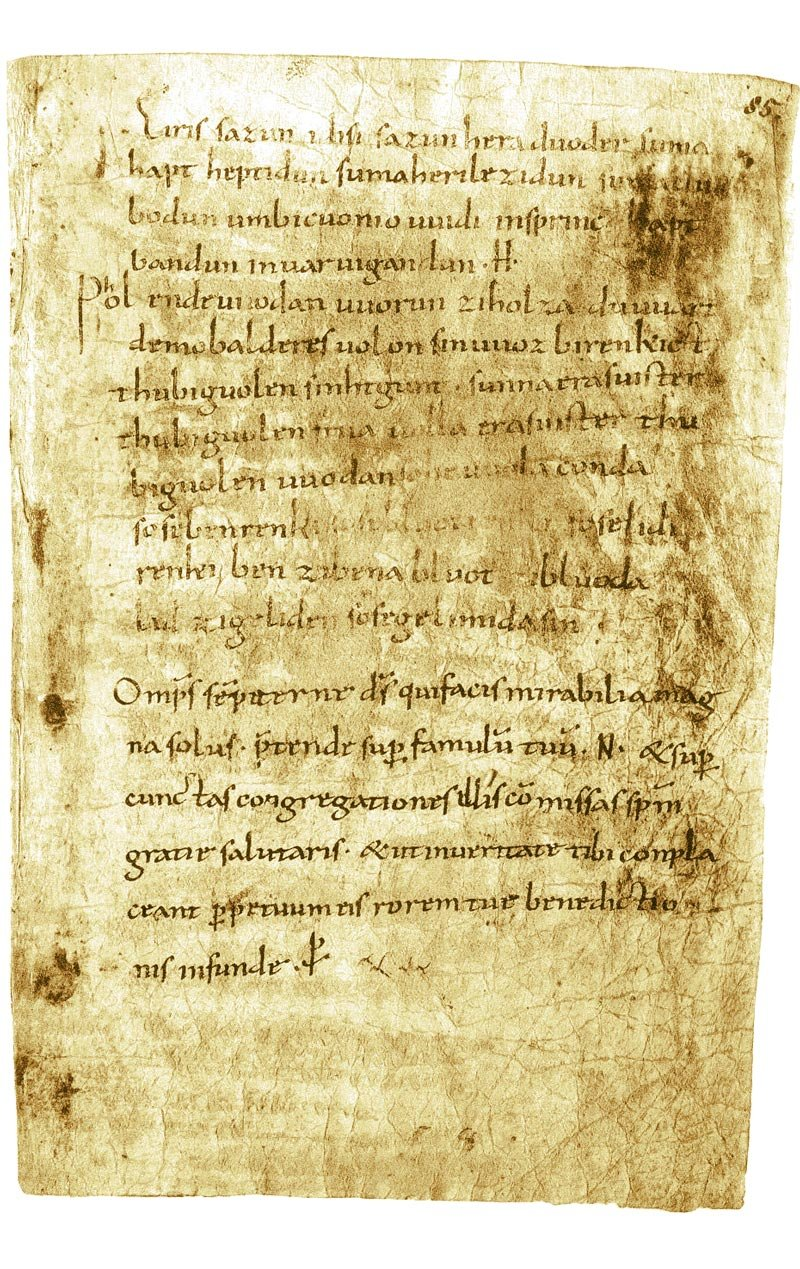
Merseburger Zaubersprüche

Magische Texte gehören zu den ältesten Zeugnissen des Althochdeutschen. Bekannte Beispiele sind die Merseburger Zaubersprüche und der Lorscher Bienensegen. Auch in den überlieferten Zeugnissen germanischer Mythologie spielt die Magie eine Rolle, zum Beispiel in der Siegfriedsage.
Althochdeutsche und altnordische Zaubergesänge werden als Galster bezeichnet, die altnordische Form hat ein spezifisches Versmaß, das Galdralag.
Seiðr ist der altnordische Begriff für Magie. Diese umfasst den magischen Angriff auf eine Person und die Wahrsagerei. Dem Begriff liegen bestimmte mythologische Vorstellungen zu Grunde und er ist in ein größeres religiöses System eingebunden, welches in den subarktischen Kulturen verbreitet war. Deshalb ist die Magie der Seiðkona (Zauberin) und der Seiðrmenn (Magier) mit dem sibirischen Schamanismus eng verwandt.
Im skandinavischen Raum der Wikingerzeit wurde der Seiðmaðr verachtet, verfolgt und (in der Regel durch Ertränken) getötet. Auch in den Isländersagas spielt die Magie hin und wieder eine Rolle.
Ein weiterer Aspekt nordischer Magie neben dem mit Schadenzauberei verknüpften Seiðr ist die vor allem von weiblichen Zauberinnen, den Völva, praktizierte Prophetie und Hexerei und der mit dem Ritzen von Runen verbundene Runenzauber.

#### Magie im christlichen Europa
In der Zeit der Christianisierung Europas (etwa 300 bis 1059) wurde Magie gleichgesetzt mit Paganismus, ein Begriff, der die Religionen der Kelten, Slawen, Germanen, Skandinavier und anderer nicht-christlicher Völker bezeichnete, die von christlichen Missionaren dämonisiert wurden. Trotzdem wurden diese einheimischen Praktiken und Glaubensformen vielfach christianisiert und zu eigenen Zwecken verwendet, insbesondere von Kirchenführern. So wurden zum Beispiel in Klöstern Schriften aufgefunden, die christliche Riten und Rezepte mit germanischen Volksritualen verbanden. Diese Magie wurde verwendet, um dämonische Mächte abzuwehren oder Heilungen herbeizuführen. Trotz Verdammung von Magie und Zauberei durch die Kirche konnten diese in transformierter Form sich erhalten und bildete einen Komplex von heidnischen und christlichen religiösen Formen. Ähnliche komplexe Verbindungen von Christentum und einheimischen magischen Praktiken finden sich später in Afrika und Südamerika.
Im Hochmittelalter (1050–1350) wurde die Magie von der christlichen Kirche zwar als Häresie betrachtet und bekämpft, jedoch zeugen überlieferte Schriften und Rezepte davon, dass die Magie dennoch weit verbreitet war. Ebenso war in der Literatur dieser Zeit Magie ein wichtiges literarisches Thema, zum Beispiel der Zauberer Merlin in den Artus-Mythen. Magie galt zudem von der Spätantike bis ins 15. Jahrhundert vorwiegend nicht als gesicherte scientia, sondern als ars (Kunst).
Im Mittelalter entstanden in Form der Grimoires erste Beispiele einer christlich geprägten Zauberliteratur. Die Grimoires sind Zauberbücher, welche Dämonologie oder Angelologie lehrten und magische Rituale beschrieben, die mit christlichen Elementen durchsetzt waren. So sollte der Magier fasten, beten und die Dreifaltigkeit anrufen, um göttlichen Beistand bei der Bezwingung der Dämonen zu erhalten.
Angeblich aus der Zeit um 1400 stammen die Aufzeichnungen des Abraham von Worms, die eine ausführliche Beschreibung von dessen magischem Lebensweg und insbesondere seiner Reise in den Orient enthalten, sowie ein komplexes Ritual, mit dessen Hilfe man sich verschiedene Geistwesen würde dienstbar machen können. Letzteres diente als Vorlage für verschiedene neuzeitliche Zauberbücher und inspirierte, von Samuel Liddell MacGregor Mathers als Heilige Magie des Abramelin ins Englische übersetzt, die Esoteriker des Golden Dawn am Ende des 19. und Aleister Crowley im 20. Jahrhundert.

### Renaissance und Frühe Neuzeit
In der Renaissance wurden die antiken Schriften des Neuplatonismus und der Hermetik wiederentdeckt und übersetzt. Es entstand eine gelehrte Literatur, die sich mit Magie befasste, als deren bedeutendster Autor Marsilio Ficino gilt. Weitere Verfasser magischer Schriften waren Giovanni Pico della Mirandola, Giordano Bruno, Johannes Trithemius, Heinrich Cornelius Agrippa von Nettesheim, Paracelsus und John Dee.

#### Magia naturalis
Neu war neben der Rezeption der antiken magischen Literatur das Konzept einer magia naturalis, einer göttlich inspirierten „natürlichen Magie“, die zu erforschen und sogar zu praktizieren für einen Christen nicht anrüchig sei.
Schon im 13. Jahrhundert hatte Wilhelm von Auvergne erstmals die Unterscheidung gemacht zwischen einer magia naturalis, die sich zum Beispiel in den okkulten (der unmittelbaren Wahrnehmung verborgenen) Eigenschaften bestimmter Edelsteine äußerte, von einer destruktiven teuflischen Magie, der magia daemoniaca.
Diese Unterscheidung war jedoch nicht unproblematisch. Ob es sich konkrete um magia naturalis als eine erlaubte Form der Magie (magia licita) oder um dämonische Zauberei (magia illicita) handele, ergab sich zu dieser Zeit oftmals nur aus subjektiven Wertungen des Richtenden. Die Autoren magischer Schriften sahen sich daher in der Regel veranlasst, eventuellen Vorwürfen der Propaganda für Zauberei und damit der Häresie vorzubauen, bzw. sich gegen solchen Vorwürfe zu verteidigen.
Neu und auch folgenreich war an der Magia naturalis die Berücksichtigung der Natur als Erklärungsmodell für okkulte Phänomene, auch wenn die Wirkungen nach unserem Verständnis dem Gegenstand, der sie angeblich erzeugt, nicht zukommen. Für die Entwicklung des naturwissenschaftlichen Denkens stellte die Magia naturalis trotzdem einen wichtigen Ausgangspunkt dar.
Neben die Macht des Bösen trat in der Magie die Natur der occulta qualitas, man konnte sich also der okkulten Einflüsse von Planeten und Talismanen bedienen, ohne dafür Dämonen in Anspruch nehmen zu müssen, und in den innerhalb der Theologie zugelassenen, sich aber mehr und mehr ausdehnenden Grenzen, stand nun der Erforschung der Natur nichts mehr im Wege.

#### Marsilio Ficino

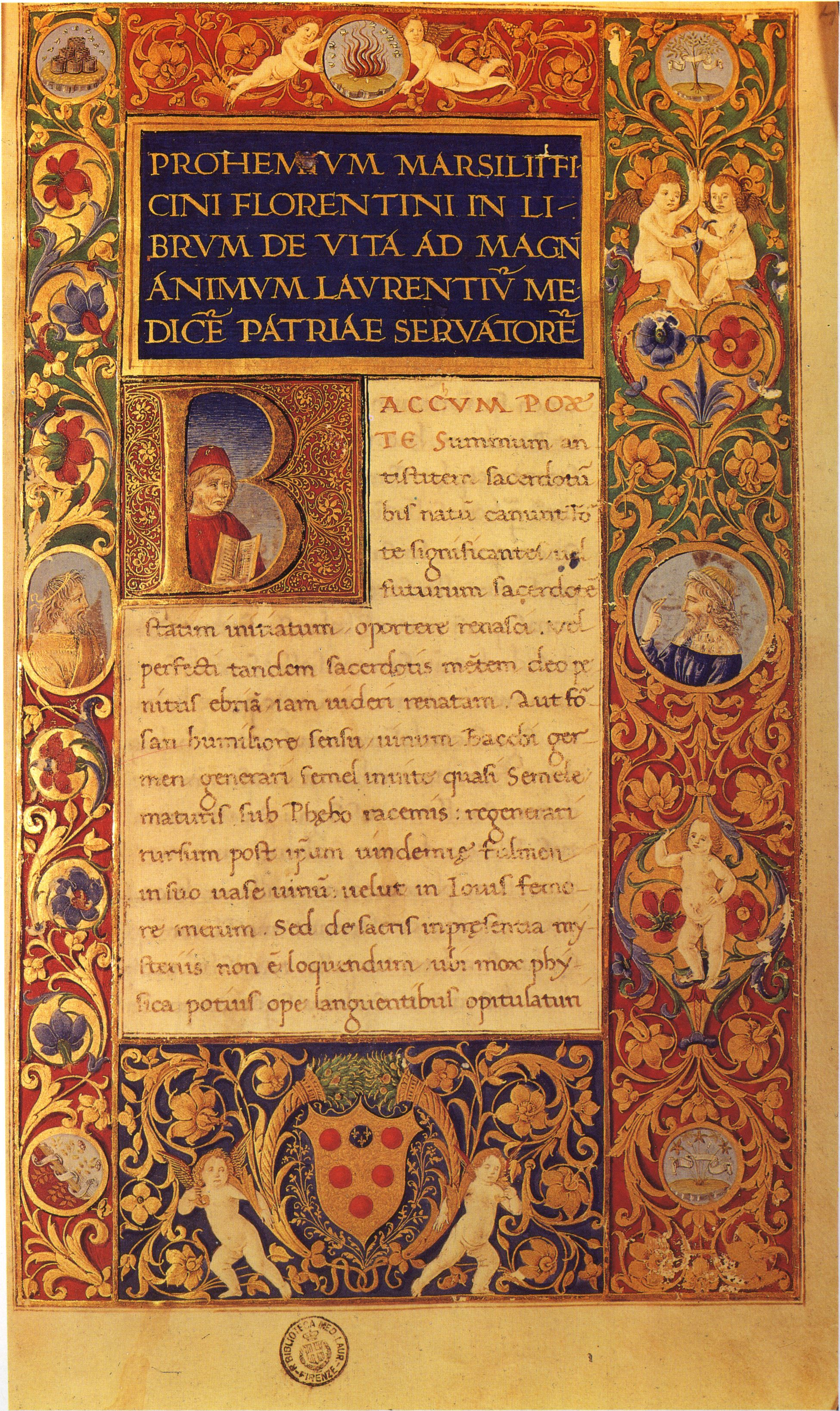
Vorwort zu Ficinos De vita in einer illuminierten Handschrift (1489)

Bei Marsilio Ficino findet die Magia naturalis die spezielle Ausprägung der Magia spiritualis. Ficinos Interpretation der Lehren Plotins und hermetischer Makrokosmos-Mikrokosmos-Spekulation gemäß wirkt der Weltgeist (spiritus mundi) durch die Planetenkräfte vermittelt und gefiltert auf die materielle Welt. Durch die Beeinflussung der Planetenkräfte — etwa durch Talismane oder das Suchen bzw. Vermeiden von Dingen, die bestimmten Planeten entsprechen bzw. zuwider sind — können dann magische bzw. therapeutische Wirkungen erzielt werden. Zu diesen Dingen gehören jeweils bestimmte Mineralien, Metalle und Farben. All dies ist zu berücksichtigen, wenn die Magie wirksam sein soll, bis hin zum Einhalten einer astrologisch bestimmten Diät bei entsprechenden zeremonialmagischen Operationen. Bevorzugte Ziele solcher Operationen sollte gemäß ihren günstigen Auswirkungen die Glücksplaneten Sonne, Jupiter und Venus sein. Die diesbezüglichen Theorien führt er in De vita caelitus comparanda, dem dritten Teil von De vita aus.
Ficino nahm weiterhin an, dass Liebe eine natürliche Form der Magie sei. Für ihn stellte sie eine universale Kraft dar, die ins ganze Universum ausstrahle. Im Gegensatz zur allgemeinen Form der Liebe stellt Ficinos Magie einen bewussten Akt dar, indem versucht wird, den Geist einer anderen Person zu manipulieren durch seinen eigenen Geist.
Auch Musik spielt in Ficinos Magie eine Rolle, er maß dabei den Orphischen Hymnen besondere Wirksamkeit zu, die zum Beispiel begleitet von einer lira da braccio gesungen werden konnten. Und nicht nur Musik, auch esoterisch-symbolisch aufgeladene Kunstwerke konnten magische Wirkung entfalten. Frances A. Yates vermutet, dass Botticellis Primavera und Nascita di Venere solche Qualitäten besitzen sollten.
Dementsprechend fand Ficinos natürliche Magie Eingang in verschiedenste Bereiche, beispielsweise in die Musik- und Poesietheorien des Guy Lefèvre de la Boderie, in Veneto Giorgios Spekulationen über das rechtgläubige Christentum und in Antonio Persios Gedanken zum unorthodoxen Christentum. Im Planetenoratorium Fabio Paolinis und in Tommaso Campanellas Magielehre wurden diese beiden Stränge gegen Ende des 16. Jahrhunderts wieder vereint. Die Magia naturalis, deren Vorstellungen etwa in der Signaturenlehre, der magischen Korpuskulartheorie oder als Grundlage esoterischer Gemeinschaften weiterwirkten, wurde zu dieser Zeit ein Synonym für die Philosophia naturalis (und der Magier gegebenenfalls ein Philosophus naturalium rerum) und leistete bedeutende Beiträge zur Kunstästhetik, Religion und Anfängen der Psychologie und der modernen Naturwissenschaften.

#### Pico della Mirandola

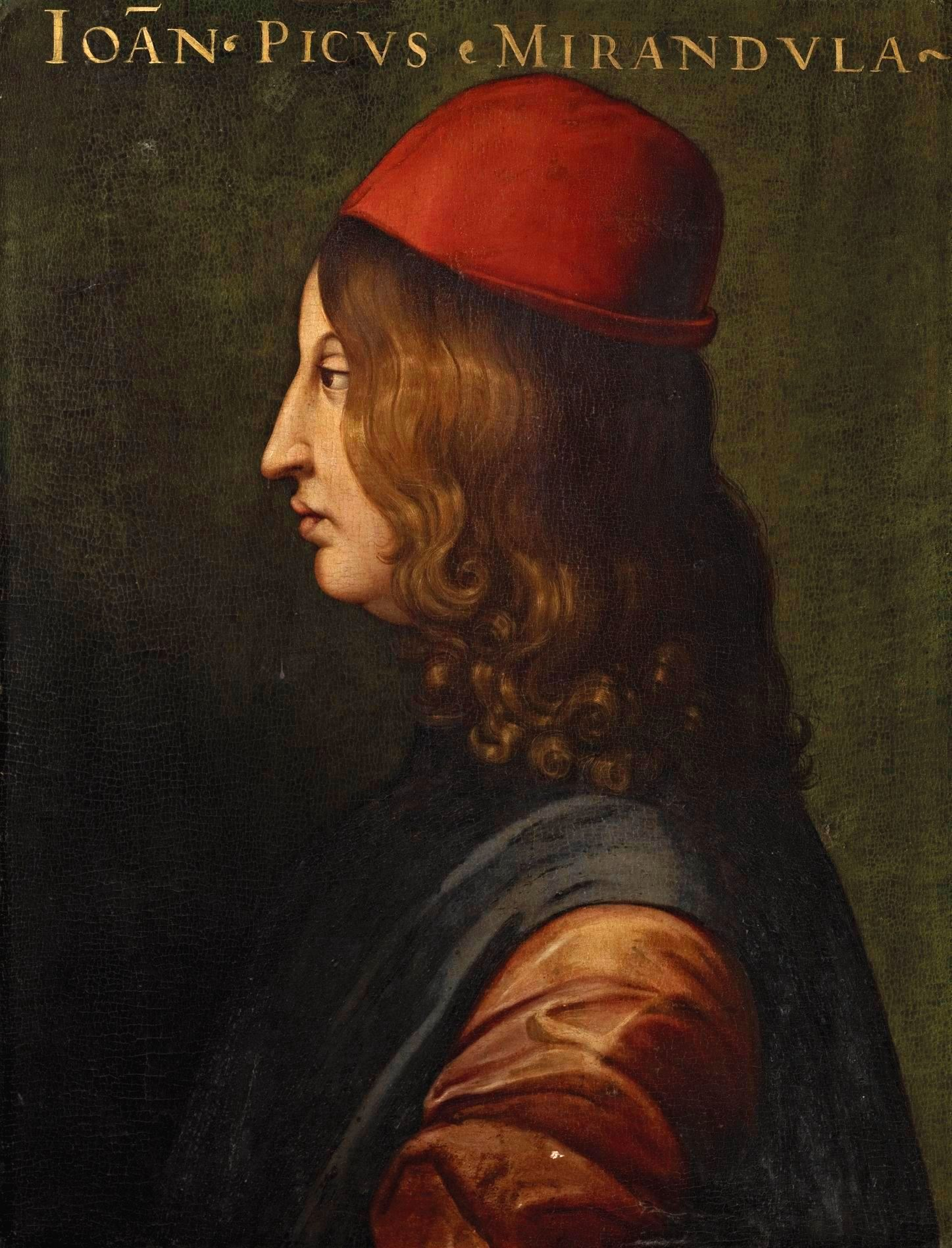
Pico della Mirandola (Porträt in den Uffizien)

Giovanni Pico della Mirandola, Freund Ficinos, beschrieb sein Verständnis des Phänomens Magie in Über die Würde des Menschen 1486 so:

„Wie der Landmann die Ulmen mit den Reben des Weinstocks, so vermählt der Magier die Erde mit dem Himmel, das heißt das Untere mit den Gaben und Kräften der Oberwelt.“

Pico lehnte, suchte als zentrale Quelle magisch-theologischer Erkenntnis nicht wie Ficino eine hermetisch-neuplatonische Astralmagie, sondern befasste sich als erster Nichtjude intensiv mit der jüdischen Kabbala. Als Mittel sollten dabei sowohl Buchstabenkombinationen (Gematria) als auch die Erkundung der supralunaren Welt durch Seelenreisen dienen und dadurch vermittelt ein unmittelbarer Kontakt mit Christus und letztlich mit Gott, in Analogie zur jüdischen Merkaba-Mystik. Dementsprechend hoch schätzte er die Bedeutung der Magie ein. Seine Hoffnung, mit seinen Sichtweisen keinen Anstoß zu erregen, erfüllte sich nicht. Einige seiner 900 Thesen (Conclusiones philosophicae, cabalisticae et theologicae nongentae, 1486), darunter eine, der zufolge keine Form der Erkenntnis mehr Gewissheit über die Göttlichkeit Christi gäbe als Magie und Kabbalam, die er in Rom zur allgemeinen Diskussion stellen wollte, wurden vom Papst als häretisch verurteilt und Pico musste letztendlich fliehen.
In der Zedlerschen Enzyklopädie heißt es:

„Seine Widersacher hätten gerne einen Zauberer aus ihm gemacht, weil sie nicht begreifen konnten, wie er bey so jungen Jahren eine so gar sonderbare Erkänntniß fast in allen Wissenschafften sich erwerben können. Das einige hat insonderheit den
neuen Gelehrten an ihm nicht gefallen wollen, daß er auf die Cabbala so sehr viel gehalten.“

Immerhin übten Picos kabbalistische Spekulationen einen weitreichenden Einfluss auf die Entwicklung der westlichen Esoterik aus. Auf seine Veranlassung hin übersetzte der jüdische Konvertit Flavius Mithridates Schriften des Abraham Abulafia ins Lateinische und von daher gingen die Namen von Engeln wie Metatron, Samael oder Asasel über in das christlich-abendländische Magievokubular.

#### Giordano Bruno

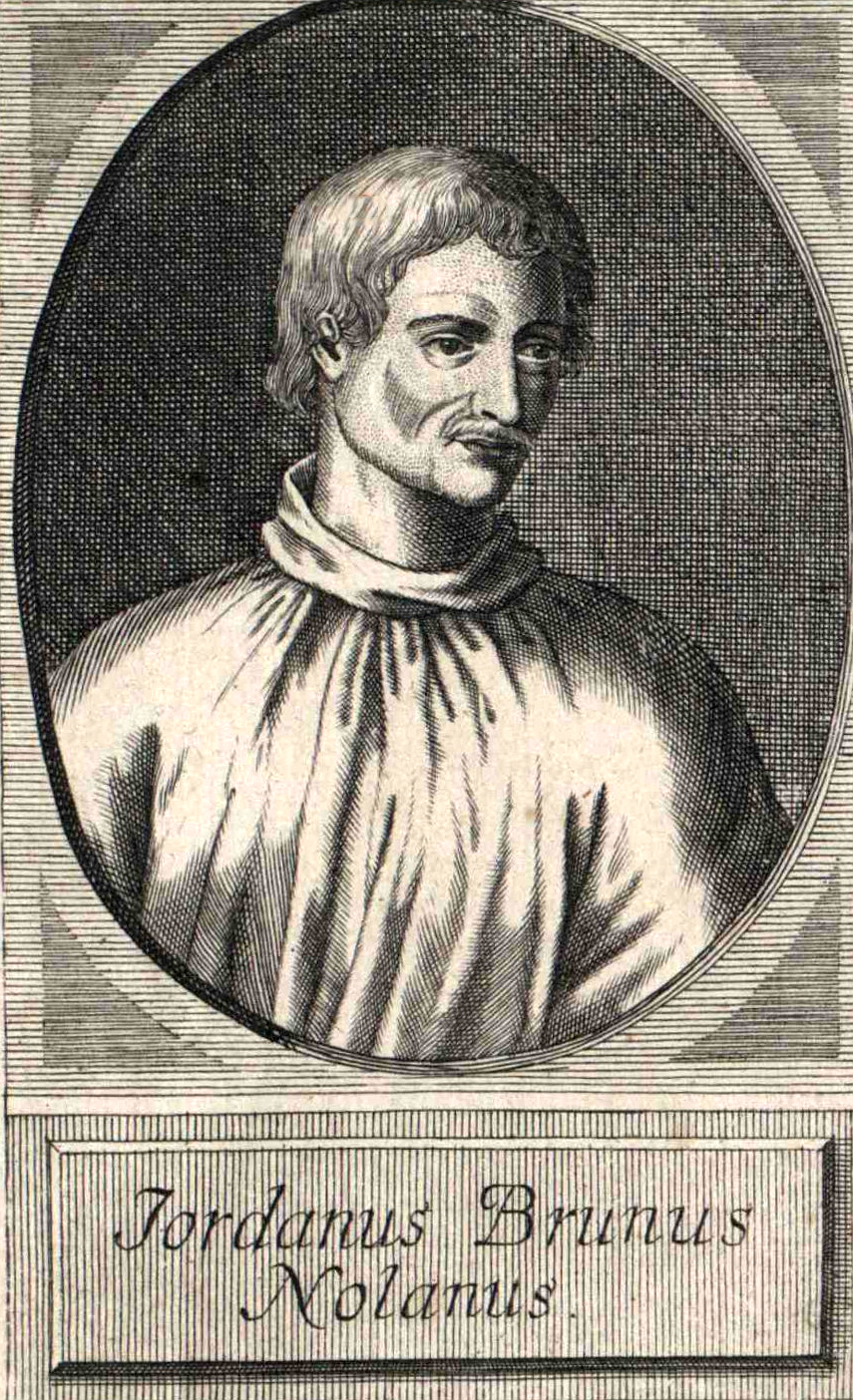
Giordano Bruno

Seit der wegweisenden Arbeit von Frances A. Yates über Giordano Bruno gilt dieser als ein Fortsetzer und Vollender hermetischer Tradition an der Schwelle zur Neuzeit. Diese Sichtweise wird jedoch auch bestritten und im neueren Diskurs wird wieder größeres Gewicht auf Bruno als Vorläufer einer modernen Naturwissenschaft gelegt.
Brunos Magietheorien führen Ficinos Theorie der Liebe als natürlicher Magie zu einem extremen Ausdruck. Bruno nahm an, dass alles durch die Erzeugung von Phantasmata beeinflusst und manipuliert werden könne. So liegt seiner in De vinculis in genere (1591) formulierten erotischen Magie der Gedanke zugrunde, erotische Phantasmata könnten, sofern sie hinreichend mit Gefühl der Hingabe aufgeladen sind, andere Menschen beeinflussen. Die zu beeinflussende Person nimmt nach Bruno durch ihren eigenen Geist solche Phantasmata auf, die dann in diesem ihre Wirkungen zeigen. Psychische Konditionen für diese Art von Magie sind nach Bruno von zweierlei Art. Der Magier muss sowohl vor Begierde und Verlangen brennen, als auch gleichzeitig gegenüber diesen Emotionen vollkommen kalt und indifferent sein, um nicht ihr Opfer zu werden.
Bruno bezieht sich nicht nur auf die Tradition Ficinos, sondern die Kunst des Gedächtnisses ist gleichfalls Bestandteil seiner Magie. Dabei werden Phantasmata oder Imaginationen in dem Sinne manipuliert, dass sie zu einer mystischen Kontemplation werden. Diese Form der Magie war verbunden mit der Rhetorik. Giulio Camillo Delminio (ca. 1480–1544) war der Erste, der die Kunst des Gedächtnisses explizit mit magisch-mystischen Erfahrungen zusammenbrachte.

#### Agrippa von Nettesheim

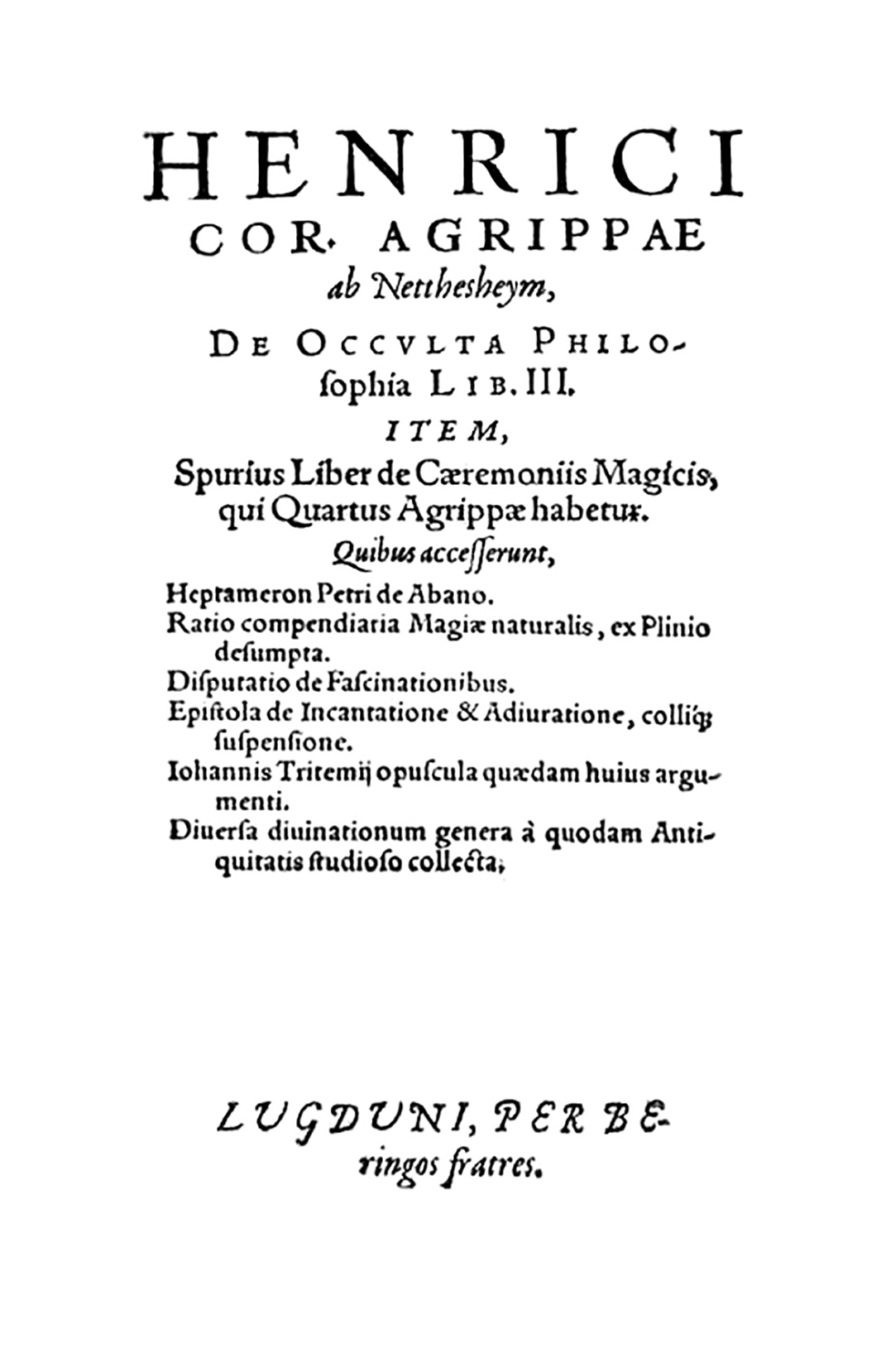
De Occulta Philosophia (1533)

Das unter dem Titel De Occulta Philosophia 1530 veröffentlichte Buch des humanistischen Gelehrten Heinrich Cornelius Agrippa von Nettesheim stellt die erste systematisch gegliederte theoretische und praktische Gesamtdarstellung der Magie dar.
Agrippa unterteilte Magie in Naturmagie (magia naturalis), Astralmagie (magia coelestis) und Zeremonialmagie (magia caeremonialis). Er wendet sich in De occulta philosophia gegen die Elemente der magia naturalis und magia divinatrix enthaltende populäre Magie, die zum Beispiel an den Höfen von weißgewandeten „Magiern“ und Scharlatanen praktiziert wurde.

#### Paracelsus
Paracelsus, der Alchemist und „Erneuerer der Naturheilkunde“, lehnte die seinerzeit noch auf antike Überlieferung zurückgehende Medizin der Tradition Galens ab. Magie sah er in Anlehnung an Pico della Mirandola, der sie als Vollendung der natürlichen Philosophie bezeichnete, als „muter aller verborgen ding der natur, zu wissen, was die natur antrifft“ an. Sie war für ihn als magia naturalis ein Mittel zur Erkenntnis und zur Heilung: „Es ist aber eine magische Operation und ist gleich der Wissenschaft von der kabbalistischen Kabbalah, nämlich daß das nicht aus Geistern noch aus der Zauberei entspringt, sondern aus dem natürlichen Lauf der subtilen Natur.“

#### John Dee

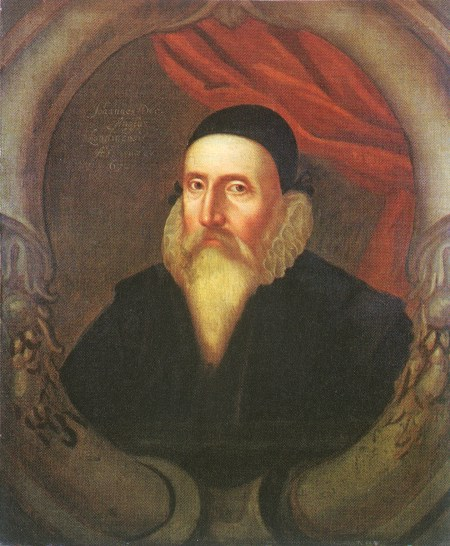
John Dee (ca. 1594)

Der Mathematiker, Geograph, Entwickler von Navigationsinstrumenten, Astrologe, Mystiker und Alchemist John Dee gilt als bedeutendster Vertreter der Renaissancemagie in England. Unter Zuhilfenahme eines Mediums suchte er Erkenntnisse über die überirdische Welt zu gewinnen, wobei er sich der ihm offenbarten Henochischen Sprache bediente, der Sprache der Engel.

#### Magie in Wunderbüchern, Zauberliteratur und Volksglauben der frühen Neuzeit
In der frühen Neuzeit gab es neben der intellektuellen Hochmagie der Gelehrten auch eine mehr praktisch orientierte Form der Magia naturalis, so der Titel eines Buches von Giovanni Battista della Porta, das zuletzt in 20 Bänden erschienen, ungeheuer populär wurde und in zahlreichen Auflagen und Übersetzungen erschien. Darin ging es weniger um hermetische Philosophie und Esoterik als um die Wunder einer frühen Wissenschaft, bis hin zu ganz praktischen Rezepten und Ratschlägen für Landwirtschaft und Viehzucht.
Schließlich konnte nach der Erfindung des Buchdrucks eine Zauberliteratur erstmals weite Verbreitung finden, die sich aus allen möglichen Quellen bediente, darunter dem Werk Agrippas, und die dem Interessierten sehr konkrete Rezepte für die Beschwörung von Dämonen, für Heil- wie für Schadenzauber oder für die Schatzsuche bot, meist mehr oder minder oberflächlich christlich bemäntelt.
In das Umfeld dieser Zauberliteratur und jener, die sie verfassten bzw. praktizierten, gehört auch der historische Johann Georg Faust.

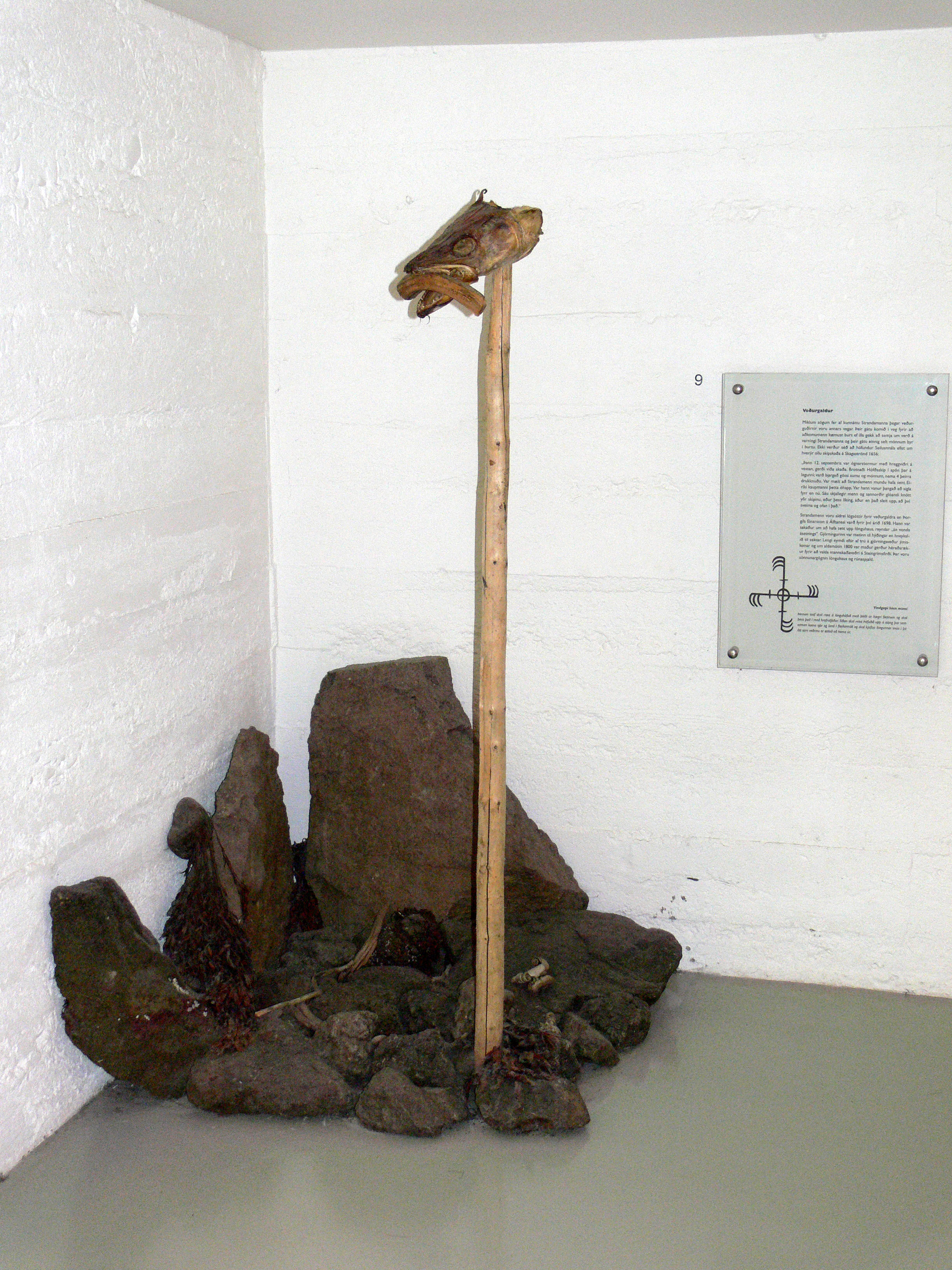
Sturmzauber aus Island nach einer Beschreibung aus dem 17. Jh. (Galdrasýning, Hólmavík)

Weiterhin gab es im einfachen Volk vielfältige magische Praktiken. Dazu gehörten neben einer meist unter Aberglaube zusammengefassten unüberschaubaren Anzahl von regional und zeitlich sehr unterschiedlich ausgeprägten Formen der Volksmagie, die typischerweise von den einfachen Leuten selbst und nicht von Spezialisten praktiziert wurden, die vielfältigen magischen Aspekte der Volksmedizin und schließlich das Hexenwesen, die Furcht vor Hexerei und Behexung und daraus resultierend die Verfolgung und häufige Ermordung der Hexen oder solcher Personen, die man dafür hielt.

### 17. Jahrhundert
Im 17. Jahrhundert setzt sich die Entwicklung von der Magia naturalis über die Naturphilosophie als einer übergreifenden Wissenschaft von den natürlichen Phänomenen hin zu den Vorläufern der modernen naturwissenschaftlichen Disziplinen fort. Das geschah zum Beispiel in der Alchemie, die eine letzte Blüte erlebte, zugleich aber wurden in dieser Zeit die Grundlagen der späteren Chemie gelegt, die Astrologie wurde zwar von einem Johannes Kepler noch betrieben, zugleich löst sich die Astronomie von der Sterndeutung und mathematisiert sich zunehmend und bei den „okkulten“ Phänomenen, also jenen, die ohne offensichtliche materielle Vermittlung erfolgen wie zum Beispiel dem Magnetismus, beginnt eine Erforschung nach wissenschaftlicher Methode, eine Entwicklung, die in Isaac Newtons Philosophiæ Naturalis Principia Mathematica gipfelt, den „Mathematischen Prinzipien der Naturphilosophie“, die 1686 erscheint und die Gravitation als Fernwirkung ohne materielle Vermittlung beschreibt. Zugleich beschäftigte Newton sich intensiv mit alchemistischen Experimenten, was er allerdings zeitlebens geheim hielt. Ein anderer bedeutender Wissenschaftler, der sich auch mit Alchemie befasste, war Johan Baptista van Helmont, sowie dessen Sohn Franciscus Mercurius van Helmont.
Zugleich wurden die von der Renaissance-Magie kommenden Traditionslinien fortgesetzt. 1617 veröffentlichte der englische Theosoph Robert Fludd seine Utriusque cosmi maioris scilicet et minoris Metaphysica, die „Metaphysik des Makro- wie auch des Mikrokosmos“, die in der Tradition der Hermetik von Ficino und Pico steht. Auch die auf Pico, Reuchlin und Khunrath zurückgehende Erforschung der Kabbala wurde weiterbetrieben und formte sich um zur christlichen Kabbala. 1677/78 erschien deren Grundwerk, Christian Knorr von Rosenroths Kabbala denudata.
Auch Paracelsus fand seine Nachfolger, nicht nur in der Alchemie. 1676 erschien Abraham von Frankenbergs Raphael oder Arztengel. Frankenberg war ein Anhänger Jakob Böhmes und damit ein früher Vertreter jener Verbindung von christlicher Mystik, Hermetik und Kabbala, die im 18. Jahrhundert vor allem bei einigen Pietisten Anhänger finden sollte, zum Beispiel Friedrich Christoph Oetinger.
Weitere wichtige Entwicklungen in der Esoterik des 17. Jahrhunderts waren die Manifeste der Rosenkreuzer, 1614 erschien die Fama Fraternitatis, und die Pansophie des Johann Amos Comenius, die aber für Theorie und Praxis der Magie keine unmittelbaren Auswirkungen hatten. Die Rosenkreuzer jedoch entwickelten, auch als Modell für eine hermetisch-pansophische Geheimgesellschaft, eine starke Wirkung bis ins 19. Jahrhundert und darüber hinaus.

### 18. Jahrhundert
Im Zeitalter der Aufklärung verlor die Magie eine Reihe von Bezugspunkten bzw. diese waren nicht mehr selbstverständlich gültig. Die christliche Theologie hatte die Magie zwar verdammt, aber immerhin ihre Existenz anerkannt, diese Existenz wurde nun von einer aufgeklärten Wissenschaft weitgehend bestritten. Und auch die Berufung auf überlieferte Weisheit des Altertums wurde nicht mehr unbestritten akzeptiert. So hatte schon 1614 Isaac Casaubon nachgewiesen, dass die hermetischen Schriften nicht früher als im 1. nachchristlichen Jahrhundert entstanden sein konnten.
Das wird reflektiert im Hauptwerk der Aufklärung, der von Diderot und d’Alembert herausgegebenen Encyclopédie im Artikel Magie. Der Autor unterscheidet drei Arten der Magie, nämlich eine göttliche, eine natürliche und eine übernatürliche. Die göttliche war jene, die heilige Männer durch Gottes Gnade befähigte, in die Zukunft zu sehen und Wunder zu wirken, sollte es dergleichen gegeben haben, woran der Autor zweifelt. Unter der natürlichen Magie versteht der Autor Physik, Astronomie, Medizin und die diversen technischen Wunder, welche das Leben verbessern. Über die übernatürliche Magie aber sagt er:

„Übernatürliche Magie ist Magie im eigentlichen Sinne, diese schwarze Magie […], hervorgebracht durch Stolz, Unwissenheit und Mangel an Philosophie: Das ist es, was Agrippa unter den Namen coelestialis & ceremonialis versteht; Wissenschaft nur dem Namen nach, nichts als ein wirrer Haufen obskurer, ungewisser und unbewiesener Prinzipien, von Praktiken, die größtenteils willkürlich und kindisch sind und deren Unwirksamkeit durch die Natur der Dinge bewiesen wird.“

Wouter J. Hanegraaff weist darauf hin, dass die Situation des Renaissance-Magiers und die des Magiers in der säkularisierten, „entzauberten“ Welt, die mit der Aufklärung sich durchzusetzen begann, strukturell ähnlich seien. In beiden Fällen muss der Magier seine Theorie wie seine Praxis nicht nur gegenüber seinem Umfeld, sondern auch sich selbst gegenüber legitimieren, der Renaissance-Magier als gläubiger Christ, der moderne Magier als jemand, der in einer von Wissenschaft und Rationalität geprägten Welt lebt und auch für sich in Anspruch nimmt, ein rational denkender Mensch zu sein.
Während im Volk die diversen Wunder- und Zauberbücher weiterhin Verbreitung fanden, darunter diverse Ausgaben von Fausts Höllenzwang und ähnlicher Schriften, bei deren Inhalt sich die Autoren bei Agrippa oder Paracelsus bedienten oder auf älteres Material zurückgriffen, schlug an den Höfen des Rokoko die Stunde der Wundermänner und höfischen Scharlatane. Die bekanntesten Vertreter sind der Graf von Saint Germain und Alessandro Graf von Cagliostro, aber auch der aufgrund weniger esoterischer Errungenschaften berühmte Giacomo Casanova gab vor, über alchemistische und okkulte Kenntnisse zu verfügen. Der reisende Alchemist mit Verbindungen zu Freimaurerei und Rosenkreuzertum war eine typische Erscheinung der Zeit.
Ein Wundermann anderer Art war Franz Anton Mesmer mit seiner Lehre vom animalischen Magnetismus. Aus Wien vertrieben, ließ er sich 1778 erstmals in Paris nieder, wo er großen Erfolg hatte und mit seinen Behandlungen unerhörtes Aufsehen erregte, indem er die Konzepte einer Magia naturalis in pseudowissenschaftliche Form goss und damit vor allem bei Patienten mit später als Hysterie, heute als psychosomatische Beschwerden bezeichneten Erkrankungen große Erfolge erzielte.
Seine Methoden bereiteten jedoch auch den Boden für die Erforschung der Phänomene der Hypnose und die heute noch praktizierten Methoden der Hypnotherapie.
Mitte des Jahrhunderts etablierte sich der Orden der Gold- und Rosenkreuzer, der unter Friedrich Wilhelm II. in Preußen zeitweise sogar politische Bedeutung erlangte. 1776 wurde in Bayern der Illuminatenorden gegründet, um dessen angebliches Fortbestehen sich bis heute Legenden und Verschwörungstheorien ranken. Die Berufung auf angeblich uralte magische Traditionen waren integraler Bestandteil der Lehre dieser Geheimgesellschaften und ausgearbeitete Rituale gehörten zur Praxis, vor allem der Rosenkreuzer und der sogenannten Hochgrad-Freimaurer. Ein Abbild solch aufwändig inszenierter Rituale findet sich in Mozarts Zauberflöte.
Eine auf die Gold- und Rosenkreuzer zurückgehende Innovation war das Konzept der „unbekannten Oberen“, geheimnisvoller Wesen von unbeschränktem Wissen und unanzweifelbarer Autorität, die es ihnen erlaubte, den prospektiven Gründer einer Geheimgesellschaft mit der entsprechenden Legitimation auszustatten. Bis dahin musste zum Beispiel die Gründung einer neuen Freimaurerloge durch eine ältere Loge legitimiert werden. Die „unbekannten Oberen“ machten diese Komplikation überflüssig.
Die Theosophie entwickelte sich im 18. Jahrhundert in der Nachfolge Jakob Böhmes weiter, mit Emanuel Swedenborg als beherrschender Figur, war jedoch weitgehend mystisch orientiert, das heißt, konzentrierte sich auf die Schau Gottes und der jenseitigen Welten und weniger auf magisches Handeln. Einige Theosophen befassten sich jedoch auch mit Alchemie, Hermetik und Rosenkreuzertum, darunter Georg von Welling, dessen Opus Mago-Cabbalisticum 1719 erschien, Samuel Richter und Karl von Eckartshausen, der auch ein prominenter Illuminat war.
Die Zeit der Hexenverfolgungen war im 18. Jahrhundert zwar noch nicht vorüber — bis in die 1760er Jahre gab es zum Beispiel in Bayern Hexenprozesse und 1782 fand der letzte Hexenprozess in der Schweiz statt —, es gab jedoch in einer Reihe von europäischen Ländern ein gesetzliches Verbot der (juristischen) Hexenverfolgung, in Frankreich bereits 1682, in England 1736, in Österreich 1768 und in Schweden 1779.

### 19. Jahrhundert
Im Zeitalter der Romantik erfuhr der Magiebegriff eine Erweiterung. Magie meinte nun nicht mehr nur bestimmte Aspekte westlicher Esoterik, die zum Beispiel in magischen Operationen praktisch umgesetzt werden können, sondern die Überlieferung der westlichen Esoterik schlechthin, und zwar als Gegenmodell zur positivistisch-mechanistischen Sicht einer entzauberten Welt. In diesem Sinn sprechen Novalis, Friedrich Schlegel, Franz von Baader, Justinus Kerner und andere Vertreter der Romantik von „Magie“.

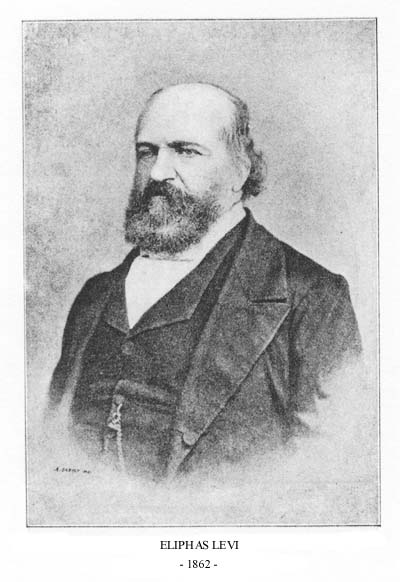
Éliphas Lévi (1862)

Zeugnis für diese Begriffsverschiebung gibt der französische Autor Éliphas Lévi, dessen Histoire de la magie 1859 erschien. Tatsächlich behandelt das Buch die verschiedensten esoterischen Disziplinen. Der fast synonyme Gebrauch von „Magie“, „Esoterik“ und „Okkultismus“ verbreitete sich von da an und heute wird zwischen diesen Begriffen oft kaum mehr unterschieden. Eine weitere wichtige Erscheinung in der Esoterik des 19. Jahrhunderts, Helena Petrowna Blavatsky, die zur bestimmenden Gestalt in der 1875 von Henry Steel Olcott gegründeten Theosophischen Gesellschaft wurde, bevorzugte die Bezeichnung „Theosophie“.

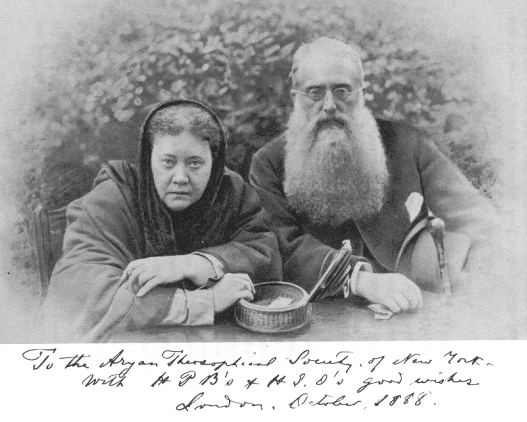
Blavatsky und Olcott (1888)

1877 erschien Blavatskys erstes Buch, Isis entschleiert, in dem sie eine heftige Polemik gegen die Wissenschaft führte. Zugleich machte sie und andere esoterische Autoren sich die Ergebnisse eben dieser Wissenschaft zunutze. Dort waren, namentlich in der Ägyptologie mit der Entzifferung der Hieroglyphen durch Champollion 1822, große Fortschritte im Verständnis der Kulturen des Altertums gemacht worden. Wo ein Athanasius Kircher durch mangelndes Verständnis zu wilden Spekulationen gezwungen war, konnte man nun auf akademische Übersetzungen altägyptischer Texte zurückgreifen, die Entschleierung der Isis war also zunächst einmal eine wissenschaftliche Leistung. Und die Erforschung der Vergangenheit beschränkte sich nicht auf das Altertum. In England und Deutschland machten sich vom Geist der Romantik beseelte Volkskundler auf, Mythen zu erforschen und Sagen zu sammeln, in Deutschland entstand die bekannte Märchensammlung der Brüder Grimm (1812/1815) sowie die Sammlung Deutsche Sagen (1816/1818) und Jacob Grimm veröffentlichte 1835 die Deutsche Mythologie und in all dem meinte man, Spuren heidnischer Vorzeit und volkstümlicher Magie zu finden.
Ähnlich verhielt es sich bei anderen Kulturen, nicht nur bei solchen des Altertums. Im Zeitalter des Kolonialismus wurde der Rest der Welt nicht nur wirtschaftlich, sondern auch wissenschaftlich „erschlossen“, was dazu führte, dass bislang ganz oder nur ganz oberflächlich bekannte Überlieferungen und Praktiken in das Blickfeld westlicher Wissenschaftler gerieten. Das waren vor allem die asiatischen Religionen und esoterischen Traditionen: Hinduismus, Tantrismus, Buddhismus, Lamaismus und Daoismus. Umfassende Werke wurden verfasst, heilige Texte wurden gesammelt und übersetzt und all das stand nun den Spekulationen der okkulten Wissenschaftler des 19. Jahrhunderts als Material zur Verfügung und erschloss ihnen ganz neue Welten und bildete die Basis für einen esoterischen Exotismus.

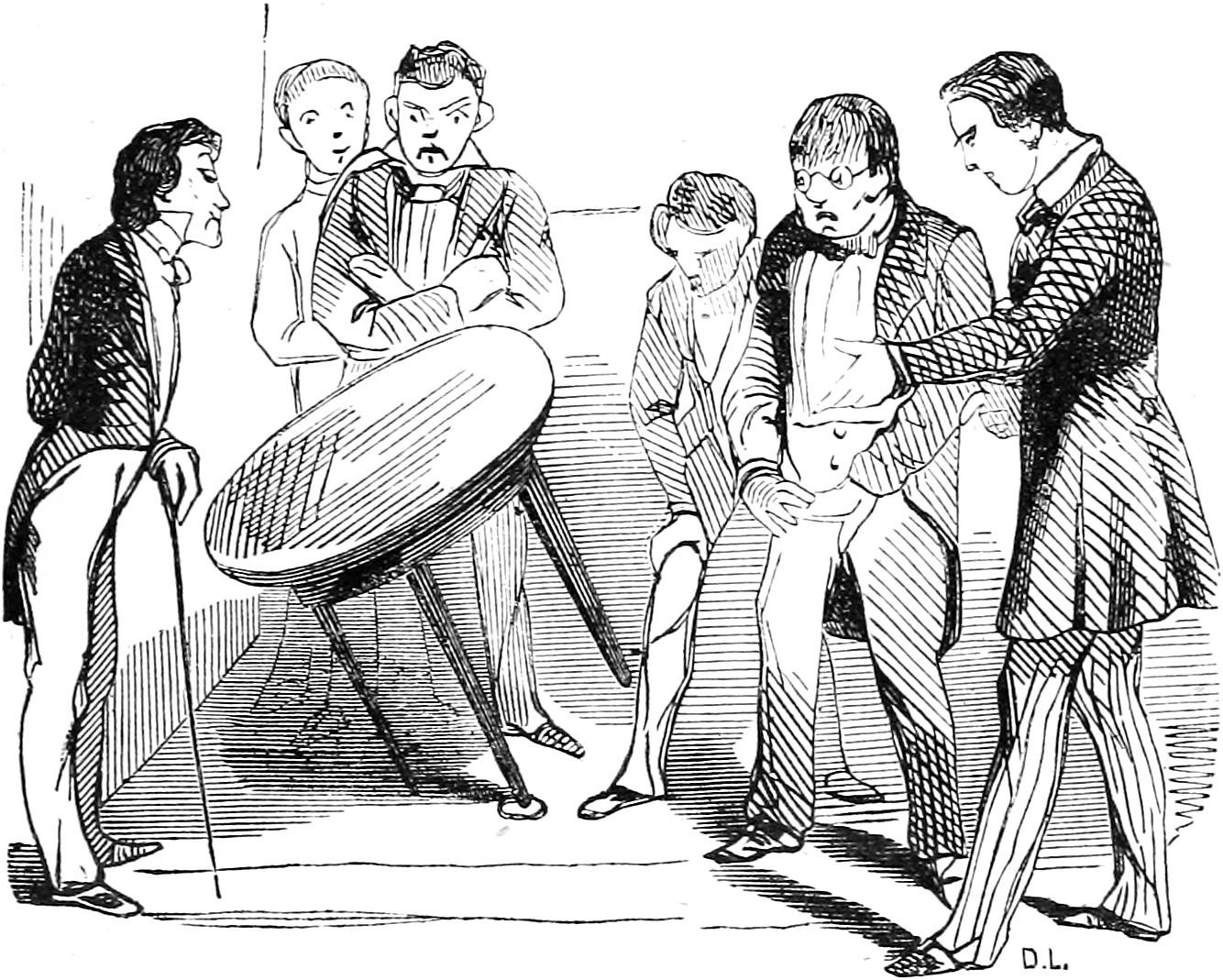
Schwebende Tische

Man beschränkte sich, was das Übersinnliche betraf, aber nicht nur auf die Theorie. Man war fasziniert von den Phänomenen der von den Schülern Mesmers praktizierten Hypnose und ab der Mitte des Jahrhunderts setzte die Welle des Spiritismus ein, beginnend 1848 in den USA mit den Fox-Schwestern und sich bald über Europa und den Rest der Welt verbreitend. Fortan wurden überall Séancen veranstaltet, bei der ein Medium in Trance versetzt wurde oder sich versetzte, um Kontakt mit Verstorbenen aufzunehmen, das Tischrücken gehörte dazu, die Produktion von Ektoplasmen, das automatische Schreiben oder der Gebrauch von Gerätschaften wie dem Ouija-Brett. All das durchgeführt in einem weiten Spektrum unterschiedlicher Ernsthaftigkeit, von der Abendunterhaltung bis zur mit religiöser Inbrunst geglaubter und praktizierter Nekromantie.

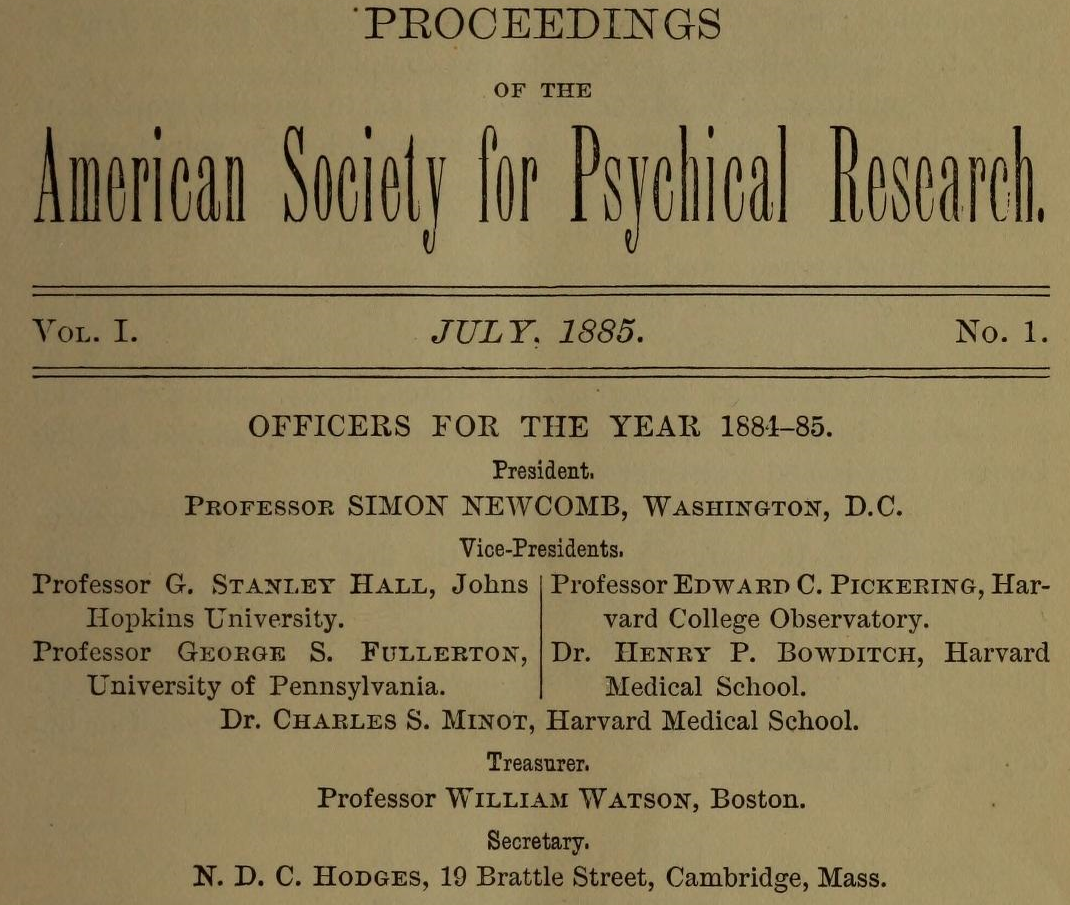
Erste Nummer der Proceedings of the American Society for Psychical Research (1885)

Parallel dazu gab es Bemühungen von Wissenschaftlern, die Phänomene des Spiritismus und des Paranormalen allgemein wissenschaftlich zu untersuchen und vor allem, deren Existenz bzw. Nichtexistenz zweifelsfrei nachzuweisen. 1862 wurde in London der Ghost Club gegründet, der zu seinen ersten Mitgliedern Charles Dickens zählte, 1882 ebenfalls in London die Society for Psychical Research. Es entstand so die Disziplin der Parapsychologie, die seit diesen Anfängen bis heute um ihre Anerkennung als ernsthafte Wissenschaft zu kämpfen hatte.

Hermetisches Rosenkreuz, Symbol des Golden Dawn

Von größter Bedeutung für die weitere Entwicklung der westlichen Esoterik im 20. Jahrhundert war dann die Gründung einer anderen Gesellschaft, des Order of the Golden Dawn 1888. Zu den Gründern gehörten Samuel Liddell MacGregor Mathers und William Wynn Westcott, zu den Mitgliedern zählten Dichter wie William Butler Yeats, Algernon Blackwood und Arthur Machen, sowie Okkultisten wie Arthur Edward Waite und insbesondere Aleister Crowley. Der Orden bestand zwar nur relativ kurze Zeit, bevor er infolge von Auseinandersetzungen innerhalb seiner Führung zerbrach, aber er schuf eine Reihe von Ritualen, die in seinen Nachfolgeorganisationen und von ihm inspirierten spirituellen Gemeinschaften bis heute praktiziert werden und etablierte in seinen Lehrschriften einen Synkretismus aus Kabbala und Tarot, Astrologie, Alchemie und der henochischen Magie Dees, den Göttern Altägyptens und Griechenlands sowie Elementen des Christentums und Judentums, der für Esoterik und Okkultismus des 20. Jahrhunderts formgebend wirken sollte.
Dabei berief sich der Golden Dawn anders als die Theosophen hauptsächlich auf die rosenkreuzerischen und hermetischen Traditionen sowie auf mittelalterlicher Zauberliteratur. So gab MacGregor Mathers mehrere Übersetzungen solcher Grimoires heraus, namentlich The Key of Solomon the King (Clavicula Salomonis, 1889) und The Book of the Secret Magic of Abra-Melin the Mage (1898).

### 20. Jahrhundert
Wenn im 19. Jahrhundert die Abgrenzung zwischen Magie und Religion schon schwierig war (und ein erheblicher Teil des wissenschaftlichen Diskurses drehte sich um diese Abgrenzung), so wird im 20. Jahrhundert diese Abgrenzung noch schwieriger, indem beide Begriffe undeutlicher werden und verschwimmen. Die Bedeutung etablierter Religionen wird geringer und die privat praktizierter Formen der Spiritualität, die sich nicht auf das tradierte kulturelle Umfeld beschränken, sondern sich synkretistisch bei vielen verschiedenen Regionen und Epochen bedienen, wird größer. Zugleich lösen sich in der westlichen Esoterik die praktizierten Formen dessen, was man Magie nennen könnte, von traditionellen Modellen. Man kann hier unterscheiden zwischen organisierten und individuellen Formen.
Die organisierten Formen sind typischerweise nach Art eines Ordens oder einer Loge aufgebaut, oft ähnelnd den Freimaurern mit einer in Graden gestaffelten Hierarchie und Initiationen beim Übergang zwischen den Graden. Beispiele dafür sind die verschiedenen Nachfolgeorganisationen des Golden Dawn. Zu diesen Orden gehörte der 1901 von Carl Kellner, Henry Klein und Franz Hartmann begründete Ordo Templi Orientis (O.T.O.), der in der Folge von Theodor Reuß umstrukturiert und ab 1915 stark von den Lehren Aleister Crowleys beeinflusst wurde, wozu auch die sexualmagische Ausrichtung des Ordens gehörte. Außer bei Crowley spielt Sexualmagie auch in den esoterischen Theorien des dem Faschismus nahestehenden italienischen Kulturphilosophen Julius Evola eine Rolle und in den auf die Schriften Austin Osman Spares zurückgehenden Richtungen der Chaosmagie.
Weitere sich auf die von Crowleys Magick und die von ihm begründete Thelema-Tradition berufende und Crowleys Buch des Gesetzes (Liber AL vel Legis) als grundlegenden Text anerkennende Gruppen sind der 1909 von Crowley selbst gegründete Orden des Astrum Argenteum (A∴A∴), die diversen Abspaltungen des O.T.O., die 1926 von Gregor A. Gregorius gegründete Fraternitas Saturni und in neuerer Zeit der satanistische Temple of Set (1975), die chaosmagischen Illuminaten von Thanateros (1978) und Michael D. Eschners Thelema Society (1979).
Neben Crowley gab es in der Nachfolge des Golden Dawn weitere Autoren und Gruppen, die für die Entwicklung der magischen Tradition im 20. Jahrhundert wichtig wurden. Dazu gehören der 1900/1903 von Samuel Liddell MacGregor Mathers gegründete Orden Alpha et Omega (A∴O∴), dem 1926 die Okkultistin Dion Fortune beitrat, die später Mitglied des Ordens Stella Matutina wurde, einer weiteren, 1903 von Robert William Felkin gegründeten Nachfolgeorganisation des Golden Dawn, der ab 1933 auch Israel Regardie angehörte, der zuvor eine Zeit lang Sekretär von Aleister Crowley war und später die Dokumente des Golden Dawn sammeln und herausgeben sollte.
Neben der in Orden organisierten Magie gab es 20. Jahrhundert zunehmend individuell praktizierte Magie. Man informierte sich aus magischen und esoterischen Schriften, die nun in spezialisierten Verlagen erschienen: 1896 wurde der Eugen Diederichs Verlag gegründet, in dem anfangs hauptsächlich neuromantische und ab den 1920er Jahren zunehmend esoterische Literatur erschien, 1924 der Otto Wilhelm Barth Verlag, 1925 Verlag Urachhaus mit anthroposophischen Schriften und 1937 der Hermann Bauer Verlag.
Mit den Jugendprotesten der 1960er Jahre und insbesondere der kalifornischen Hippiebewegung verstärkte sich das Interesse für die verschiedenen Traditionen der Esoterik, eine Entwicklung, die heute unscharf mit dem Begriff New-Age-Bewegung umrissen wird. Man interessierte sich für Astrologie, Parapsychologie und okkultistische Praktiken wie Tarot und Pendeln, die magischen Praktiken ethnischer Kulturen wurden entdeckt, ihre Schamanen wurden von westlichen Suchern nach einer neuen Spiritualität aufgesucht und exotische Drogen wurden erprobt. Carlos Castaneda wurde zum Kultautor. Dessen Darstellungen seiner heute als fiktiv eingestuften Begegnungen mit dem Yaqui-Zauberer Don Juan und visionärer und paranormaler Phänomene lösten Grundsatzdiskussionen über die Rationalität in den Wissenschaften und in der westlichen Kultur aus.

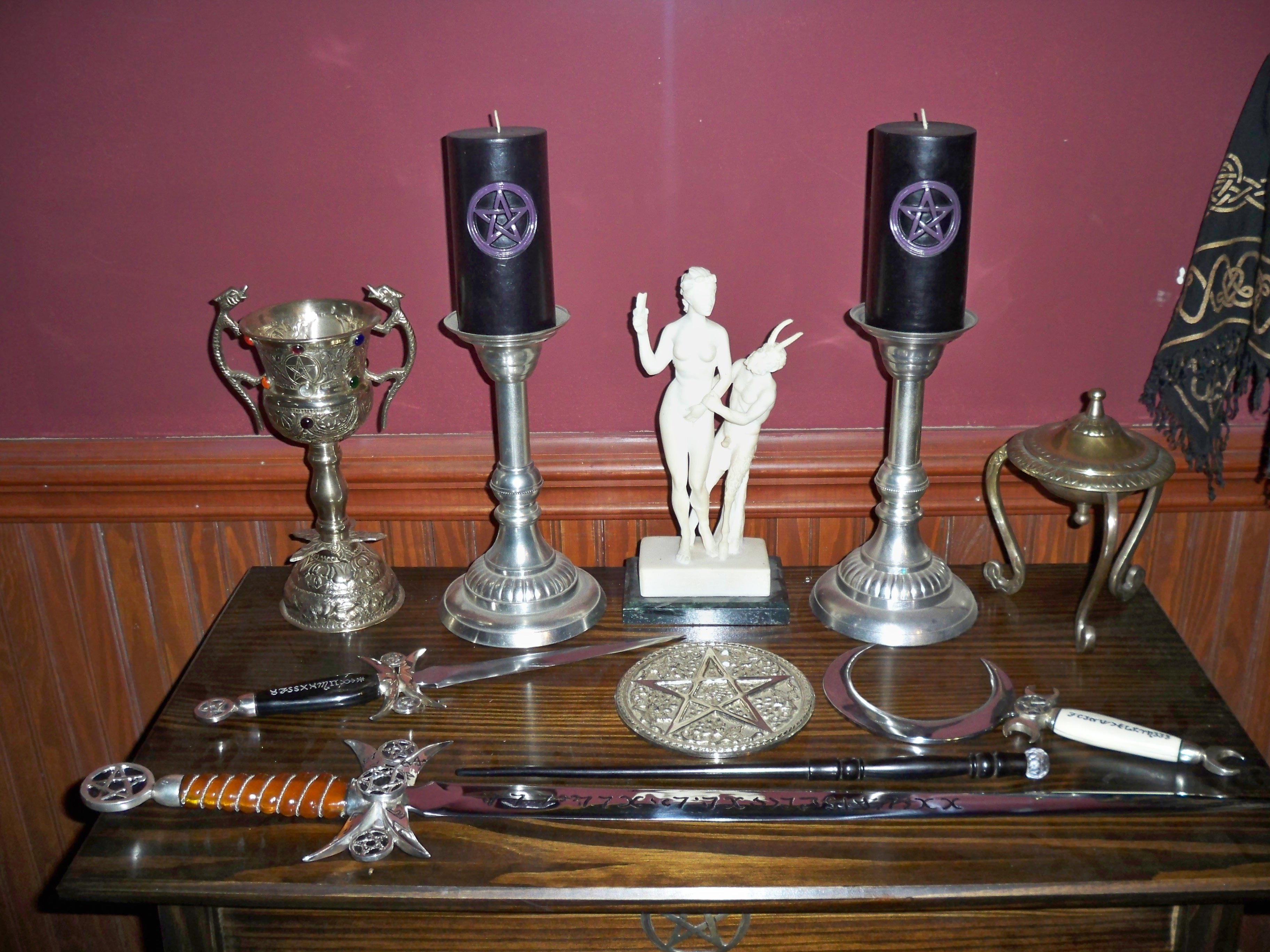
Wicca-Altar

Die Studie Traumzeit (1978) des Ethnologen Hans Peter Duerr wurde in dieser Zeit stark rezipiert, daneben aber auch andere, ältere Texte wie Frazers Goldener Zweig oder Die Weiße Göttin von Robert Graves (1948) (siehe dazu auch den Abschnitt Magie im wissenschaftlichen Diskurs) und vor allem die Bücher The Witch-Cult in Western Europe (1921) und The God of the Witches (1933) der Ägyptologin Margaret Murray, in denen sie die Hexenkult-Hypothese vertrat, der zufolge die Hexen der Frühen Neuzeit Gläubige einer vorchristlichen Religion waren. Auf der Grundlage von Murrays Hypothesen und Spekulationen entwickelte Gerald Brosseau Gardner dann die Wicca-Tradition, trat damit ab 1951 an die Öffentlichkeit und wurde in der Folge zum Begründer der weltweit mitgliederstärksten neopaganen Religion. Inwiefern und inwieweit im Rahmen von Wicca Magie praktiziert wird, lässt sich nicht allgemein sagen, da die Rituale und Praktiken der einzelnen Kultgruppen (Coven) stark voneinander abweichen können, es wird allerdings von Wicca-Gläubigen der Standpunkt vertreten, dass das Praktizieren der Rituale der „Alten Religion“ mit Magie gleichbedeutend sei.
Eine weitere Richtung individuell praktizierter Magie, die vor allem in der 2. Hälfte des 20. Jahrhunderts an Bedeutung gewann, war die Chaosmagie, die sich vor allem auf den britischen Künstler und Magie Austin Osman Spare berief. Der Begriff selbst wurde von Peter James Carroll in dessen Liber Null (1978) geprägt, das zusammen mit Psychonaut (1982) einer der wichtigsten chaosmagischen Texte ist. Ein zentrales Merkmal der Chaosmagie ist der bewusst praktizierte Eklektizismus. Man beschränkt sich also nicht auf bestimmte Traditionen und Überlieferungen, sondern verwendet alles, was „funktioniert“, ob es nun Konzepte aus uralten Weisheitstexten oder aus Fantasyliteratur wie etwa Terry Pratchetts Scheibenwelt seien.
Moderne Formen der Alchemie, die auch im 20. Jahrhundert noch ihre Vertreter hatte, wie zum Beispiel den Alchemisten und Theosophen Alexander von Bernus oder Eugène Canseliet sowie den geheimnisumwobenen Fulcanelli, sind weniger als praktizierte Magie und eher als Formen spiritueller Entwicklung zu sehen. So interpretierte es auch der Psychologe Carl Gustav Jung, der sich intensiv mit der Alchemie und ihren Symbolen befasste und mehrere einschlägige Schriften veröffentlichte. Jung sah darüber hinaus die von ihm begründete Richtung der analytischen Psychologie in einer engen Beziehung zu magischen Traditionen und betrachtete „magisch“ und „psychisch“ als Synonyme. Weitere Richtungen der Psychologie und Psychotherapie, in denen Konzepte der Magie und des magischen Denkens aufgenommen wurden, sind beispielsweise das Neuro-Linguistische Programmieren (NLP) und Positives Denken.

### Gegenwart
Traditionelle Formen okkulter Lehren finden in der Gegenwart modernisierte Formen. So wird die jüdische Mystik der Kabbala in Gestalt der Kabbalah Centres auch für Nichtjuden und des Hebräischen nicht mächtige Suchende zugänglich, darunter Prominente wie die Sängerin Madonna. Der moderne Spiritismus sucht weniger den Kontakt mit Toten, sondern in Form des Channeling den mit hoffentlich hilfsbereiten Geistwesen allgemein und speziell den mit Engeln. Und die Verwendung von Tarot, I Ging und anderen Orakelformen erfreut sich weiterhin großer Beliebtheit. Das Tarot insbesondere bietet in unüberschaubarer Zahl für jeden Geschmack und jede Glaubensrichtung einen entsprechend gestalteten Kartensatz, sei es Engel, Tolkien oder Baseball.
Eine bis in die Gegenwart bestehende und sich noch verstärkende Tendenz der westlichen Esoterik ist der Synkretismus. Es begann bereits in der Renaissance mit Pico, der mit seinen 900 Thesen darauf abzielte, die verschiedenen Traditionen der christlichen Theologie, Hermetik und Kabbala in einem System zu vereinen, fortgesetzt im 17. Jahrhundert mit der Pansophie eines Comenius, dann im 18. Jahrhundert, als verschiedene Traditionen und Überlieferungen wie zum Beispiel christliche Kabbala und Theosophie, Paracelsismus, Alchemie und Rosenkreuzertum sich in den Schriften einzelner Autoren zunehmend vermischten und gegen Ende des 19. Jahrhunderts in den Lehren des Golden Dawn zu einem Überlieferungskorpus integriert wurden. Zugleich wurden im Zeitalter des Kolonialismus und des Imperialismus Elemente aus den esoterischen Überlieferungen des verschiedensten Kulturen rezipiert und in die eigenen Theorien mit aufgenommen, namentlich gilt das für die südasiatischen Traditionen wie Tantra, Yoga, aber auch Sufismus oder — gefördert durch die Entwicklung der Ägyptologie — Elemente altägyptischer Überlieferung.
Diese für die westliche Esoterik kennzeichnende Tendenz zum Synkretismus findet ihre vorläufige Vollendung in der Chaosmagie, welche sich die Aneignung all dessen „was funktioniert“ zum Prinzip macht.

## Magie im wissenschaftlichen Diskurs
Für die Aufklärer des 18. Jahrhunderts waren Religion und Magie gleichermaßen der Vernunft entgegengesetzte Formen des Aberglaubens und eines vermeintlichen überwundenen dunklen Zeitalters. An der Schwelle zum 19. Jahrhundert begann dann die wissenschaftliche Beschäftigung mit Fragen der Religion in Form einer Religionswissenschaft. Zugleich befasste sich erstmals die neuzeitliche westliche Wissenschaft mit der Magie und bemühte sich dann auch sogleich, zwischen der Religion — insbesondere den Offenbarungsreligionen wie Judentum, Christentum und Islam — und der Magie auf wissenschaftlicher Grundlage zu differenzieren, was sich als schwierig erwies. Die Diskussion über die Unterscheidung zwischen Religion und Magie dauert an bis in die Gegenwart und hat den wissenschaftlichen Diskurs zum Thema Magie entscheidend geprägt.
Der Diskurs war dann zwar auch beeinflusst von den verschiedenen Methoden und Ansätzen der im 19. Jahrhundert neben der Religionswissenschaft entstehenden Disziplinen der Soziologie, Anthropologie und der Psychologie, stärker aber noch von einzelnen Personen und den von ihnen entwickelten Theorien. Einige dieser Wissenschaftler waren nicht nur grundlegend und schulbildend in ihren Arbeiten zu Religion und Magie, sondern darüber hinaus auch Begründer ihrer jeweiligen Disziplinen, so Max Weber (Soziologie), Edward B. Tylor und Bronislaw Malinowski (Anthropologie) und Sigmund Freud und C. G. Jung (Psychologie).
Die verschiedenen Ansätze und ihre Hauptvertreter können wie folgt grob chronologisch gruppiert werden:
- intellektualistischer Ansatz: Magie und Religion dienen der Erklärung von sonst unerklärbaren Phänomenen einer (noch) nicht verstandenen Welt. Hauptvertreter: Edward B. Tylor und James George Frazer
- emotionalistischer Ansatz: Magie und Religion gründen in der Verarbeitung spezifischer Emotionen. Hauptvertreter: Robert Ranulph Marett, Bronislaw Malinowski, Sigmund Freud
- phänomenologischer Ansatz: Konzentriert sich auf die Gefühle und Erfahrungen der Magie und Religion Praktizierenden. Hauptvertreter: Rudolf Otto, Mircea Eliade, Ninian Smart, C. G. Jung
- funktionalistischer Ansatz: Magie und Religion erfüllen bestimmte Funktionen in einer Gesellschaft und bilden deren Sozialstruktur ab. Hauptvertreter: Émile Durkheim, Marcel Mauss, Alfred Radcliffe-Brown
- symbolistischer Ansatz: Magie und Religion werden als Symbolsysteme betrachtet, wobei die Symbole Entsprechungen in den gesellschaftlichen Strukturen und Werten haben. Hauptvertreter: Lucien Lévy-Bruhl, Arnold van Gennep, Mary Douglas, John H. M. Beattie, Victor Turner, Stanley Jeyaraja Tambiah, Clifford Geertz
- neo-intellektualistischer Ansatz: In einer Wiederbelebung des intellektualistischen Ansatzes ab den 1960er Jahren wird die Betonung darauf gelegt, dass durch Magie und Religion nicht nur Dinge erklärt, sondern auch beeinflusst werden können. Hauptvertreter: Jack Goody, I. C. Jarvie, Robin Horton, John Skorupski
- strukturalistischer Ansatz: Magie und Religion bilden gemäß den Sichtweisen des Strukturalismus nicht etwa nur gesellschaftliche Strukturen, sondern die Strukturen des Denkens und der Auseinandersetzung mit der Wirklichkeit ab. Hauptvertreter: Edmund Leach, Claude Lévi-Strauss, Maurice Godelier
- kognitiver Ansatz: Magie und Religion werden in Beziehung gesetzt zu bestimmten Formen mentaler und kognitiver Prozesse. Hauptvertreter: Dan Sperber, E. Thomas Lawson und Robert N. McCauley, Pascal Boyer
- feministischer Ansatz: Von der Position des Feminismus aus werden andere, traditionelle Ansätze als ungenügend kritisiert, vor allem in Hinblick darauf, der Erfahrungen und Sichtweisen Religion und Magie praktizierender Frauen gerecht zu werden. Hauptvertreter: Julia Kristeva, Mary Daly

Die wissenschaftlichen Teildisziplinen, die sich mit dem Thema Magie befassen, sind neben der Religionsphilosophie und der (vergleichenden) Religionswissenschaft die Religionsanthropologie, die Religionsethnologie, die Religionssoziologie und die Religionspsychologie.
Die Intensität, mit der die Wissenschaft sich seit dem 19. Jahrhundert mit dem Thema Magie auseinandersetzt, rührt nicht allein vom schlichten Interesse am Thema her, sondern hat auch viel zu tun mit dem Bestreben, klare Abgrenzungen zu schaffen zwischen Magie und Religion bzw. zwischen Magie und Wissenschaft. In beiden Fällen erwies sich die Abgrenzung als ausgesprochen schwierig. Randall Styers zufolge liegt die Bedeutung des Diskurses also vor allem darin, dass dabei Magie dazu verwendet wird, einen Kontrast zu Religion bzw. Wissenschaft zu bilden und darüber hinaus einen Gegensatz zu „modern“, denn das, worüber bei all den unterschiedlichen Magietheorien sich alle einig sind, ist, dass Magie nicht modern ist.
Styers weist weiter auf die bedeutende Rolle hin, welche die Ideologisierung des Magie-Diskurses in der Kolonialisierung der Welt gespielt hat. Indem Magie verknüpft wurde mit „Primitivität“ und Aberglaube und bei außereuropäischen Kulturen nicht groß unterschieden wurde zwischen Religion und Magie — im Extrem galten nur bestimmte Formen des Protestantismus als akzeptable Religionsausübung — wurde die Kolonialisierung der Welt wissenschaftlich gerechtfertigt: „Zur Magie neigende Völkerschaften verlangen nach aufgeklärter Kontrolle.“
Ein Problem ist natürlich, dass magische Praktiken in den westlichen Gesellschaften ja keineswegs verschwunden sind. So stellt Edward B. Tylor in Primitive Cultures (1871) mit Bedauern fest, dass zu jeder von „primitiven“ Gesellschaften geübten Form von Magie sich Analoges in den westlichen Gesellschaften findet. Konsequent ergibt sich daraus auch ein Kolonisierungsbedarf bei jenen Teilen der heimischen Bevölkerung, die solche Praktiken üben, typischerweise Angehörige der Unterklasse und marginalisierter Gruppen.

### Pioniere
In seiner Übersichtsarbeit zum wissenschaftlichen Diskurs über Religion und Magie benennt Graham Cunningham als Pioniere der Theoriebildung auf diesem Gebiet Georg Wilhelm Friedrich Hegel, Karl Marx und Max Weber. Alle drei betrachten die Magie als einen Vorläufer der Religion, nehmen also einen evolutionistischen Standpunkt ein.

Für Hegel sind die Begriffe Immanenz gegenüber Transzendenz bestimmend. Im magischen Urzustand ist das Heilige allen Dingen innewohnend (immanent), auch dem Menschen, der in unmittelbarem Kontakt mit den magischen Mächten steht und daher diese auch beeinflussen kann. Das ändert sich mit der Entstehung der Religion, in der das Heilige in Göttern personifiziert in einer (transzendenten) Überwelt angesiedelt ist, auf die der Mensch keinen Einfluss mehr hat und sich nur noch bittend an die Götter wenden kann. In der Hegelschen Dialektik entspricht die magische Weltsicht der These und die religiöse Weltsicht der Antithese. Der Gegensatz findet im Christentum seine Synthese, da die christliche Theologie Immanenz und Transzendenz miteinander vereint und versöhnt.

Als Schüler Hegels folgte auch Marx einem sowohl dialektischen als evolutionistischen Ansatz, allerdings entsteht bei Marx der dialektische Prozess nicht aus einer Auseinandersetzung von Natur und Geist, sondern aus dem die soziale Entwicklung bestimmenden Produktionsprozess als Basis einerseits und dem sich aus diesem ergebenden Überbau — zu dem auch Religion und Magie gehören — andererseits. Dem Urzustand der urkommunistischen Gesellschaft entsprach der Versuch, die Naturkräfte durch magische Operationen zu beeinflussen, der Herausbildung einer Klassengesellschaft die Entstehung der Religion (als „Opium des Volkes“), die dann im Kommunismus als Endziel der Geschichte überwunden und überflüssig sein wird.

Auch Weber sieht eine Entwicklung von der Magie hin zur Religion, mit dem Unterschied, dass anders als bei Hegel und Marx das Magische nicht in einem dialektischen Schritt überwunden wird, sondern dass es einen fließenden Übergang von der Vorherrschaft magischer Praktiken zur Dominanz der Religion gibt, die weiterhin magische Elemente enthält. Den bestimmenden Unterschied sieht Weber in der Haltung des Magie bzw. Religion Praktizierenden, also des Zauberers bzw. des Priesters. Der Zauberer erwirbt durch das Ausführen eines Rituals bzw. das Darbringen einer Opfergabe gewissermaßen einen Anspruch an die magischen Mächte, eine nüchterne und geschäftsmäßige Haltung. „‚Do ut des‘ ist der durchgehende Grundzug“, schreibt Weber in seinem Werk Wirtschaft und Gesellschaft. Die Gottheit des Priesters dagegen ist ein großer Herr, gegen die der Gläubige keine Ansprüche hat. Er kann nur um Gnadenerweise bitten bzw. versuchen, den Zorn des Gottes zu besänftigen. Weber beschreibt eine Entwicklung vom „berufsmäßigen Zauberer“, einer mit besonderen Begabungen ausgestatteten Person — diese Begabung wird von Weber als „Charisma“ bezeichnet — vermöge derer sie in der Lage ist, auf die magischen Mächte einzuwirken, zu deren Aufgaben es bald gehört, Riten und Kultfeiern anzuleiten, aus denen sich dann Religion und Priestertum entwickeln. Merkmale von Magie und Zauberei bleiben aber auch in der Religion erhalten und Weber betont immer wieder die fließenden Übergänge zwischen den beiden Polen. So kann das persönliche Gebet als Akt religiöser Hingabe betrachtet werden, in der Gebetsformel nähert sich das aber der magischen Formel und in der tausendfachen Formelwiederholung mit Hilfe von Gebetsmaschinen wie zum Beispiel den Gebetsmühlen oder „rein quantitativ bemessenen Rosenkranzleistungen“ zeigt sich das Weiterleben magischen Denkens im Rahmen der Religion.

### Hauptvertreter und -richtungen des Diskurses

#### Intellektualistischer Ansatz
Dieser Ansatz betrachtet zunächst Magie und dann Religion als eine Form, die mit unverstandenen Naturkräften (intellektuell) auseinanderzusetzen. Freilich erweisen sich die von der Magie angenommenen magischen Gesetze als falsch und die von der Religion geglaubten Götter als unzuverlässig, weshalb erst die Hinwendung zur Wissenschaft die Zivilisation auf feste Füße stellt. Die von James Georg Frazer erstmals klar formulierte evolutionistische Triade Magie — Religion — Wissenschaft wirkte in der einen oder anderen Form im Diskurs bis heute nach.
Edward B. Tylor

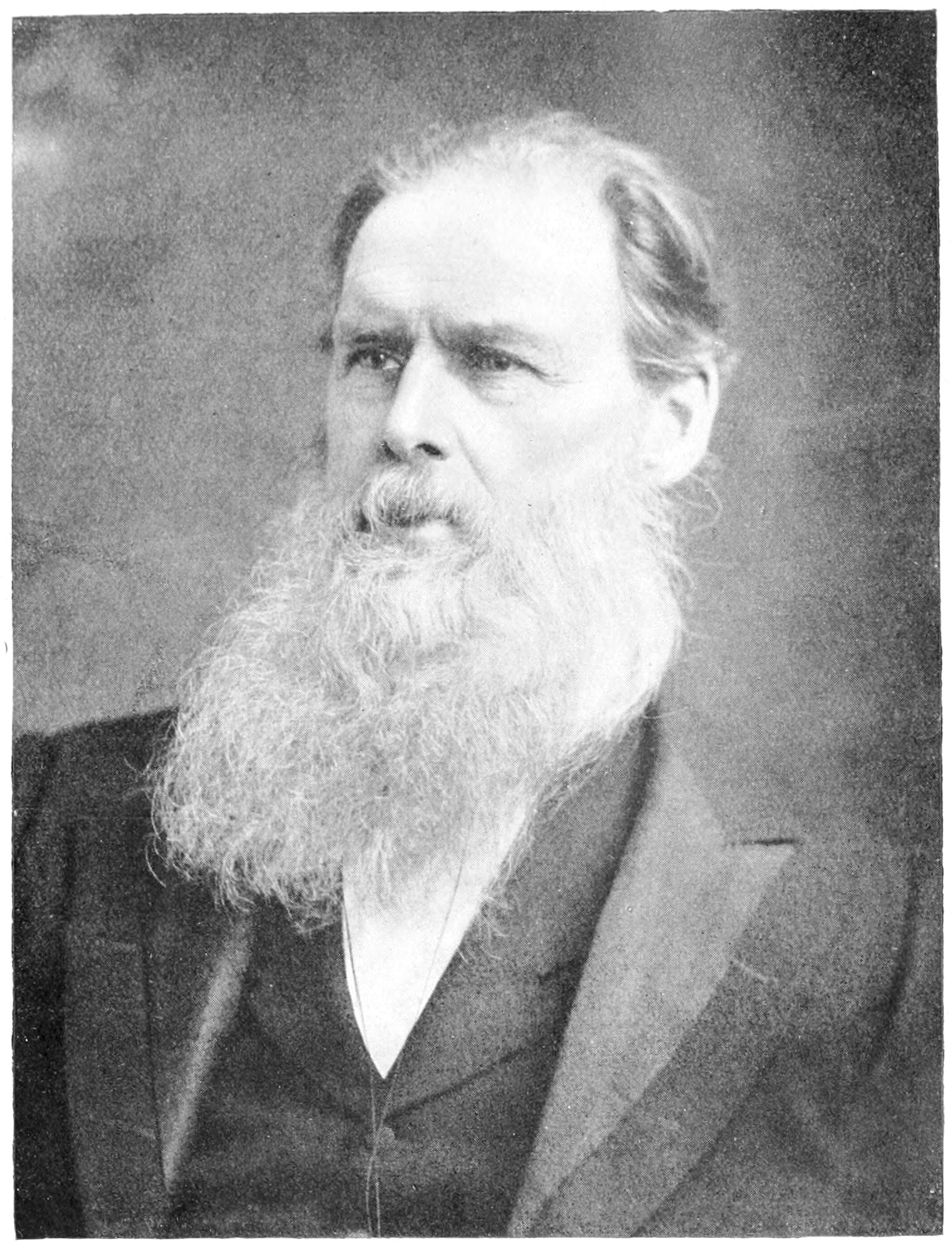
Edward B. Tylor (1917)

Tylor war einer der Mitbegründer der Anthropologie und vertrat dem Zeitgeist entsprechend eine evolutionistische Sichtweise, der zufolge in der Magie die primitivste Stufe intellektueller Entwicklung zu sehen ist, aus der die Kulturen fortschreiten zur Religion um schließlich zu Wissenschaft und rationaler Weltsicht zu gelangen.
In seinem Werk Primitive Culture (1871, deutsch als Die Anfänge der Cultur, 1873) urteilt er über die Magie:

„Ihre Stellung in der Geschichte ist kurz folgende. Sie gehört in ihren Hauptgrundzügen den niedrigsten Stufen der Civilisation an, welche wir kennen, und die niederen Rassen, welche noch keinen erheblichen Antheil an der Bildung der Welt besitzen, erhalten sie noch in Kraft.“

Den Grund dafür, dass so etwas wie Magie überhaupt entsteht, sieht er in einer intellektuellen Fehlleistung:

„Der Hauptschlüssel zum Verständniss der schwarzen Kunst besteht darin, dass wir sie als beruhend auf der Ideenassociation betrachten, einer Fähigkeit, welche die Grundlage für die menschliche Vernunft, aber auch in nicht geringem Grade für die menschliche Unvernunft bildet. Der Mensch, der auf einer noch unentwickelten geistigen Stufe gelernt hat, in Gedanken jene Dinge zu verbinden, von denen ihm die Erfahrung gezeigt hat, dass sie wirklich in Zusammenhang stehen, ist weiter gegangen und hat irrthümlich diese Verrichtung umgekehrt und den Schluss gezogen, dass eine Verbindung in Gedanken notwendig einen ähnlichen Zusammenhang in der Wirklichkeit bedinge. So hat er denn versucht, mit Hülfe von Vorgängen, von denen wir jetzt einsehen, dass sie nur eine ideelle Bedeutung haben, Ereignisse zu entdecken, vorauszusagen und hervorzurufen.“

Der Tatsache, dass Magie auch in den „zivilisierten“ Gesellschaften durchaus verbreitet ist, trägt er Rechnung, indem er diese magische Praktiken als „Überlebsel“ (survivals) beschreibt, also Relikte einer eigentlich überwundenen Kulturstufe, die zu eliminieren noch nicht völlig gelungen ist. Mit einer gewissen Hilflosigkeit konstatiert er: „[D]er Strom der Civilisation windet und dreht sich vielfach, und was in einem Zeitalter ein klarer, vorwärts eilender Strom zu sein scheint, kreist im nächsten in wirbelndem Strudel herum oder verliert sich in einen trüben, pesthauchenden Sumpf.“
James George Frazer

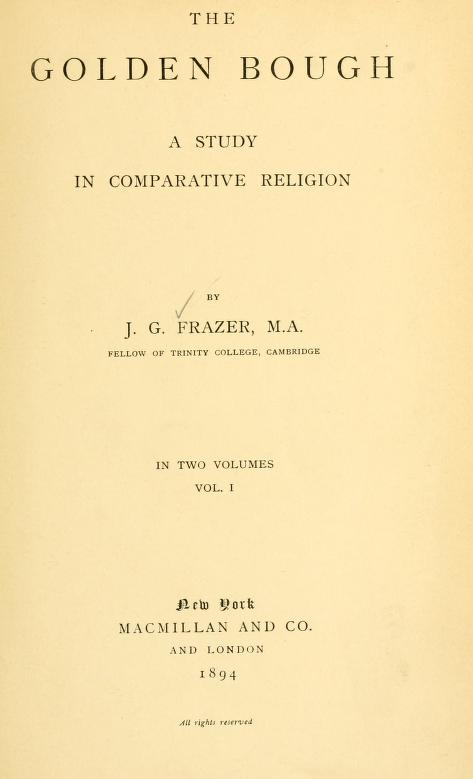
The Golden Bough (1890)

Frazer war ein britischer Altphilologe, der sich auch unter dem Einfluss Tylors der Anthropologe zuwandte und unter dem Titel Der goldene Zweig (The Golden Bogh, 1890) eine ursprünglich zweibändige Abhandlung über ein sakrales Königtum in der Antike verfasste, deren 3. Auflage von 1920 13 Bände umfasste und neben der antiken Mythologie auch die gesamte zeitgenössische anthropologische Literatur für Frazers Theoriebildung heranzog. Das Werk ist nicht nur im Rahmen des wissenschaftlichen Diskurses bedeutend, sondern auch in seiner Wirkung auf Magie, Okkultismus und Esoterik im 20. Jahrhundert bis hin zur New-Age-Bewegung und zur modernen Fantasy-Literatur, beispielsweise den Nebeln von Avalon von Marion Zimmer Bradley, die alle den Goldenen Zweig als Materialsammlung und Steinbruch verwendeten, sehr zur Bestürzung Frazers, der die Anfänge dieser unerwünschten Rezeption noch erlebte.

Auch für Frazer repräsentiert Magie einen Urzustand, von wo aus eine evolutionäre Weiterbildung über das Zwischenstadium der Religion hin zum wissenschaftlichen Weltbild erfolgt. Frazer unterscheidet zwei Hauptformen der Magie, nämlich die imitative (nachahmende) und kontagiöse (übertragende) Magie, beide sich herleitend von der Sympathie als grundlegendem magischen Prinzip. Dabei liegt der imitativen Magie zugrunde, dass Gleiches wieder Gleiches hervorbringt. Was gleich oder ähnlich ist, wirkt aufeinander, was sich der Zauberer zunutze macht, indem er eine Puppe eines Feindes anfertigt und diese mit Nadeln durchbohrt. Kontagiöse Magie basiert auf Berührung und der Annahme, dass „Dinge, die einmal einmal verbunden waren, für alle Zeiten, selbst wenn sie völlig voneinander getrennt sind, in einer solchen sympathetischen Beziehung zueinander bleiben müssen, dass, was auch immer dem einen Teil geschieht, den andern beeinflussen muss.“
Wie Tylor sieht auch Frazer diesen magischen Prinzipien einen Denkfehler zugrunde liegen:

„Wenn meine Analyse der Logik des Magiers richtig ist, so stellen sich ihre beiden großen Prinzipien als lediglich zwei verschiedene, falsche Anwendungen der Ideenassoziation heraus. Imitative Magie gründet sich auf die Verbindung von untereinander ähnlichen Ideen. Ubertragungsmagie dagegen auf die Verbindung von Ideen durch unmittelbare Aufeinanderfolge. Der Fehler imitativer Magie ist es, anzunehmen, dass Dinge, die einander gleichen, tatsächlich gleich seien; Ubertragungsmagie verfällt in den Irrtum zu glauben, Dinge, die einmal miteinander in Berührung standen, würden immer miteinander in Berührung bleiben.“

Wird dieser Denkfehler und damit die Unwirksamkeit individuell praktizierter Magie erkannt, so folgt daraus laut Frazer der Wandel von der Magie zur Religion, in der es nicht mehr der magisch handelnd Mensch, sondern höhere Mächte sind, die auf die Natur und die menschlichen Schicksal wirken. Diese höheren Mächte müssen nun angefleht werden, damit sie Gutes wirken, beziehungsweise besänftigt werden, um Schlechtes abzuwenden. Frazer gesteht allerdings zu, dass die Unterscheidung zwischen Religion und Magie manchmal schwierig sei und macht den Unterschied an der Haltung der Praktizierenden fest: Wenn befohlen und gezwungen wird, dann ist es Magie. wenn dagegen angefleht und besänftigt wird, dann ist es Religion. Und auch in der Sichtweise gebe es Unterschiede: Der Magier sehe eher unpersönliche Kräfte am Werk, die den Gesetzen der sympathetischen Magie gehorchen müssen. Der Priester sieht Götter, deren Macht ein Gegenstand des Glaubens ist.
Frazers Vorstellung der vorwissenschaftlichen, instrumentellen Funktion der Magie wurde später von Ludwig Wittgenstein kritisiert, der sowohl Religion als auch magischen Praktiken eine expressive Funktion zusprach, so dass beide nicht in Konkurrenz zur Wissenschaft träten.

#### Emotionalistischer Ansatz
Vertreter des emotionalistischen Ansatzes sehen als Existenzgrund von Magie und Religion nicht das Bedürfnis, die in der Welt wirkenden Mächte zu verstehen und dann auch beherrschbar zu machen, sondern das Bedürfnis, emotionale Belastungen und Schicksalsschläge, Erlebnissen von Leid, Krankheit und Tod einen Sinn zu geben und sie dadurch psychisch besser verarbeiten zu können.
Robert Ranulph Marett
Wie Frazer kam Marett von der Altphilologie zur Anthropologie und lehrte wie Tylor in Oxford, wo er von 1910 bis 1936 dessen Nachfolger war. 1899 hielt er auf dem Jahrestag der Anthropologischen Sektion der British Association einen vielbeachteten Vortrag, in dem er im Gegensatz zu Tylor, der die Urstufe von Magie und Religion im Animismus sah, also der Beseeltheit von Dingen, Tieren und Naturkräften, eine diesem vorangehende Stufe des Präanimismus postulierte, die spezifisch als Animatismus bezeichnet wird. Demzufolge entspringe der Konfrontation mit den von Marett mit dem Begriff des Mana verknüpften Naturmächten sowohl Ehrfurcht als auch Scheu, aus der sich das Tabu herleite. Magie und Religion seien dann Formen, mit diesen Gefühlen und Affekten umzugehen, die sich dann in der weiteren Entwicklung zum Ritual verfestigen würden. Marett kritisierte Frazer einerseits wegen der von Frazer behaupteten Möglichkeit einer klaren Unterscheidung von Magie und Religion in unterschiedliche Sphären, während Marett fließende Übergänge und Überlagerung sah, andererseits wegen Frazers wie auch Tylors Auffassung, der Ursprung von Magie und Religion liege im Bereich des Verstehens (bzw. des Nicht-Verstehens), Marett dagegen meint, es sei vielmehr eine Sache des Fühlens.
Sigmund Freud

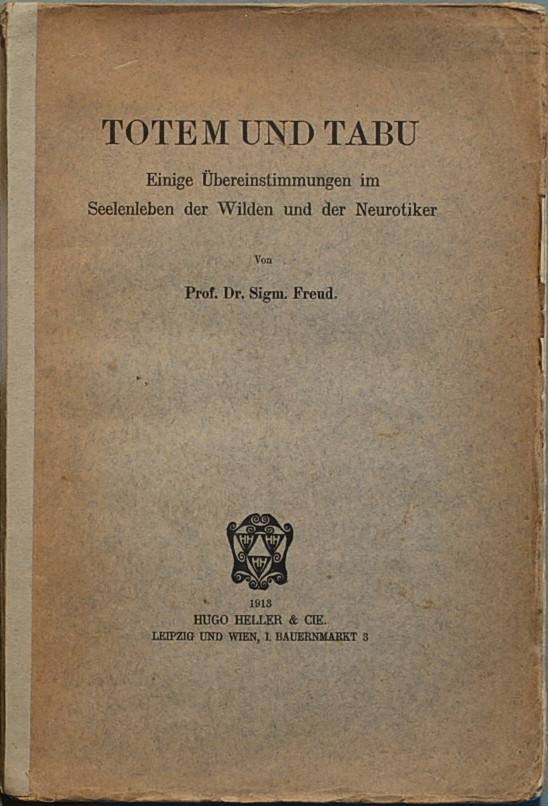
Totem und Tabu (1913)

In Teil III von Totem und Tabu (1913), in dem sich Freud mit Animismus und Magie befasst, referiert er zunächst die Theorien von Tylor und Frazer und beruft sich dabei insbesondere auf Wilhelm Wundts Mythus und Religion. Als gemeinsame Wurzel von Frazers Formen der imitativen bzw. kontagiösen Magie erkennt Freud dann die Vorstellung von der „Allmacht der Gedanken“, das heißt, dass vor allem Gedanken und Vorstellungen in der Magie wirksam sind.

„Im animistischen Stadium schreibt der Mensch sich selbst die Allmacht zu; im religiösen hat er sie den Göttern abgetreten, aber nicht ernstlich auf sie verzichtet, denn er behält sich vor, die Götter durch mannigfache Beeinflussungen nach seinen Wünschen zu lenken. In der wissenschaftlichen Weltanschauung ist kein Raum mehr für die Allmacht des Menschen, er hat sich zu seiner Kleinheit bekannt und sich resigniert dem Tode wie allen anderen Naturnotwendigkeiten unterworfen. Aber in dem Vertrauen auf die Macht des Menschengeistes, welcher mit den Gesetzen der Wirklichkeit rechnet, lebt ein Stück des primitiven Allmachtglaubens weiter.“

Dass die Magie vor allem ein Werk der Vorstellung und Imagination ist zeigt sich darin, dass zum Beispiel die Ähnlichkeit einer Wachspuppe mit dem Dargestellten nicht wesentlich ist, wesentlich dagegen ist die gedankliche Identifikation der Puppe mit der Person, die vom Zauberer zu vollziehen ist.
Diese Vorstellung von der „Allmacht der Gedanken“ sieht Freud dann auch bei den Neurotikern am Werk: Wenn böse Gedanken Böses bewirken können, dann ist kein wesentlicher Unterschied zwischen Vorstellung und Tat, dann können zum Beispiel (unterdrückte) Phantasien von verbotenen (sexuellen) Handlungen in gleicher Weise Schuldgefühle erzeugen wie eine vollbrachte Tat. Freud diagnostiziert diese Vorstellung dann sowohl bei den „Primitiven“ als auch bei den Neurotikern als Folge eines kulturell bzw. individuell nicht überwundenen kindlichen Narzissmus und führt die Analogie noch weiter:

„Es entspricht dann zeitlich wie inhaltlich die animistische Phase dem Narzißmus, die religiöse Phase jener Stufe der Objektfindung, welche durch die Bindung an die Eltern charakterisiert ist, und die wissenschaftliche Phase hat ihr volles Gegenstück in jenem Reifezustand des Individuums, welcher auf das Lustprinzip verzichtet hat und unter Anpassung an die Realität sein Objekt in der Außenwelt sucht.“

Freud identifiziert dabei die Phase der Magie mit Maretts Animatismus, da der Animismus einen Teil der „Allmacht“ bereits den dort zentralen Geistern abgetreten hat, also nicht mehr der Urstufe entsprechen kann und bereits „den Weg zur Bildung einer Religion eingeschlagen“ hat.
Die Entstehung der Religion verknüpft Freud mit dem Totemismus, also dem Glauben an eine mythisch-verwandtschaftliche Beziehung zu bestimmten Arten von Tieren und Pflanzen, den Totemismus verknüpft er wiederum mit dem Ödipus-Komplex, also der Kombination von frühkindlichem sexuellen Begehren der Mutter und der Eifersucht auf den Vater, wobei er den Vater mit dem Totemtier identifiziert.
Freuds Interpretation hatte einen erheblichen Einfluss auf seine Nachfolger und gab dem Diskurs eine ganz neue Wendung. Waren die Theorien seiner Vorläufer dazu gebraucht worden, die kulturelle Überlegenheit der westlichen Zivilisation über die „Primitiven“ zu unterfüttern, so schuf Freuds Magieinterpretation eine „wissenschaftliche“ Basis für Überlegenheit auf individueller Ebene, die Überlegenheit des Erwachsenen gegenüber dem Kind und insbesondere gegenüber dem Geisteskranken und bildete die Grundlage für eine Pathologisierung magischen Denkens bei allen, welche die (objektiven) Phänomene der Außenwelt von (subjektiven) Phänomenen der Innenwelt, wie zum Beispiel Träumen und Visionen, nicht säuberlich trennen.
Carl Gustav Jung

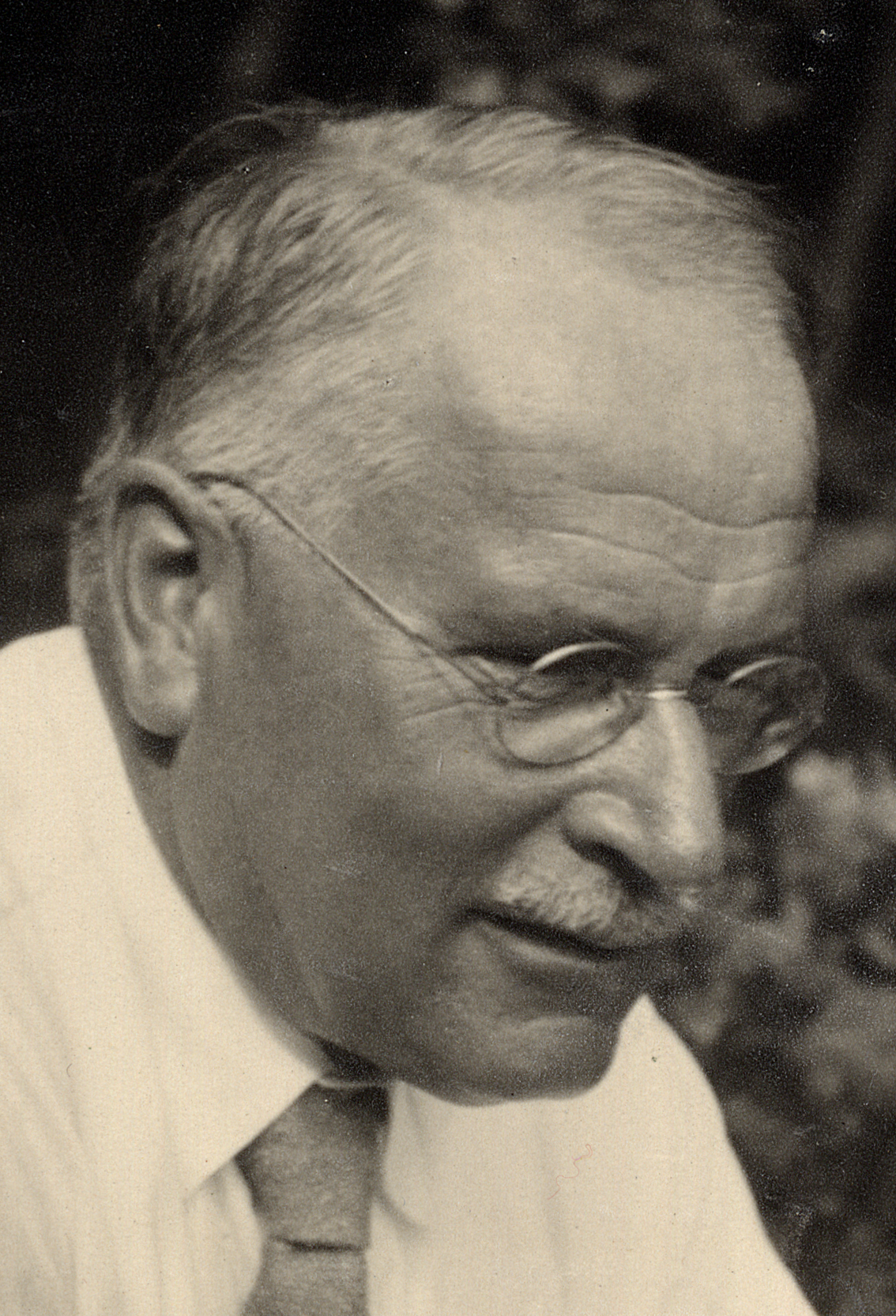
Carl Gustav Jung (ca. 1935)

Wie Freud sah auch Jung, der Begründer der Analytischen Psychologie, die Wurzel von magisch-religiöser Praktiken in psychischen Prozessen, lehnte allerdings Freuds Theorie ab, in der er eine Fixierung auf Störungen der sexuellen Entwicklung sah. Jung zufolge sind Mythen, Magie und Religion wesentliche Instrumente bei der Entwicklung des Individuums in seiner Beziehung zum von Jung postulierten kollektiven Unbewussten und den aus diesem heraustretenden Archetypen. Die Ähnlichkeit der archetypischen Bilder über Kulturen und Zeiten hinweg belegt nach Jung deren Ursprung im kollektiven Unbewussten. Den unterschiedlichen Archetypen entsprechen dann unterschiedliche Gestaltungen in Mythos und magisch-religiöser Ikonografie. Im Gegensatz zu Freud betrachtete Jung die Angehörigen naturnaher Völker als (potentiell) psychisch gesünder, da sie dem archetypischen Erleben in Träumen und Visionen näher stünden. Darüber hinaus befasste Jung sich intensiv mit der Alchemie, da auch die Alchemisten auf der Suche nach dem Arcanum, dem Geheimnis, sich von Träumen und Visionen in einer Form leiten ließen, die nach Jungs Interpretation dem von ihm entwickelten Verfahren der aktiven Imagination entsprach, weshalb Jung in der magischen Praxis der Alchemie eine aktive Auseinandersetzung des Praktikanten mit den Archetypen erkannte.

#### Phänomenologischer Ansatz
Während die von Edmund Husserl begründete philosophische Disziplin der Phänomenologie bei den Anthropologen kaum rezipiert wurde, waren Religionshistoriker wie Rudolf Otto, Mircea Eliade und Ninian Smart für phänomenologische Ansätze aufgeschlossener, also der Untersuchung jener Prozesse, bei denen aufgrund von Erfahrungen sich Begriffe formen. In seinem Werk Das Heilige (1917) legte Otto eine Analyse vor, auf die sich sowohl C. G. Jung als auch Eliade beriefen, und in der er die Konfrontation mit dem Numinosen, einer ungestalteten Form des Göttlichen, als den ursprünglichen magisch-religiösen Impuls benannte. Diese Konfrontation resultiert dann entweder im Mysterium tremendum (Schauder und Furcht) oder im Mysterium fascinans (Anziehung).
Mircea Eliade
Statt vom Numinosen spricht Eliade vom Heiligen als der Sphäre des Magisch-Religiösen, wobei er zwischen Magie und Religion keinen wesentlichen Unterschied macht. Die Erscheinung des Heiligen — zum Beispiel in der Natur — nennt er Hierophanie. In diesen Hierophanien werden im Lauf der Zeit Muster erkannt, welche die Grundlage der Mythen und Symbolsysteme bilden, wobei diese Symbolsysteme bei Eliade eine ähnlich zentrale Rolle spielen wie die Archetypen bei Jung. Ein solches Symbolsystem wäre das der zyklischen Wiederkehr und Erneuerung, erfahren im Zunehmen und Abnehmen des Mondes, im weiblichen Zyklus, im jährlichen Sprießen und Absterben der Pflanzen etc. Wie Jung sieht Eliade im Magisch-Religiösen einen positiven Einfluss auf die Entwicklung des Individuums bzw. der Gruppe.
Objekte wie etwa Steine und Felsen, in denen das Heilige aufschien, konnten dabei sowohl Gegenstand der Verehrung als auch ein Werkzeug sein, indem zum Beispiel heilige Orte und Grabstätten durch Steinsetzungen geschützt wurden. Religiöses (Verehrung) und Magisches (Werkzeug) durchdringen sich dabei und schließen sich gegenseitig nicht aus.
Ninian Smart
In seinem Buch Dimensions of the Sacred (1996) bemüht sich Smart um Neutralität in der Betrachtung religiös-magischer Praktiken. Es soll entsprechend dem phänomenologischen Ansatz untersucht werden, was von den Handelnden getan wird, welche Bedeutung den Handlungen zugeschrieben wird und welche Ergebnisse erwartet werden. Und diese Untersuchung soll in Hinblick auf mehrere Aspekte — „Dimensionen“ bei Smart — erfolgen, nämlich emotional, rituell, dogmatisch, ethisch, institutionell, politisch, mythisch bzw. narrativ und materiell, also in Gestalt von Bauten und Artefakten.
Smart unterscheidet in Hinblick auf den Diskurs um Religion und Magie, da er diese beiden allzu belasteten Begriffe vermeiden will, zwischen „devischen“ (engl. devic, abgeleitet von Sanskrit देव deva für „Gottheit“) und „mantrischen“ (von Mantra, einer religiösen Formel in Hinduismus und Buddhismus) Kausalitätsmodellen, also Modellen für den Zusammenhang zwischen Handlung und Resultat. Im devischen Modell bezieht sich die Handlung auf eine Art Gottheit (man opfert für eine sichere Seereise dem Neptun, um ihn günstig zu stimmen), im mantrischen Modell bewirkt die Handlung (Sprechen eines Regenmantras) das Resultat (Regen), ohne dass dabei göttliche Personen eine nennenswerte Rolle spielten, auch wenn das Mantra diesen und jenen Götternamen enthalten mag. Bestimmend für die Wahl des einen oder anderen Modells sind — neben geschichtlichen und sozialen Umständen — die erfahrene, wahrgenommene Zuverlässigkeit des Wirkungszusammenhangs. Je zuverlässiger das Ritual subjektiv funktioniert, desto ausgeprägter wird dessen mantrischer Charakter. Dass die zugrunde gelegte Kausalität aus der Perspektive moderner Wissenschaft nicht existiert, hat dabei keine Auswirkung und tut dem Fortbestand entsprechender Handlungsweisen keinen Abbruch. Smart verweist dabei auf auch in westlichen Gesellschaften verbreitete rituelle Handlungen, etwa bei Sportlern im Baseball.

#### Funktionalistischer Ansatz
Der strukturfunktionalistische Ansatz geht auf Spencers Interpretation der Gesellschaft als eines Ganzen zurück, dessen Teile wie die eines Organismus jeweils eine bestimmte Funktion erfüllen und dieser angepasst sind. Man hat gegen diesen Ansatz eingewandt, dass er Konflikt und Veränderung nicht hinreichend abbilde.

Émile Durkheim
Durkheim, der Begründer der französischen Soziologie, befasste sich in einem seiner wichtigsten Werke ausführlich mit der Religion am Beispiel des Totemismus der australischen Ureinwohner. In Les formes élémentaires de la vie religieuse (1912, deutsch als Die elementaren Formen des religiösen Lebens) vertrat er die Ansicht, dass der Totemismus die primitivste Form der Religion sei, an dem sich am klarsten die soziale Funktion der Religion erkennen lasse, nämlich, soziale Bindungen zu stärken. Die totemistischen Gesellschaften seien Clangesellschaften und das Totem der zur Gottheit erhobene Clan. Er grenzt sich vom intellektualistischen Ansatz Frazers ab, also der Ansicht, Religion würde auf einer intellektuellen Fehlleistung beruhen und sagt, „dass eine menschliche Einrichtung nicht auf Irrtum und Lüge beruhen kann: denn sonst könnte sie nicht dauern. Wenn sie nicht in der Natur der Dinge begründet wäre, hätte sie in den Dingen Widerstände gefunden, die sie nicht hätte besiegen können.“
Der Magie gibt er in seiner Theorie nur geringes Gewicht. Magie sei individualistisch und wenig relevant in Bezug auf strukturelle und moralische Zwecke von Gesellschaften und deren Verständnis. Nach Durkheim ist Magie nicht evolutionistisch als Vorstufe von Religion und Wissenschaft aufzufassen, sondern stelle das sich Aneignen sozialer Methoden der Religion durch ein Individuum dar. Kennzeichnend für eine Religion als soziale Institution sei die Existenz einer Kirche, demgegenüber habe der Magier „eine Kundschaft und keine Kirche.“ Und weiter: „Der Magier braucht sich nicht mit seinen Berufskollegen zu vereinigen, um seine Kunst auszuüben. Er ist eher isoliert; statt die Gesellschaft zu suchen, flieht er sie viel mehr.“ Wesentlich für eine Religion sei eine Aufteilung der Welt in die beiden Bereiche des Heiligen und des Profanen. Durkheim definiert:

„Eine Religion ist ein solidarisches System von Überzeugungen und Praktiken, die sich auf heilige, d. h. abgesonderte und verbotene Dinge, Überzeugungen und Praktiken beziehen, die in einer und derselben moralischen Gemeinschaft, die man Kirche nennt, alle vereinen, die ihr angehören.“

Der sozial funktionalen Religion stellt Durkheim die Magie, welche der Religion ja in so vielen Aspekten gleicht, zum Beispiel in den Ritualen und den angesprochenen Wesenheiten, als eine Art dunklen Bruder gegenüber. Bernd-Christian Otto schreibt dazu:

„Magie wird aufgrund ihres von Durkheim postulierten asozialen, egoistischen Wesens zum gemeinschaftsentzweienden und unmoralischen Gegenspieler der Religion. Deutlicher hätte man die pejorative Konnotation und stigmatisierende Funktion des Magiebegriffs kaum aus der christlichen Religionsgeschichte übernehmen können.“

Konsequent schließt Durkheim die Magie als Gegenstand religionssoziologischer Betrachtung aus und will sich mit Magie nicht weiter befassen, „da wir unsere Untersuchung ja auf die Religion beschränken und dort stehenbleiben wollen, wo die Magie beginnt.“
Was bei Frazer magische Riten sind, wird von Durkheim als religiös gedeutet. Die Funktion etwa eines Fruchtbarkeitsritus sei dabei nicht vorrangig die Sicherstellung von Fruchtbarkeit, sondern die Stärkung des Zusammenhalts und der Moral der Gemeinschaft in der zyklischen Wiederholung der Riten. Demgegenüber sind die Operationen des Magiers letztlich unmoralisch, da sie nicht dem langfristigen Gemeinschaftsinteresse, sondern nur kurzfristigen, egoistischen Intentionen dienen.
Auch wenn Durkheims Spätwerk und insbesondere seine Auffassung des Totemismus von Ethnologen schon bald kritisiert wurde, erwies sich sein reliogionssoziologischer Ansatz als langfristig wirksam und mit diesem eine sehr negative Auffassung von Magie, deren Untersuchung bei seinen Nachfolgern an den Rand gedrängt wurde, und als „Kehrichthaufen“ für alles dienen musste, was nicht als religiös interpretiert werden konnte.

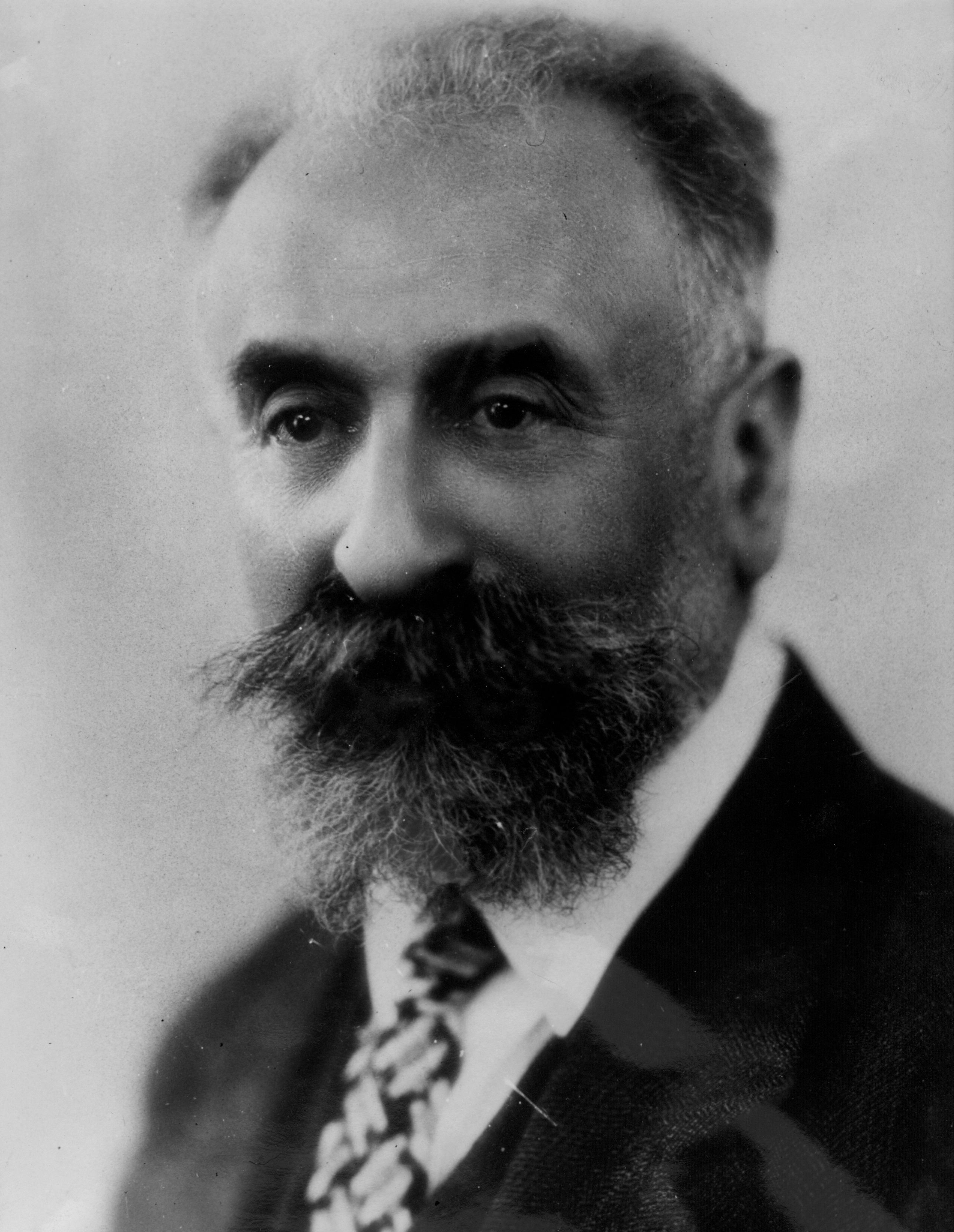
Marcel Mauss
1902, also 10 Jahre vor Durkheim, veröffentlichte Marcel Mauss, der Neffe von Durkheim, zusammen mit Henri Hubert Esquisse d'une théorie générale de la magie, den Entwurf einer allgemeinen Theorie der Magie. Die Richtung der Beeinflussung ist nicht ganz klar, da Durkheim erhebliche Teile der Theorie von Mauss und Hubert übernahm, umgekehrt davon ausgegangen werden kann, dass Mauss als Schüler von Durkheim stark von diesem beeinflusst war.
Mauss und Hubert untersuchen in ihrer Arbeit die von Durkheim eher beiseite gelassene Magie unter sozialen Aspekten und nehmen sie als soziales Phänomen wahr, das eine Technik darstellt, die in Bezug zu modernen Wissenschaften und Technik Ähnlichkeiten in ihren praktischen Zielen aufweist. Mauss hat das Konzept des Mana aus dem polynesischen Kulturraum verallgemeinert und sieht darin eine mystische Kraft, die in allen Kulturen Parallelen hat. Er nimmt an, diese Kraft sei einst ein universaler Glaube gewesen, dessen Ausdrucksformen Magie, das Spirituelle und das Heilige seien.
Die Unterscheidung zwischen Religion und Magie bei Mauss und Hubert ist zunächst ähnlich wie bei Durkheim:

„Wir benennen [als magisch] jeden Ritus, der nicht Teil eines organisierten Kultes, sondern privat, heimlich, geheimnisvoll ist und zum verbotenen Ritus als seinem Extrem tendiert. […] Es ist deutlich, dass wir die Magie nicht durch die Form ihrer Riten definieren, sondern durch die Bedingungen, unter denen sie vollzogen wird und die ihren Platz in der Gesamtheit der sozialen Gewohnheiten markieren.“

Diese Abgrenzung aufgrund des sozialen Stellenwerts und der äußeren Bedingungen zwischen öffentlicher Religion und privater Magie ist für ihre Unterscheidung von Religion und Magie auch notwendig. Anders als Durkheim stützten sie sich nämlich auf ein relativ breites Quellenspektrum und bezogen auch abendländische Quellen wie griechische Zauberpapyri und Quellen zur antiken Alchemie und zur mittelalterlichen Hexenverfolgung in ihre Untersuchungen ein. Besonders ausführlich befassten sie sich mit den griechischen Zauberpapyri und stellten dabei fest, dass hier weder in Hinblick auf Form noch auf Haltung eine Unterscheidung zwischen magischen und religiösen Riten möglich ist. Bei den in den Zauberpapyri beschriebenen Ritualen gab es genau so wie bei religiösen Riten der Zeit Opferhandlungen, Gebete, Hymnen etc. und auch die Haltung des Zelebranten konnte sowohl bittend als auch befehlend sein, im Gegensatz zu der von Frazer postulierten unterschiedlichen Haltung bei Religion (Bitte, Flehen) und Magie (Befehl, Gebieten). Angesichts all dessen konstatieren die Autoren: „Unsere ganze Untersuchung läßt [die Magie] schließlich noch zweideutiger und unbestimmter erscheinen als je zuvor.“ Das führt aber nicht dazu, die Sinnhaftigkeit der angewandten Unterscheidung von Religion und Magie in Frage zu stellen.
Bronisław Malinowski

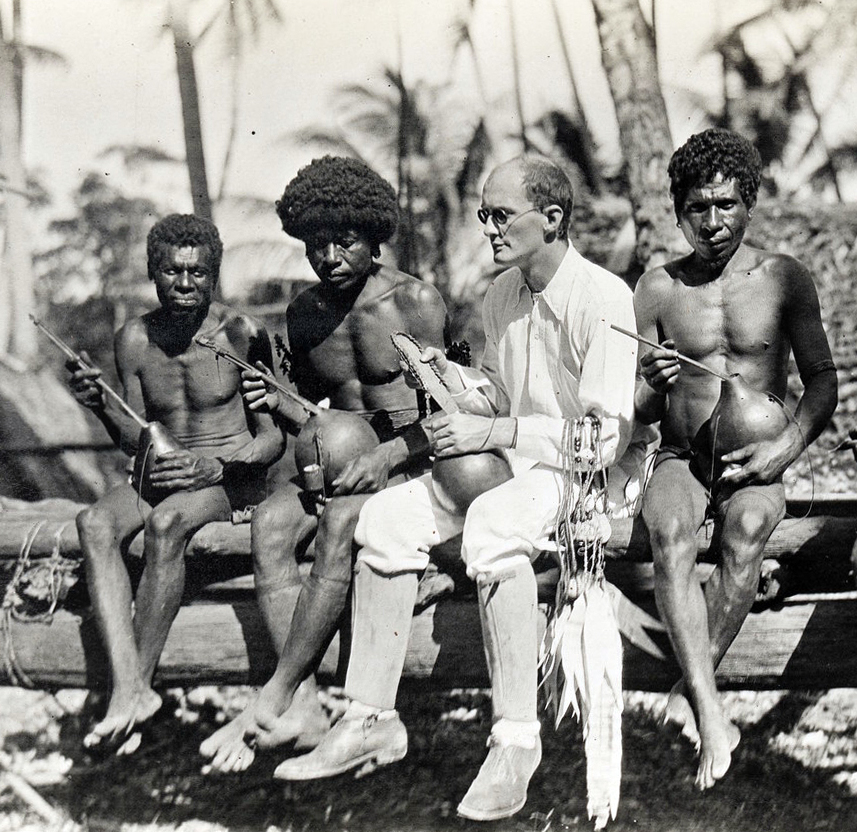
Malinowski mit Eingeborenen der Trobriand-Inseln (1918)

Malinowski war eine der bestimmenden Figuren in der Entwicklung der Anthropologie und leitete mit seinen Forschungsreisen zu den Eingeborenen des Südpazifik den Wandel von der „Lehnstuhl-Anthropologie“ zur Feldforschung ein, zur teilnehmenden Beobachtung, zur Aufzeichnung mündlicher Überlieferungen vor Ort und dem Studium fremder Kulturen als solcher und nicht lediglich als Mittel zur Konstruktion evolutionärer Vorstufen der eigenen Kultur.
Von Malinowski wie auch von Weber wurde der Unterschied zwischen Religion und magischen Praktiken häufig an der Unterscheidung zwischen expressiven und praktischen Funktionen festgemacht. So dient Magie nach Malinowski oft als Mittel zu konkreten Zielen bei Problemen, zu deren Lösung die vorhandenen technischen Möglichkeiten unzureichend sind. Dagegen diene Religion keinen konkreten, praktischen Zielen, sondern habe eine expressive Funktion. Dabei bezieht sich Malinowski auch auf die religionswissenschaftliche Theorie Frazers, wonach „primitive“ menschliche Kulturen die Vorstellung hegen, man könne die Natur durch übernatürliche Kräfte kontrollieren, die durch den menschlichen Willen und bestimmte Riten und Zaubersprüche beeinflussbar sind. Eine entwickelte Religion setze dagegen die Einsicht der spirituellen Ohnmacht des Menschen voraus und mache insofern der Wissenschaft ihr Feld nicht streitig.
Malinowski hat in der melanesischen Kultur, die er intensiv untersuchte, detaillierte Studien auch zur Magie vorgelegt. Für Malinowski ist die Magie nicht sozial, sondern individuell. Magie und Religion beziehen sich nach Malinowski beide auf den Wunsch nach Kontrolle über die Natur und Sicherheit. Ebenso beziehen sich beide auf das Heilige, Mythen und Tabus. Magie jedoch sei als praktisch und als mit spezifischen Zielen ausgestattet zu verstehen, während Religion einen Selbstzweck darstelle. Magie könne als gut oder böse erscheinen, Religion vertrete und beziehe sich auf kulturelle Werte des Moralischen. Nach Malinowski ist Magie weder primitive Wissenschaft noch eine Vermengung des Übernatürlichen und Natürlichen. Vielmehr stelle sie sich im sozialen Kontext als Ergänzung zu Bereichen des alltäglichen Wissens und Handelns wie Landwirtschaft oder Fischen dar, in denen sie zusätzlich eingesetzt wird. Malinowski schließt daraus, dass die Verwendung von Magie einem rationalen Ansatz entspringt.
Kritiker werfen Malinowski vor, er insistiere darauf, Magie sei überall gleich und er generalisiere Beobachtungen an spezifischen Kulturen.
Alfred Radcliffe-Brown
Wie Durkheim betonte Radcliffe-Brown die soziale Funktionen magisch-religiöser Rituale und deren symbolisch-expressive Natur, war aber zurückhaltend, was die Formulierung weitreichender Theorien betraf. Er formulierte auch generelle Bedenken, was den mit der Begriffsbildung und der Unterscheidung von Religion und Magie verbundenen Erkenntnisgewinn betraf:

„Angesichts dieser Uneinigkeit über die Definitionen von Magie und Religion und die Art der Unterscheidung zwischen ihnen und angesichts der Tatsache, dass es in vielen Fällen davon abhängt, welche der verschiedenen vorgeschlagenen Definitionen wir akzeptieren, ob wir einen bestimmten Ritus als magisch oder religiös bezeichnen, besteht die einzige vernünftige Vorgehensweise, jedenfalls beim gegenwärtigen Stand des anthropologischen Wissens, darin, die Verwendung der fraglichen Begriffe so weit wie möglich zu vermeiden, bis eine allgemeine Einigung über sie erzielt ist. Sicherlich können die Unterscheidungen von Dürkheim, Frazer und Malinowski theoretisch bedeutsam sein, auch wenn sie sich nur schwer allgemein anwenden lassen. Sicherlich bedarf es auch einer systematischen Klassifizierung der Riten, aber eine zufriedenstellende Klassifizierung wird ziemlich komplex sein, und eine einfache Dichotomie zwischen Magie und Religion führt uns nicht sehr weit in diese Richtung.“

Was die postulierte Stabilisierung gesellschaftlicher Strukturen bzw. der Persönlichkeit durch Religion bzw. Magie betraf, gab er weiter zu bedenken:

„Während eine anthropologische Theorie besagt, dass Magie und Religion den Menschen Vertrauen, Trost und ein Gefühl der Sicherheit geben, könnte man ebenso gut argumentieren, dass sie den Menschen Ängste und Befürchtungen vermitteln, von denen sie sonst frei wären – die Angst vor schwarzer Magie oder vor Geistern, die Angst vor Gott, vor dem Teufel, vor der Hölle.“

Edward E. Evans-Pritchard
Evans-Pritchard, dessen bedeutendes Werk auf Forschungen Malinowskis und Alfred Radcliffe-Browns bezogen ist, wies in Witchcraft, Oracles and Magic among the Azande (1937) nach, dass Magie als Teil von Religion und Kultur im Allgemeinen anzusehen ist. Unter den Azande Afrikas wird Magie als normaler Teil von Gesellschaft und Natur verstanden und bildet zusammen mit Orakeln und Hexerei ein geschlossenes logisches System.

#### Symbolistischer Ansatz
Hauptvertreter sind: Lucien Lévy-Bruhl, Arnold van Gennep, Mary Douglas, John H. M. Beattie, Victor Turner, Stanley Jeyaraja Tambiah und Clifford Geertz.
Sie stellen das westliche Paradigma von Magie-Religion-Wissenschaft in Frage und unterziehen die Magie verschiedener Kulturen einer differenzierteren Betrachtungsweise.

#### Neo-intellektualistischer Ansatz
Hauptvertreter sind Jack Goody, I. C. Jarvie, Robin Horton und John Skorupski.

#### Strukturalistischer Ansatz
Claude Lévi-Strauss
Lévi-Strauss kritisierte 50 Jahre später Mauss’ Theorien, da dieser, von einem kulturell spezifischen Konzept ausgehend, in Bezug auf dieses spezifische Konzept Magie definiere und dann aus diesen Annahmen und Ideen ein universales Konzept von Magie ableite. Nach Levi-Strauss verwendet Mauss die polynesische Idee von Mana, um generelle Glaubensformen an Magie nachzuweisen, so dass daraus folgend jede Form von Magie auf diese spezifische Idee des polynesischen Mana reduziert werde.

#### Kognitiver Ansatz
Hauptvertreter sind Dan Sperber, E. Thomas Lawson, Robert N. McCauley und Pascal Boyer.

#### Feministischer Ansatz
Hauptvertreter sind Julia Kristeva und Mary Daly.

### Stand der Diskussion
Georg Luck (1926–2013) fand keine moderne Definition, die den Unterschied zwischen Religion und Magie klar definierte. Nach Konrad Theodor Preuß hat sich die Religion aus der Magie entwickelt. Für James Frazer ist Religion ein Versuch, persönliche Mächte miteinander zu versöhnen, weil die Magie versagt hat. Religion und Magie – so sieht es R. R. Marett – „haben sich aus gemeinsamen Wurzeln in ganz verschiedener Richtung entwickelt. […] In Wirklichkeit hat es diese Extreme nie gegeben, sondern nur Übergangsformen.“
Gegenwärtig wird aufgrund von anthropologischen Studien zu Symbolik und Kognition angenommen, dass Magie nicht ein separates, abgrenzbares System darstellt, da sie eine Bandbreite an religiösen Konzepten enthält und Praktiken ausübt, die den der Religion zugrunde liegenden Prinzipien gleichen. Außerdem kann man in vielen verschiedenen Religionen feststellen, dass sich die Sphären der Magie- und Religionsausübung nicht trennen lassen.
Bis in die 1960er Jahre wurde die religionsethnologische Forschung in Bezug auf den Magie-Begriff durch eine evolutionistische und ethnozentrische Sichtweise geprägt, in der die jüdisch-christliche Religion als idealtypisch angesehen wurde. In dieser Sichtweise wurde Magie mit Religion und Wissenschaft kontrastiert.
In den Sozialwissenschaften kann man bis in die 1960er Jahre zwei Traditionen in Bezug auf die Beurteilung von Magie erkennen. In Form eines Evolutionismus wird Magie angesehen als eine entwicklungsgeschichtlich frühe und irreführende Vorstufe der Wissenschaft. In der zweiten Tradition des Beurteilens der Magie wird sie als unmoralisch und antisozial angesehen. Übergangen wird dabei die Analyse des Lebens jener Völker, die Magie als wichtig ansehen, Magie wird abschätzig mit bedeutenden Institutionen der westlichen Kultur wie Religion und Wissenschaft verglichen. Diese westlichen Annahmen von theoretischen Dichotomien wie Magie/Wissenschaft und Magie/Religion entsprechen jedoch nicht den realen Umständen und Wirklichkeiten des Lebens von Völkern, die nicht der westlichen Kultur angehören.

## Magie im Kontext der Religionen
Religiöse Systeme, in denen als „Magie“ klassifizierbare Praktiken eine erhebliche Rolle spielen, sind neben den Offenbarungsreligionen des Judentums, Christentums und des Islam zum Beispiel hinduistisches und buddhistisches Tantra, Daoismus und Bön. Magie im christlichen Kontext wird im Rahmen der Geschichte der Magie behandelt.
Daneben werden auch Praktiken der sogenannten ethnischen Religionen, des Schamanismus und verschiedener „synkretistischer“ Religionsformen wie etwa Voodoo als Magie klassifiziert, wobei es sich hier häufig um Außenzuschreibungen westlicher Wissenschaftler handelt und eine seit langem strittige Unterscheidung von Religion und Magie (ausführlich dazu im Abschnitt Magie im wissenschaftlichen Diskurs), weshalb diese Religionsformen in diesem Abschnitt nicht behandelt werden.
Einige neue religiöse Bewegungen des Neopaganismus wie Wicca, germanisches Neuheidentum oder Huna beanspruchen, im Kern magisch zu sein. Zu diesen siehe die jeweiligen Artikel.

### Magie im Judentum

#### Magie im Tanach
Im Tanach erscheinen viele hebräische Lexeme, die sich auf Magie beziehen. Jedoch wird weithin durchgehend die Magie als negativ angesehen. Sie wird vom jüdischen Gott in Israel verboten, von Übeltätern verwendet, die Gott vernichten wird, zusammen mit der Magie selbst. Gegen Gottes Ratschlüsse ist die Magie fremder Völker ohnmächtig. Ausschließlich Schlangenbeschwörungen als magische Praktik scheinen tolerierbar gewesen zu sein. Jedoch gab es nicht nur die verbotene Magie, sondern ebenso magische Praktiken des Alltagslebens, die als legitim angesehen wurden. Magische Aspekte der israelitischen Religion sind beispielsweise Reinigungsriten für Häuser und Heiligtümer. Zahlreiche Praktiken die von der modernen Ethnologie als magisch angesehen werden, gehörten zum alltäglichen Leben der Israeliten, dennoch wurde Magie im engeren Sinne nur „Gottlosen“ und Fremden zugeschrieben.

#### Antike
In der Zeit der jüdischen Antike lagen vielfältige unterschiedliche magische Vorstellungen und Praktiken vor. In den Schriften aus Qumran sind beispielsweise exorzistische Texte erhalten. Ab dem 4.–6./7. Jahrhundert sind aus sasanidischer Zeit Zauberschalen und Amulette bekannt, die als Schutz, zur Dämonenabwehr und zur Heilung dienten. Diese Schalen und Amulette stellen Beschwörungen und Gebete des Exorzismus dar, in denen eine differenzierte Dämonologie, Gottesanrufungen, Engel, magische Gottesnamen und sog. barbarische Namen zentral sind. Andere magische Praktiken, die wohl vorgelegen haben, sind wenig in direkten schriftlichen Zeugnissen überliefert, man kann sie nur aus magischen Texten indirekt erschließen, wie beispielsweise der Kairoer Geniza.
In der Zeit der jüdischen Spätantike gibt es Belege für den Brauch, zu magischen Zwecken Psalmen aufzusagen (Shimmush Tehillim). Magische Handbücher wie das Sefer ha-Razim und das Harba de-Moshe führen vielleicht auf ältere Quellen zurück. In der rabbinischen Literatur erscheinen wichtige Darstellungen magischer Praktiken, die nicht-schriftlich sind. In dieser erscheinen in Bezug auf halakhische Diskussionen zu rabbinischen und biblischen Strafbestimmungen magische Praktiken, die zugeordnet werden zu verbotenen Zauberhandlungen und nicht verbotenen oder strafbaren „Augentäuschungen“. Weit gefasste abergläubische Praktiken werden von den Rabbinern Amoriterbräuche genannt. Sie gelten als halakhisch nicht bedenklich, wenn kein Verdacht eines Götzendienstes besteht. Gleichfalls gibt es in der rabbinischen Literatur Wundergeschichten über Rabbinen, die magisch geprägt sind. In der rabbinischen Tradition hat Salomo im Gegensatz zur christlichen Tradition keine besonders hervortretende Bedeutung. In der frühen Merkabahmystik erscheinen starke magische Elemente, beispielsweise in der Beschwörung des Fürsten des Angesichts (Sar ha-Panim) und des Fürsten der Tora (Sar ha-Tora), die in dieser jüdischen Mystik ein wichtiges technisches Hilfsmittel darstellen.

#### Mittelalter bis Neuzeit
Im Mittelalter nimmt die jüdische Magie zwei Entwicklungswege an. Es wurden immer mehr magische Handbücher verbreitet, gleichzeitig gab es einen zunehmenden Rekurs auf Autoritäten, von denen die magischen Handlungen bestätigt und gewährleistet werden sollten. Als zweite Entwicklung wurden weite Teile der Diskussion davon beherrscht, dass die wahre Magie durch Geister verwirklicht werde. Einige Redaktoren des jüdischen Mittelalters verbreiteten, dass eine Schrift grundsätzlich auch nur einen Autor habe, um Herkunft, Autorität und die Wirksamkeit magischer Rezepte zu klären. Berühmten Persönlichkeiten wurde weit verbreitet Pseudoepigraphisches zugeschrieben. Es lag eine terminologische Debatte in einigen magischen Schriften wie der Kairoer Geniza über die genaue Identifizierung von Zauberern vor. Die Geniza nimmt an, dass sowohl der Zauberer als auch der „Augentäuscher“ mit magischen Kräften Wirkungen erzielten. Der Zauberer unterscheide sich vom Augentäuscher einzig darin, dass er verbotene Handlungen ausführe, während der Augentäuscher erlaubte Handlungen benutze. Hinter beiden stehe jedoch die göttliche Macht. Die Geniza nimmt an, dass auch bei unerlaubten Zaubereien der göttliche Name Wirkung zeige, da der Name wirkmächtig sei, auch bei unreinem Zustand. Theologisch ist darin die Überzeugung enthalten, dass ausschließlich Gott als Macht existiert, so dass auch die Macht der Magie ihm gehöre. Weitere wichtige Elemente des jüdischen Bezuges zur Magie sind die Kritik an magischen Handlungen, die einer rationalistischen Exegese entspringen (bspw. Maimonides) und aus den rabbinischen Kreisen stammt, die die Magie des Götzendienstes verdächtigten, und eine enge Verbindung von Literatur der Mystik mit der Literatur der Magie. Mystik und Magie des Judentums zeigen einen engen Bezug, da beide theoretisch auf platonische Prämissen zurückzuführen sind, im Sinne des Neuplatonismus, und auch im praktischen Sinne, dass magische Handlungen als Bedingung und Ziel der Mystik erscheinen. In der Moderne haben sich das Reformjudentum und auch rational bestimmte Juden vom orthodoxen Judentum distanziert, da dieses an Magie und Mystik festhalte. Magie und Volkskunde des Judentums wurden angestoßen von orthodoxen Kreisen neu erfasst und z. B. von Gershom Sholem und Max Grundwald erforscht.
Jüdische Motive und Elemente finden sich in den griechischen Zauberpapyri und Amuletten, die von einer magischen Rezeption derselben zeugen. Ebenso zeigt jedoch die jüdische Magie Einflüsse aus paganen Traditionen auf. Die antike christliche und mandäische Magie hat enge Parallelen zur jüdischen Magie und die gesamte antike jüdische Magie stand in engen wechselseitigen Beziehung zu ihrer Umwelt und hat auch Sprachgrenzen in diesem Sinne überschritten, z. B. des Aramäischen und Griechischen.

### Magie im Christentum

#### Frühes Christentum
Im Neuen Testament werden zwar Zauber und Mantik ethisch nicht bejaht, jedoch ist ein Weltbild erkennbar, welches eine selbstverständliche Möglichkeit voraussetzt, durch magische Mächte Einwirkungen zu erreichen und magische Mächte auf etwas grundsätzlich einwirken können. Die Magie verspricht dabei okkulte „Lebenssteigerung“ und Allmachtsphantasien, die gegen Ohnmachtserfahrungen gerichtet sind. Unterscheiden lassen sich Magie und Religion im Neuen Testament durch ihren sozio-kulturellen Ort, nicht jedoch durch ihre Motivation. Im engeren Sinne meint Magie im Neuen Testament jedoch religiös illegitime Bemächtigung. Dem Judentum gleich wird im Neuen Testament theologisch der Zauber angelehnt, auch die Divination als volkstümliche Praktik. Jedoch erscheinen einige Heilungen Jesu als unmittelbar nah zu magischen Praktiken, wie z. B. Heilung mit Speichel und Handauflegungen. Jesus Gegner führten dessen Heilungen auf dämonische Mächte und illegitimen Umgang mit diesen zurück, obwohl das Bild Jesus in sozio-kultureller Hinsicht nicht dem des Magiers entsprach. In einigen Stellen des Neuen Testaments gilt Jesus so als besessen und als im Bund mit dem Teufel. Rabbinische Quellen späteren Datums und Celsus schmückten diese Vorwürfe weiter aus.
Als Exorzismus wurde früh Jesus Name magisch verwendet.
Fluchwunder und dingliche Kraftträger wie Schatten oder Schweißtücher stehen in Nähe zur Magie. Angekündigte Geschehen werden durch prophetische Symbolhandlungen eingeleitet, die als magisch gelten können. In Szenen von magischen Wettkämpfen (Simon Magus) tritt als zentrales Thema die Konkurrenz zwischen einer christlichen Mission und der Magie hervor.
Pagane Rituale werden in die Nähe der Magie gestellt, da grundsätzlich die heidnischen Götter als Dämonen angesehen werden, jedoch wird dies im Neuen Testament nicht weiter reflektiert. Die historisch vorliegende antike Magie wird im Neuen Testament kaum erwähnt. Erst bei Marcus dem Gnostiker und den Elkesaiten tritt ein technischer Okkultismus hervor. Das Neue Testament enthält jedoch Elemente spekulativer Dämonologie und Angelologie und Ideen von okkulten Kräften. Fließende Grenzen sind zwischen den asketischen Offenbarungsvorbereitungen und Offenbarungszauber zu erkennen.
Theologisch gesehen tritt im Neuen Testament als Leitgedanke in Bezug auf Magie die Überwindung von dämonischer Macht und magischen Bindungen durch Christus hervor.

#### Christliches Mittelalter
Zur Zeit der Christianisierung waren es hauptsächlich Provinzialsynoden, die sich mit magischen Praktiken befassten. Dabei ging man selbstverständlich von der realen Wirkung der Magie aus. Aufschlussreich sind in diesem Zusammenhang die kirchlichen Gesetze, wie das Decretum Gratiani und die dazu verfassten Kommentare der Dekretisten, der Dekretalistik und die Bußsummen.

##### Malefizium
Die im Mittelalter herrschende Auffassung, alle magi seien auch malefici ist dem römischen Recht entlehnt. Im sechsten Kanon der Synode von Elvira (um 300) wurde bestimmt, dass jemand, der einen anderen durch einen Schadenzauber (maleficium) getötet habe, auch zur Todesstunde keine Kommunion erhalten dürfe, da er sein Verbrechen nicht ohne Verehrung von Dämonen habe ausführen können. Nach dem Umfang der Texte kann man davon ausgehen, dass die häufigste Anwendung darin bestand, beim Mann Impotenz zu bewirken (impotentia ex maleficio). Ein bekannter Fall ist das Gutachten des Erzbischofs Hinkmar von Reims über die Ehe des fränkischen Königs Lothar II., dessen Frau Theutberga ihm keine Kinder geboren hatte. Er kam zu dem Schluss, dass sehr wohl ein Malefizium die Ursache sein könne, dahinter aber ein unergründliches, aber niemals ungerechtes Urteil Gottes stehe. Seine auch in anderen Gutachten niedergelegten Ansichten über die Impotenz durch Schadenzauber beeinflusste die Dekretisten bei ihrer Kommentierung des Decretum Gratiani. Aber man glaubte auch an die Möglichkeit, durch Wetterzauber Schaden zu stiften, auch an Beschwörungen (incantationes), an das Loswerfen (sortilegium), an den „bösen Blick“ (fascinatio). Als Methode ist zum Beispiel das Rückwärtssprechen von Gebeten bekannt. Magie konnte auch mit christlichen Riten verbunden werden. Der 7. Kanon der 13. Synode von Toledo (683) und der 5. Kanon der 17. Synode von Toledo (694) verboten das Totbeten durch Abhalten einer Totenmesse für noch lebende Personen. Dieses Verbot wurde auch in das Decretum Gratiani aufgenommen und im 13. Jahrhundert mehrfach erneuert. Dass solche Totenmessen für Lebende stattfanden oder geplant waren, ist noch für das 16. Jahrhundert bezeugt.
Auch die Herstellung antikonzeptioneller Tränke und Liebestränke wurde als Malefizium verurteilt. Dabei wurden vorwiegend Strafen für Kleriker festgesetzt, was darauf schließen lässt, dass diese als Gebildete Zugang zu entsprechender Literatur hatten. Generell wurden Klerikern, die lateinkundig waren und denen durch das Lesen der Messe ein übernatürliches Mittel zu Gebote stand, gern magische Fähigkeiten zugetraut. So wurden nicht nur Priester verurteilt, die während der Messe Beschwörungen rezitieren, um sich Frauen hörig zu machen, sondern es war ihnen auch möglich, als Dienstleister (gegen Bezahlung) die magischen Anliegen der einfachen Leute zu bedienen. Als Alternative zur magischen Tötung eines Menschen durch Totenämter stand das Totbeten mithilfe wiederholter Rezitation bestimmter Fluchpsalmen oder die Verwendung von Atzmännern (meist Wachsfiguren des Opfers) zur Verfügung, die ebenfalls im Liebes- und Todeszauber verwendet wurden.

##### Dämonenpakt

Siegel des Dämons Astaroth

Schon Augustinus von Hippo verurteilte jegliche Magie, da diese immer auf einem Vertrag zwischen Menschen und Dämonen beruhe. Diesem Verdikt folgte auch das Decretum Gratiani. Diese Vorstellung vom Teufelspakt nahm in der hochscholastischen Dämonologie einen bedeutenden Platz ein. In den kanonistischen Quellen wurde er aber kaum erwähnt. In den wenigen Stellen wurde lediglich der Text des Decretum Gratiani wiedergegeben, und nur der französische Glossenapparat Animal est Substantia bringt als Beispiel die Legende aus dem 9. Jahrhundert, wonach ein Theophilus Vicedominus einen solchen Pakt geschlossen habe, aber dann von der Jungfrau Maria erlöst worden sei. Die Dekretisten befassten sich mit dem Teufelsbund im Zusammenhang mit der Wahrsagerei und unterschieden zwischen der gelehrten Wahrsagerei, die auf Grund spezieller Kenntnisse Künftiges prognostizieren könne und von einigen für erlaubt angesehen wurde, und dem Furor, der Besessenheit, die auf Grund eines Teufelspaktes in die Zukunft blicken lasse und daher eine schwere Sünde sei. Auch die Bußsummen betonten, dass magische Praktiken nur mit Hilfe des Teufels möglich seien, was den Schluss zulässt, dass ein solches Verhalten in der Beichtpraxis eine Rolle spielte.

##### Wahrsagen
Die Synoden erließen viele Vorschriften gegen die „Wahrsagerei“, so die Synode von Ancyra (314), von Agde (506), von Orléans (511), von Braga (572) und von Toledo (633) und andere. Dazu gehörte auch die Astrologie. Isidor von Sevilla unterschied in seiner Etymologiae zwischen einer astrologia naturalis, die zum Beispiel Wetterprognosen ermöglichte, und einer astrologia superstitiosa, die menschliches Verhalten voraussagte.
Die mittelalterliche Literatur befasste sich im Wesentlichen mit zwei Formen des Wahrsagens: 1. der Astrologie, 2. dem Loswerfen. Hinzu kam die Berücksichtigung bestimmter unheilbringender Tage.

###### Astrologie
Die Astrologie war den Christen durch das gesamte Mittelalter geläufig. Sie erlebte ihre Blütezeit im Hochmittelalter, als arabische und griechische Werke zu Astronomie und Astrologie allgemein zugänglich wurden. In der Renaissance übten die Hofastrologen eine große Wirkung auf die Beschlüsse der Regierenden aus, insbesondere auf die Bestimmung des richtigen Zeitpunktes für ihre Ausführung.
Man berief sich dabei unter anderem auf die Geschichte der griechisch als μάγοι („Magier“) bezeichneten drei „Weisen aus dem Morgenland“, die einem Stern nach Bethlehem gefolgt seien (Mt 2 ). Die kirchliche Kritik betonte dagegen, dass der Glaube an die Wirkung der Gestirne sowohl die Allmacht Gottes als auch den freien Willen des Menschen leugne.
Im Decretum Gratiani werden die Astrologie und auch die Astronomie (superstitiones divinationis) sowie andere Naturbeobachtungen zum Zwecke der Vorhersage (superstitiones observationis) als verbotene Magie verworfen. Die Dekretistik begann dann zu differenzieren. Es sei erlaubt, den Lauf der Dinge mit Hilfe der Gestirne zu deuten, genauso, wie man aus bestimmten Symptomen auf die Krankheit und ihren weiteren Verlauf schließe. Die reine Beobachtung der Gestirne ohne Absicht der Weissagung sei erlaubt. Papst Alexander III. schildert in einer Dekretale den Fall, dass ein Priester mit Hilfe eines Astrolabiums das gestohlene Gut einer Kirche aufspüren wollte, und verurteilt ihn zu einer Kirchenstrafe. Man ging davon aus, dass die Gestirne auf diese Welt Einfluss ausüben, lehnte aber jegliche Beeinflussung des menschlichen Willens durch die Gestirne ab.
Es gab auch gewisse Tage, denen magische Eigenschaften zugeschrieben wurden. Besonders geläufig waren die so genannten „Ägyptischen Tage“, die für bestimmte Tätigkeiten (Reise, Heirat) besonders ungünstig waren. Es handelte sich um meistens 24, manchmal auch um 36 „verworfene Tage“. Auch die Neujahrsprognose war weit verbreitet. Dabei wurde von der Wochentagsgottheit, auf die der Neujahrstag fiel, der Jahresverlauf etwa für die Ernte vorhergesagt. Ihre Beachtung wurde als Sünde untersagt. Die Bußsummen erlaubten die Beachtung von meteorologischen Vorzeichen für die Landwirtschaft, wenn dabei keine Dämonen angerufen würden. Thomas von Chobham nannte einige der abergläubischen Beobachtungen: das Niesen beim morgendlichen Aufstehen, das nächtliche Rufen des Kauzes oder nächtliches Hundegebell als Vorzeichen des Todes im Haus.

###### Loswerfen
Auch die Methode des Losens erfreute sich großer Beliebtheit. Besonders unter Klerikern war das Bibellosen gebräuchlich (sortes biblicae), indem man irgendeine Bibelseite aufschlug und die gefundene Textstelle auf seine Fragestellung hin interpretierte. Diese Methode wurde sogar kirchlich anerkannt. Das Losen wurde sogar bei Bischofswahlen in ritualisierter Form (Prognosticum) anerkannt. Die kirchlichen Verbote des Bibellosens (Bibliomantie) richteten sich nur gegen die Anwendung für profane Fragestellungen. Diese Art des Losens gab es in mehreren Varianten: Das Ziehen von beschrifteten Zetteln, manchmal auch mit Bibelsprüchen, der Gebrauch von Losbüchern mit Tabellen und dazugehörigen Lösungsschlüsseln. Ein solches Losbuch unter dem Namen Sortes Apostolorum ist schon für das Jahr 494 nachgewiesen. Papst Gelasius I. erwähnt ein „liber, qui appellatur Sortes Apostolorum“.
Thomas von Aquin unterschied drei Arten des Losens:
1. das verteilende Los (sors divisoria),
2. das beratende Los (sors consultatoria) und
3. das wahrsagerische Los (sors divinatoria).[152]

Das verteilende Los diene der Aufteilung von Gütern unter mehreren Berechtigten. Das beratende Los werde angewendet, wenn bei verschiedenen Handlungsoptionen zu entscheiden sei, was zu tun ist. Das wahrsagerische Los diene der Erkundung von verborgenen Sachverhalten. Während er gegen die ersten beiden Losverfahren unter bestimmten Umständen keine Bedenken hegte, verwarf er die sors divinatoria, weil das Wissen um Verborgenes allein Gott zukomme. Wesentliche Bedingung der Zulässigkeit der ersteren war die zwingende Notwendigkeit. Unter diesen Umständen erklärte er auch das Losverfahren bei kirchlichen Wahlen für zulässig.
Das Decretum Gratiani, die Dekretisten und Kanonisten des 12. und 13. Jahrhunderts befassten sich ausgiebig mit dem Thema der sortes. Denn das Losen, insbesondere durch Aufschlagen des Psalters, war bei der Wahl zu Kirchenämtern durchaus nicht unüblich. Gratian hielt das Loswerfen als ein von Gott in der Vergangenheit gebilligtes Mittel der Wahrheitsfindung und verwies dafür auf (Jos 7,16 ), wo ein Dieb mit Hilfe des Losverfahrens identifiziert wird, auf (1 Sam 14,42 ), wo Sauls Sohn Jonathan durch das Los überführt wird, gegen ein Verbot Sauls verstoßen zu haben, sowie auf weitere Schilderungen bis hin zu der Wahl des Matthias als Nachfolgeapostel des Judas in (Apg 1,26 ). Auch zitiert Gratian Augustinus, dass das Loswerfen kein Übel sei, sondern ein Mittel, das bei menschlichen Zweifeln den Willen Gottes anzeige. Dann aber verwirft er das Loswerfen für die Gegenwart. Denn die kirchenrechtliche Entwicklung habe ein allgemeines Verbot gezeitigt, weil das Losen die Gläubigen zum Götzendienst verführen könne. Die Dekretisten waren ebenfalls der Meinung, dass das Loswerfen für sich genommen nichts Schlechtes, aber wegen der Nähe zum Götzendienst gleichwohl verboten sei. Manche aber hielten die sortes durch Aufschlagen der Bibel nach Gebet und Fasten doch für zulässig. Der Einfluss des Römischen Rechts führte auch dazu, dass einige Dekretisten das verteilende Losen zur Schlichtung von Rechtsfällen und auch das Verfahren bei Bischofswahlen vom Verbot ausnahmen. Der Glossenapparat Ecce vicit leo eines französischen Dekretisten (eventuell Petrus Brito) gibt eine weitere Differenzierung: Er hält auch das Losen zur Wahrheitsfindung für prinzipiell zulässig, es dürfe aber nicht zu einer Verurteilung führen, da es eine Umgehung des Beichtgeheimnisses sei.
In diesem Zusammenhang sind auch erhalten gebliebene Formen der Gottesurteile zu sehen, insbesondere die sogenannte Abendmahlsprobe, bei denen wie beim Losen göttliches Wirken angenommen wurde. Das 4. Laterankonzil von 1215 verbot aber Klerikern jegliche Beteiligung an Gottesurteilen mit Verletzungsfolgen, wie der Wasserprobe oder der Feuerprobe. Auch das Chrisam fand bei magischen Handlungen Verwendung. So sollte es vor Verletzungen bei der Eisenprobe schützen.

##### Magische Gegenstände und Texte
Zaubersprüche (incantationes) wurden seit jeher für magische Praktiken verwendet. Nach damaliger Vorstellung erhielten Amulette oder die zur Zauberei erforderlichen Zutaten wie Kräuter, Wurzeln oder Steine (bzw. Edelsteine) ihre Wirkung oft erst durch Zaubersprüche, die beim Sammeln oder bei der Zubereitung gesprochen werden. Auf die Anwendung von Zaubersprüchen steht nach dem Decretum Gratiani grundsätzlich die Exkommunikation. Eine Ausnahme macht Gratian, wenn dazu das Glaubensbekenntnis oder das Vaterunser verwendet wird. Das führte dazu, dass solche Kräuter und Steine nur dann nützten, wenn sie unter Beachtung christlich-ritueller Vorschriften gesammelt und zubereitet wurden. Unter diesen Umständen wurden sie sogar als Amulette gegen Besessenheit toleriert. Das Decretum Gratiani verbietet alle diese Mittel unter Berufung auf Augustinus, der alle Mittel, die die medizinische Wissenschaft nicht anerkennt, als nutzlose Zauberei verwarf. Sie wurden „Phylakterien“ genannt, wenn sie um den Hals gehängt werden, um bestimmte magische Wirkungen zu erzeugen. Den dekretistischen Schriften sind einige Praktiken zu entnehmen. Es handelte sich nach dem Dekretisten Rufinus um Zettel mit geheimen Zeichen oder um die Stirn gespannte Plättchen mit zehn Worten des Alten Testaments. Offenbar spielte er auf die jüdische Tradition an, Textstellen der Tora bei Gebeten um den Oberarm gebunden oder auf der Stirn zu tragen (Gebetsriemen). Nach den französischen Dekretisten schrieb man um den Hals getragenen Zetteln, auf denen das Glaubensbekenntnis oder Vaterunser stand, heilende Wirkung zu, und man akzeptierte diesen Brauch. Die Bußsumme des Thomas von Chobham betont die Wirkmächtigkeit der „heiligen Worte“ und sieht deren Geheimnis in der richtigen Verbindung mehrerer Buchstaben oder Stimmen, eine Kunst, die in Vergessenheit geraten sei, aber, wenn sie jemand beherrsche, erlaubt sei, wenn keine Dämonen beteiligt würden. Auch bei den Amuletten unterscheidet Thomas zwischen erlaubten und verbotenen. Wer allerdings heilige Worte als Beschwörung verwende, um Kräutern eine Kraft zu verleihen, die ihnen nicht zukommt, begehe eine schwere Sünde. Wilhelm von Rennes nannte in seinem Kommentar zur Summa de casibus von Raimund von Penyafort als erlaubte Praktiken, wenn an Christi Himmelfahrt Zettel mit kurzen Texten beschrieben würden; es handele sich aber um verbotene Magie, wenn man glaube, die Zettel seien nur wirksam, wenn sie erst nach dem Vorlesen des Evangeliums oder nach der Messe geschrieben würden. Da es sich um eine Handreichung für Beichtväter handelt, war diese Übung offenbar weit verbreitet.

### Magie im Islam
Im Islam werden Magie und Zauberei unter dem Begriff Sihr (سحر / siḥr) abgehandelt. Im Koran und Hadith werden sie häufig als heidnische Praktiken verurteilt. In einigen Versen des Koran erscheint Sihr jedoch auch als Restbestand himmlischer Weisheiten, die Engel den Menschen mitgeteilt haben. Im Islam gilt Iblis als Teufel, der zusammen mit seinem Gefolge aus dem Paradies verwiesen wurde, da er sich geweigert hatte, sich vor Adam niederzuwerfen. Seitdem werden im Islam die gottgetreuen Engel und die aufrührerischen Teufel unterschieden.
Der Koran erwähnt Magie an mehreren Stellen: In Sure 20,17 wird beispielsweise der Stab des Moses zur Schlange, in Sure 2, 102 und Sure 27, 17 erscheinen Dämonen, die Salomon zu Diensten sind. Sure 113 soll vor dem Zauber der Knotenbläsern schützen. Sihr selbst wurde von Mohammed wahrscheinlich als eine der schwersten Sünden der Menschheit angesehen und nach einer Hadith soll ein Zauberer (sāḥir) zum Tode verurteilt werden. Der Koran verurteilt dahingegen nur diejenigen, die sich verzaubern lassen von den Agenten dieser. Im islamischen Recht wird Magie deshalb toleriert, wenn sie nicht Schaden ausübt. Aus diesem Grunde wird im Islam zwischen der weißen und der schwarzen Magie unterschieden, letztere gilt als von dämonischen Mächten beherrscht, beispielsweise durch Anrufung von Geistern und Beschwörung von Planeten. Prägend für das Verhältnis des Islam zur Magie war die Meinung al-Ghazālīs, der annahm, die Magie beruhe auf Kenntnissen der Eigenschaften bestimmter Stoffe und astrologischer Konstellationen, die günstig seien. Als solches sei dieses Wissen nicht zu verurteilen, jedoch dürfe es nicht dazu benutzt werden, Menschen zu schaden und Böses zu bewirken.
Der iranische Gelehrte Fachr ad-Dīn ar-Rāzī teilte Sihr in acht verschiedene Arten ein:
1. die Magie der Chaldäer, die auf Sterndeutung gestützt ist
2. psychische Magie, die auf den Einfluss der Seele auf den Körper gestützt ist
3. Magie durch Erdgeister, d. h. durch die Dschinn
4. Gaukelei, die über die Täuschung der Sinne, insbesondere der Augen, erfolgt
5. wunderhafte Werke, die durch Maschinen und Automaten hervorgebracht werden
6. Nutzung der Wirkung von Drogen
7. Verführung der Herzen durch die Behauptung, dass man den größten Gottesnamen kenne oder die Dschinn befehligen könne
8. Ohrenbläserei und das Säen von Zwietracht.[164]

### Magie in südasiatischen Religionen

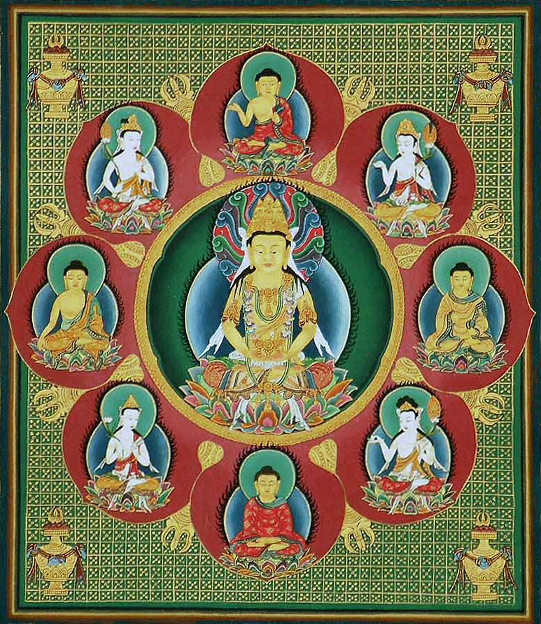
Buddhistisches Mandala

In der Religionsgeschichte Südasiens reicht die schriftliche Überlieferung von Magie bis in die Zeit des Veda zurück, der den ältesten Textkorpus darstellt. Magie stellt sich in Südasien als eine Tradition der Manipulation der kosmischen Kräfte dar. Die jeweiligen Ziele, Methoden und sozialen Konditionen variieren dabei. Bereits der Veda ist erfüllt von magischen Ideen und Lehren. Im Veda erscheint eine Weltsicht, in der alle Phänomene in Beziehung zueinander stehen. Dies bezieht sich auf Lebewesen und Substanzen, Qualitäten, Kräfte, Symbole, Prozesse, das Symbolisierte usw. Dabei gibt es keine grundlegenden Unterscheidungen dieser Elemente.
Die vedischen Rituale versuchen, diese Verbindungen systematisch zu nutzen, besonders das Mantra, das heilige Wort, das zeremoniell genutzt wird, gilt als Schlüssel zu verborgenen Realitäten, die durch dieses Mantra manipuliert werden sollen.
In Bezug auf die vedische Religion ist eine Abgrenzung von Magie und Religion kaum möglich. Unterschieden wird hier eher zwischen privater Magie und kultischer Magie. Rituale beziehen sich auf die Lebensprozesse des Universums, die durch das Ritual aufrechterhalten werden, auf die Mächte des Unsichtbaren, zu denen gute Beziehungen unterhalten werden müssen, und auf das allgemeine Wohlergehen der Menschen, das von der Sicherung der kosmischen Ordnung abhängt. In vedischen Zeremonien findet man sowohl einen religiösen Impetus der Begegnung mit den Göttern als auch einen magischen Kontext der Manipulation. In der Verwendung von Mantras für bestimmte weltliche Ziele und Zwecke überwiegt jedoch der magische Aspekt.
In der nachvedischen Kultur wurden verschiedene Formen der Magie des Atharvaveda unterschieden: Atharvana meint Magie, die auf das Gemeinwohl und die Beschwichtigung böser Einflüsse ausgerichtet ist. Angirasah hingegen meint eine Magie, die sich direkt gegen schädliche Personen und Mächte richtet.
Im späteren Hinduismus beziehen sich die übernatürlichen Kräfte auf die höchste Gottheit, häufig Shiva, im volkstümlichen Buddhismus gilt Buddha als derjenige, der übernatürliche Kräfte hat. Obwohl in den südasiatischen nachvedischen Religionen Magie und Religion sehr verschränkt sind, werden sie von den Ausübenden auch stark unterschieden. Ebenso wird zwischen einer guten und einer schädlichen Magie unterschieden.
Ein Wort, das dem westlichen Begriff der Magie direkt entspricht, gibt es in der indischen Kultur nicht. Unterschiedliche Begriffe, die mit Magie verbunden sind, liegen jedoch vor. Der Begriff der Maya entspricht am meisten dem westlichen Begriff der Magie.
Mantravada (Doktrin des Mantra) bezeichnet eine magische Ritualistik, die in Sanskrit-Schriften und volkssprachlichen Schriften in einem großen Umfang niedergelegt ist. In diesen Schriften erscheint eine Terminologie der Klassifizierung magischer Akte. Grundsätzlich werden Shanti, Schutzrituale, von Abhicara, angreifenden Ritualen, unterschieden und es gibt sechs Gruppen von magischen Handlungen.
In den Tantras, einer Tradition nichtvedischer esoterischer Religion, werden diese magischen Methoden ausführlich dargelegt. Im Jainismus, im Buddhismus, in der indischen Volksreligion und Religionen südasiatischer indigener Völker sowie in Indonesien liegen Einflüsse des magischen Tantrismus vor.
Magie in Südasien wurde und wird sowohl von Brahmanen als auch in der volkstümlichen Kultur ausgeübt. Magische Fähigkeiten werden in Hinduismus und Buddhismus Siddhi genannt.

### Magie in ostasiatischen Religionen

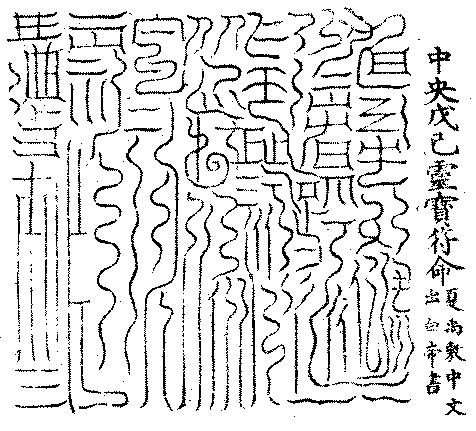
Daoistischer Lingbao-Talisman

In China treten Magie und Mantik im Alltag und im religiösen Kontext insbesondere im chinesischen Buddhismus, Daoismus und in der chinesischen Volksreligion in Erscheinung. In Korea und Japan wurden einheimische mit chinesischen magischen Vorstellungen und Praktiken verwoben.
In China wird zweckgerichtete Magie mittels Gesten, Talismanen, Amuletten und Zaubersprüchen von okkulten Praktiken wie Geomantie, chinesische Alchemie, Divination (Yijing) und Astrologie unterschieden. Ab dem 5. Jahrhundert wurde in China insbesondere im tantrischen Buddhismus Magie mittels Formeln, Mantren, Mudras und Mandalas praktiziert.
Der Daoismus ist eine Religion, deren Praktiken zu größeren Teilen magisch genannt werden können. Dies gilt z. B. für das daoistische Ritual, bestimmte Formen der daoistischen Meditation oder spezielle Praktiken wie die der Fulu.
In Korea wurde eine magische Form des Schamanismus praktiziert, die sich Mu-Sok nennt. Im japanischen Shintoismus gab es weibliche Schamanen, die Miko, die als Medium fungierten. Den Kannushi hingegen kamen eher priesterliche Funktionen zu. Sie leiteten die Verehrung der Geister und wurden zu Priestern des Staatskultes. Der Shintoismus vermischte sich stark mit dem tantrischen Buddhismus, was zu einer synkretistischen Magie in Japan führte. Besonders buddhistischen Asketen wurden magische Fähigkeiten zugeschrieben.
Wie in China, Korea und Japan enthalten auch die tibetischen Religionen Bön und Vajrayana magische Methoden und Anschauungen.

## Praktiken der Magie

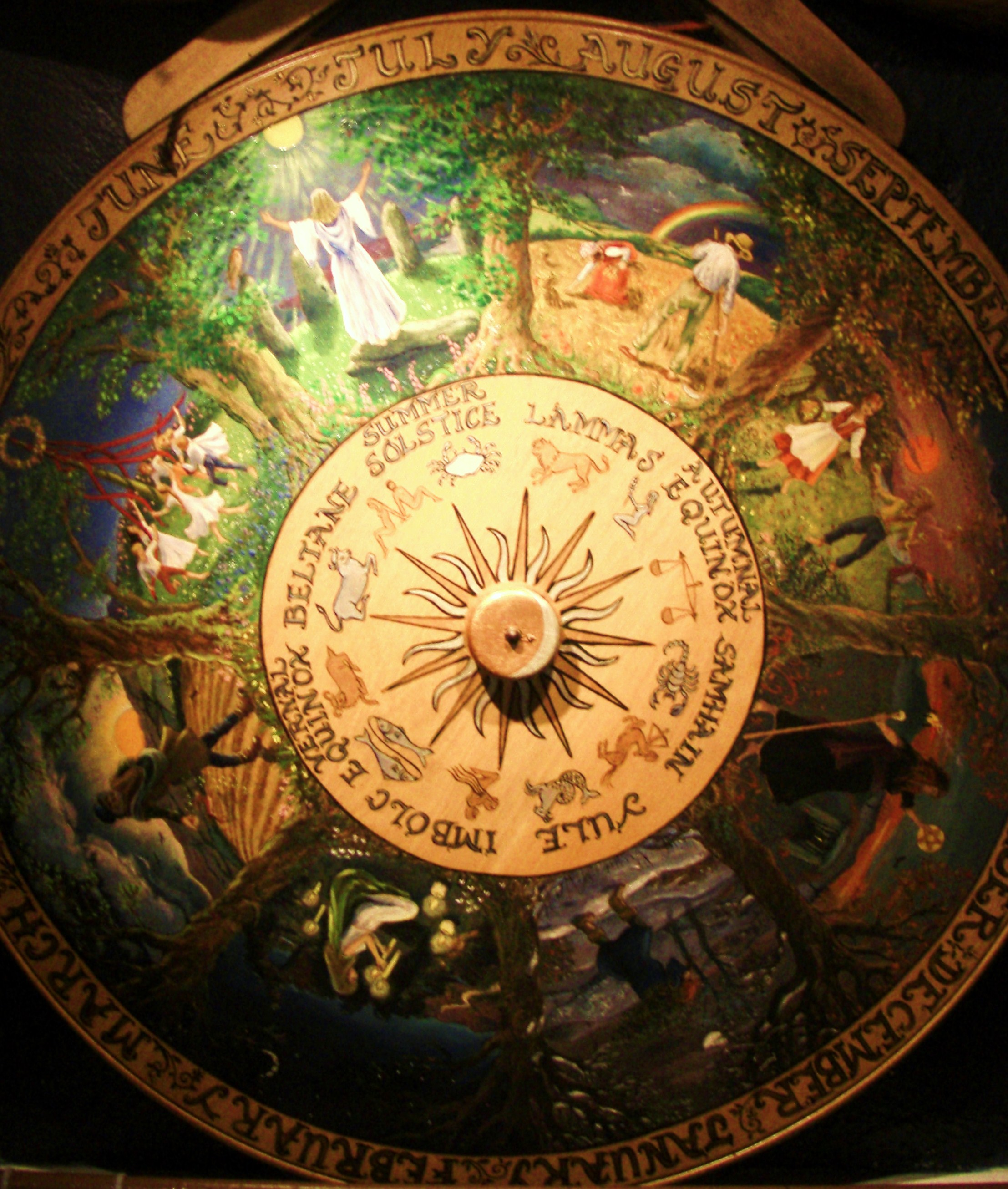
Neopaganer Jahreskreis

Der Ethnopsychologe Holger Kalweit schrieb in Traumzeit und innerer Raum: „Für die Magie ist alles mit allem verbunden, eins ersetzt das andere, das Gesetz des pars pro toto regiert, und das Bewusstsein besitzt, einer gigantischen Telefonzentrale gleich, Zutritt zu allen anderen Bewusstseinsebenen. Um diese Ebene der Erfahrung zu erreichen, fordern alle mystischen Schulen die vorübergehende Vernichtung des »normalen« Bewusstseins und die Aufhebung des rationalen Denkens durch mentale Techniken. Bewusstseinsleere lässt eine alternative Daseinsweise zum Durchbruch kommen, verschafft Zugang zur Existenzebene des transpersonalen Erlebens.“
Zu den „magischen Techniken“ (Arnold Gehlen) gehören veränderte Bewusstseinszustände. „Magische Arbeit“ wird meist in Trancezuständen oder in meditativen Zuständen, welche die persönliche Identifikation transzendieren, durchgeführt. Einige Techniken der Magie sind überwiegend psychologisch zu verstehen, dienen der Erforschung und Beherrschung des eigenen Inneren sowie der Bewusstwerdung unbewusster Strukturen, um das Selbst zu entwickeln. Dadurch soll die Realität nach dem eigenen Willen gestaltet werden.
Ein früh anzutreffendes Element magischer Praktiken waren Buchstaben und unverständliche Zauberworte. Dazu gehört insbesondere die Magie des Namens. Es geht dabei um eine Kommunikation zwischen dem Magier und dem Göttlichen. Dem magischen Gelingen dieser Kommunikation liegt die Vorstellung zu Grunde, dass eine wesenhafte Beziehung zwischen dem Namen und dem Träger des Namens besteht. Wer den Namen eines Dämons oder Gottes kennt, beherrscht auch diesen Dämon oder Gott.
Daher ist es wichtig, den richtigen Namen zu treffen. Den Grundsätzen des Wortzaubers entspricht die Tendenz zum verdunkelten und dunklen Wort. Die geheimnisvolle Macht der Zauberformeln liegt gerade in ihrer Unverständlichkeit. Iamblichos (4. Jahrhundert) schrieb in De Mysteriis, dass die bedeutungslosen Wörter und Namen eine nur den Göttern verständliche Bedeutung zukomme. Gerade der Umstand, dass die Namen dem menschlichen Verstand unzugänglich und unverständlich bleiben, mache sie erhabener, heiliger und ehrwürdiger, als dass wir schwachen Menschen sie erfassen könnten.
Die Alphabetreihe galt in der Antike als mächtiger Schriftzauber. Daneben gab es die Kontraktionen, beim Alphabet ΑΩ, bei den nomina sacra der erste und letzte Buchstabe, das Anagramm, Palindrome und glossolalische Vokal- und Konsonantenreihen. Reiches Material bieten dafür die Inschriften auf den nordischen Goldbrakteaten.
Die moderne westliche Magie arbeitet hierbei oft nicht mit auf diesen Kulturkreis beschränkten Systemen und Praktiken, sondern bezieht auch Symbole und Systeme anderer Kulturen mit ein, so werden insbesondere Elemente aus dem indischen Yoga und der jüdischen Kabbala aufgenommen und abgewandelt.

## Formen der Magie
Man unterscheidet die verschiedenen Formen der Magie nach ihren Zwecken, den Zielen (also an welche Art von Mächten die Magie sich richtet) und nach ihren Mitteln.

### Zwecke

#### Weiße und schwarze Magie
Eine geläufige Unterscheidung magischer Formen nach dem Zweck ist die in weiße und schwarze Magie. Mit weißer Magie soll ein wohltätiger Nutzen für Einzelne oder Gruppen erzielt werden, ausschließlich mit der Ausrichtung, Gutes und Heilung in der Welt im Allgemeinen und seinem Nächsten gegenüber im Besonderen zu bewirken. Zu den weißmagischen Praktiken zählen im volkstümlichen Sinne Abwehr- und Schutzzauber, Heilzauber, Fruchtbarkeitszauber, Glückszauber, Wahrsagen, Wetterzauber.

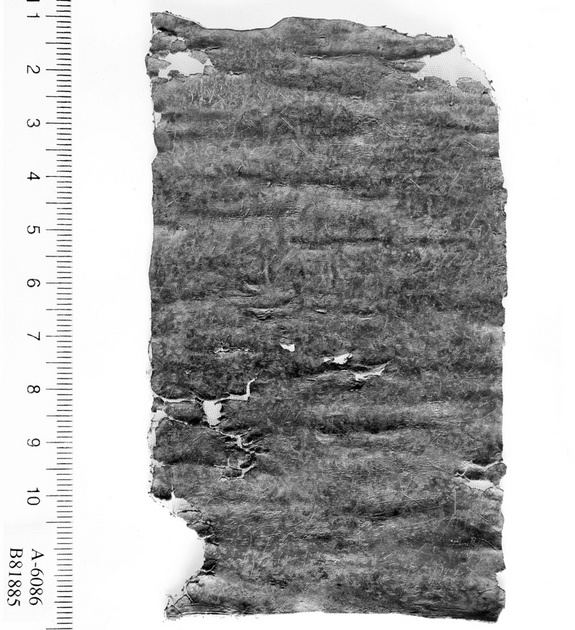
Fluchtafel mit griechischem Text auf Blei (Jerusalem, 4. Jhdt.)

Schwarze Magie bezeichnet den Versuch, mittels Magie Schaden zu verursachen, was allgemein als Schadenzauber bezeichnet wird.
Schwarze Magie ist aber darüber hinaus durch ihre Verwerflichkeit gekennzeichnet. Nicht jeder Schadenzauber muss als verwerflich betrachtet werden, da in manchen Kulturen Schadenzauber dazu dient, unsoziales Verhalten zu sanktionieren. Darüber hinaus kann die Furcht vor Schadenzauber unterdrückten und marginalisierten Gruppen als Schutz dienen. Ob solche Praktiken dann als „schwarze Magie“ betrachtet werden, ist eine Frage der Perspektive. Zum Beispiel waren aus Sicht der schwarzafrikanischen Sklaven in den westindischen Kolonien Praktiken wie Voodoo oder Obeah ein Schutz, da auch die weißen Pflanzer sich vor Verhexung fürchteten. Aus deren Sicht waren die Zauberpraktiken ihrer Sklaven natürlich „schwarze Magie“.
Weitere Zwecke, zu denen Magie gebraucht werden kann:

#### Angriff
Ein magischer Angriff wird wie gesagt allgemein als Schadenzauber bezeichnet. Bedient der Zauber sich (hauptsächlich) verbaler Mittel, zum Beispiel dem Aussprechen einer bestimmten Formel, so spricht man von einem Fluch. Ein Fluch kann auch aufgeschrieben werden und das Geschriebene versteckt oder zeremoniell verbrannt werden, wie etwa bei den antiken Fluchtafeln. Eine weitere in zahlreichen Kulturen gefürchtete Form des Schadenzaubers ist der Böser Blick. Darüber hinaus gibt es sehr zahlreiche, nach Kultur und Region verschiedene Formen des Schadenzaubers, beispielsweise Glám dícenn, eine von einem Druiden oder Barden ausgeführte rituelle Verfluchung bei den irischen Kelten, oder Sanguma, eine Form von Behexung in Papua-Neuguinea.

#### Schutz

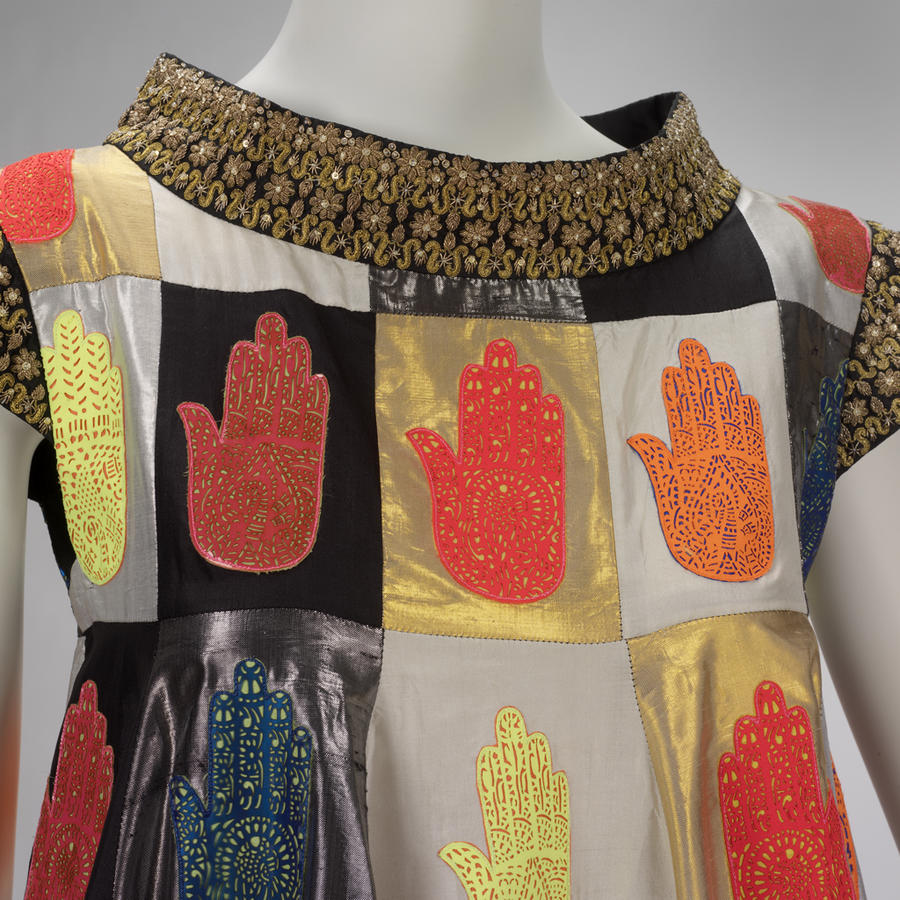
„Hand der Fatima“-Ornament auf einem Kleid

Ein magischer Angriff kann durch entsprechende Schutzmittel abgewehrt werden. Als Gegenteil eines Fluches gibt es da zunächst einmal den Segen, also eine gesprochene Formel oder ein Gebet, eventuell eingebettet in einen Ritus, der den Gesegneten vor bestimmten oder unbestimmten Anfechtungen schützen soll. Weiter gibt es Amulette, die den Träger zum Beispiel vor dem Bösen Blick schützen sollen und die in verschiedenen Formen und Ausprägungen praktisch aus jeder Kultur vom Altertum bis in die Gegenwart bekannt sind, etwa das Nazar-Amulett oder Abbildungen der sogenannten Hand der Fatima. Amulette sind eine Form des Apotropaions, also eines das Böse abwehrenden Gegenstands. Daneben gibt es auch apotropäische Plastiken, die an Gebäuden angebracht werden und die Bewohner vor Unheil schützen sollen. Bekannt sind hier die grotesken Figuren an Kirchen des Mittelalters, zum Beispiel die Sheela-na-Gig an irischen Kirchen. Und schließlich gibt es noch apotropäische Handlungen, zum Beispiel das Zeigen der Feige oder das Erzeugen von Lärm zum Vertreiben der bösen Geister, zum Beispiel im Silvesterbrauchtum.

#### Abwehr
Während die oben beschriebenen Formen des Schutzes vor magischen Angriffen darauf ausgerichtet sind, vorbeugend eine zukünftige Schadwirkung zunichtezumachen, richtet sich der Gegenzauber gegen einen bereits erfolgten magischen Angriff. Der Gegenzauber kann durch eine Umlenkung der Schadwirkung erfolgen, etwa auf einen Gegenstand oder ein Tier, er kann sich gegen den Verursacher richten. Wenn der Verursacher kein Mensch, sondern ein Geistwesen ist, so spricht man von einem Exorzismus. In diesem Fall kann ein mächtigeres Geistwesen angerufen werden, um den Verursacher zu überwinden. So wird im christlichen Exorzismus zum Beispiel Gott angerufen, um Satan und seine Dämonen zu vertreiben.

#### Heilung
Wird ein Dämon oder ein Schadzauber als Verursacher von Krankheiten angenommen, so kann der Heilzauber als Form des Abwehrzaubers betrachtet werden. Formen einer auf Heilung ausgerichteten Magie sind seit dem Altertum belegt (z. B.in der Bibliothek des Aššurbanipal) und existieren in allen Religionen. In den polytheistischen Religionen gibt es typischerweise einen oder mehrerer Heilgottheiten, zum Beispiel Apollon und Asklepios bei den Griechen. Im Christentum gehört die magische Heilung von Krankheiten durch die von Jesus selbst vollzogenen Heilungswunder von Anfang an dazu, etwa indem er einem Blinden Spucke in die Augen streicht und ihn so heilt (Mk 8,23 ), weiter mit den von den Aposteln und Heiligen vollbrachten Wunderheilungen, was geradezu zum Kennzeichen der Heiligkeit und zur Vorbedingung der Heiligsprechung wird, bis hin zu den bis heute in verschiedenen christlichen Sekten praktizierten Geistheilungen. Einen politischen Aspekt haben Heilungswunder bei der den französischen und englischen Königen des Mittelalters zugeschriebenen Fähigkeit, als Thaumaturgen zu wirken, indem man ihnen nachsagte, durch Berührung die Skrofeln heilen zu können. Magische Mittel waren bis in die Neuzeit Teil der medizinischen Behandlung und werden als Teil der Volksmedizin bis in die Gegenwart verwendet.

#### Zuneigung

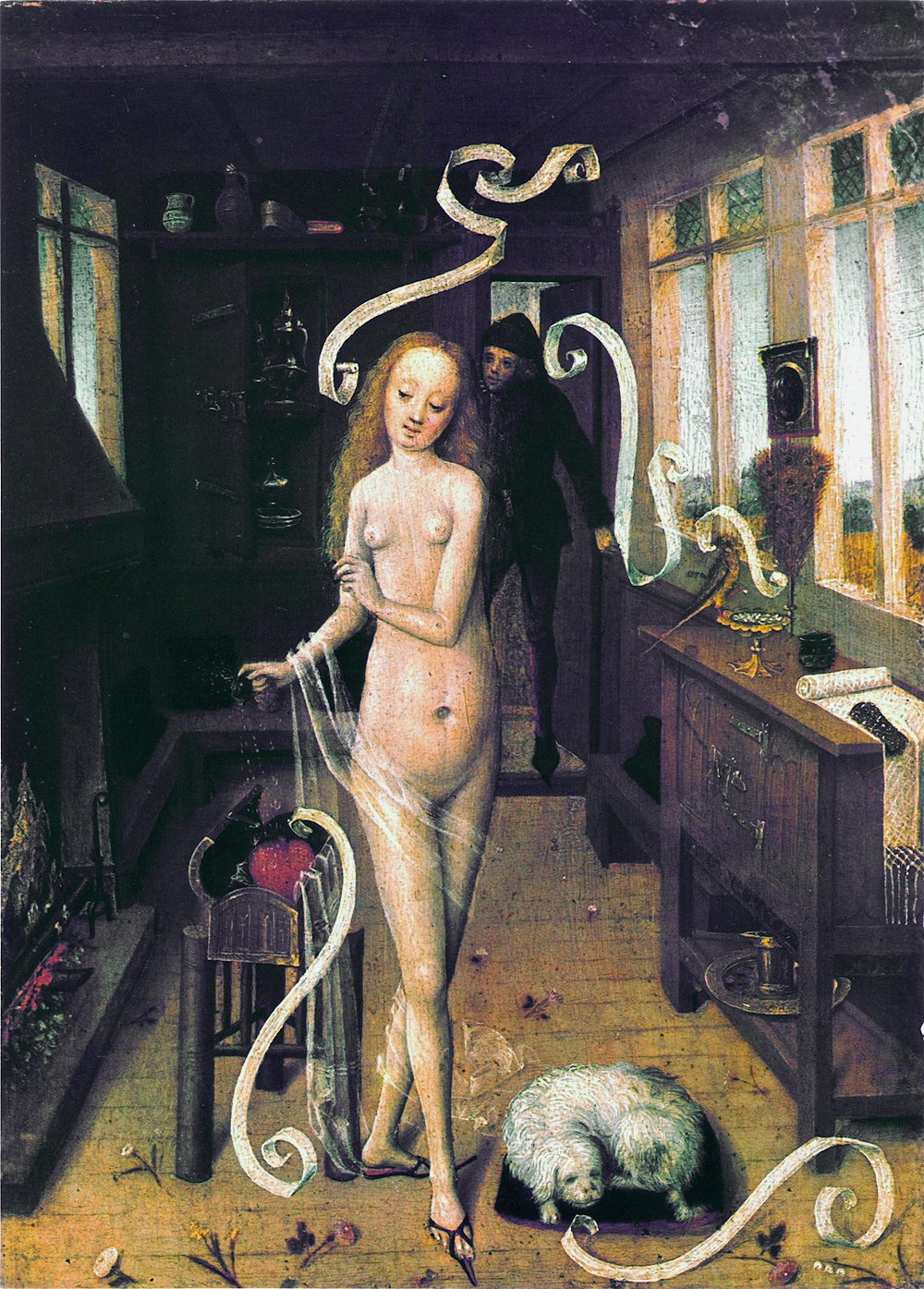
Liebeszauber (niederrheinischer Meister, 1470/1480)

Der Liebeszauber, die auf das Erlangen von Zuneigung gerichtete Magie, ist wohl so verbreitet wie das Problem der nicht erwiderten Liebe. Die verwendeten Mittel sind die Verabreichung eines Liebestranks (in der Antike Philtron genannt) oder das Platzieren eines magisch präparierten Gegenstandes (Amulett, Schriftrolle etc.) in der möglichst unmittelbaren Nähe des Zielobjekts. Teilweise werden durchaus ausgefeilte Rituale verwendet, zum Beispiel im anatolischen Kız bağlama („Mädchenbinden“). Aufgrund der möglichen Komplikationen beim Ausüben eines Liebeszaubers ist dieser seit der Antike (vgl. Herakles und Deïaneira) ein beliebtes literarisches Motiv. Eine der bekanntesten Gestaltungen ist die Geschichte von Tristan und Isolde.

#### Reichtum
Neben dem Erlangen von Liebe ist auch der Erwerb von Reichtum ein vorrangiges menschliches Ziel. Das Auffinden eines Schatzes ist, was das Verhältnis von Aufwand und Ertrag anbelangt, besonders erstrebenswert. Dabei sollte Magie helfen, insbesondere dann, wenn ein solcher Schatz einen magischen Hüter hatte, zum Beispiel einen Zwerg oder einen Drachen wie jenen Fafnir, der in der Siegfriedsage den Nibelungenhort bewacht. In der umfangreichen Zauberliteratur der Neuzeit werden dann zahlreiche Verfahren angegeben, wie ein Schatz mit Hilfe einer Wünschelrute oder eines Schatzspiegels ausfindig zu machen ist und was bei dessen Hebung zu beachten ist, damit der Schatz nicht verschwindet oder sich in einen Haufen Abfall verwandelt.
Auch bei anderen sehr gewinnbringenden Tätigkeiten, deren Gelingen weitgehend vom Glück abhängt, spielen Magie und Aberglaube traditionell eine besondere Rolle, so im Bergbau und in der Seefahrt. Auch bei anderen Tätigkeiten, bei denen es auch auf Glück oder das Vermeiden von Unglücken ankommt, kann Magie hilfreich sein, so bei der Jagd (Jagdmagie) und im Ackerbau.
Statt vorhandene Reichtümer aufzufinden, verfolgte man auch die Möglichkeit, Reichtümer zu erschaffen. Ein Höhepunkt dieses Bemühens war die vor allem in der frühen Neuzeit sehr weit verbreitete Alchemie, die versuchte, durch Transmutation Blei in Gold zu verwandeln.

#### Verwandlung
Die Metamorphose, also die Verwandlung beispielsweise eines Menschen in ein Tier, ist in Mythologie und Märchen häufig, wo sie häufig als Bestrafung, als Folge einer Verwünschung durch einen Gott bzw. einen Zauberer erscheint. Als magische Praxis spielt sie in der westlichen Esoterik und in der Zauberliteratur keine nennenswerte Rolle. Im Volksglauben und in der Literatur erscheinen in Tiere verwandelte Menschen als furchterregende, dämonische Wesen, bekannt sind hier die Werwölfe und die Vampire, denen man nachsagte, sich in Fledermäuse verwandeln zu können. In naturnahen Kulturen, in denen Tiere als beseelt gedacht werden und als Totemtiere Ahnengeister verkörpern, wird über Tierverwandlungen nicht so negativ gedacht.
Dem Wunsch, als etwas anderes zu erscheinen, ist der Wunsch verwandt, gar nicht zu erscheinen, also unsichtbar zu sein. Der keltische Fíth-fáth-Zauber scheint geradezu eine Mischform zu sein, insofern ambivalent ist, ob es sich um eine Tierverwandlung oder einen unsichtbar machenden Nebel handelt. Unsichtbarkeit kann nützlich sein, wenn es darum geht, etwas zu stehlen oder sich einem Feind unvermerkt zu nähern, zum Beispiel in der griechischen Mythologie dem Helden Perseus, dem es unter Verwendung einer Tarnkappe gelingt, der Gorgone Medusa den Kopf abzuschlagen.

#### Wissen

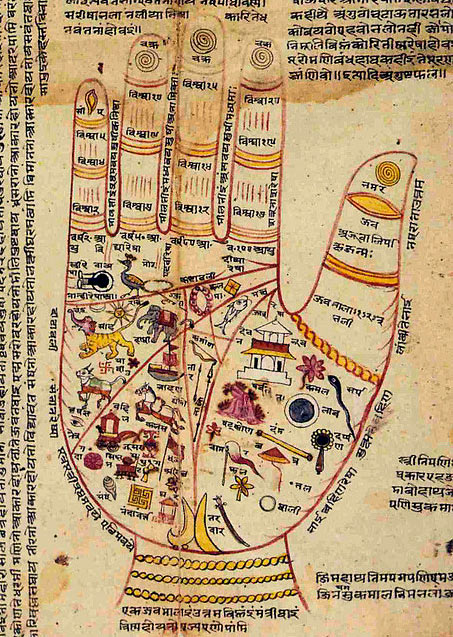
Diagramm zur indischen Chiromantie

Geradezu unüberschaubar ist die Zahl der magischen Praktiken, die auf die Gewinnung von Wissen ausgerichtet sind, und die unter dem Oberbegriff Wahrsagen oder auch Mantik zusammengefasst werden. Jeder mehr oder minder zufällige Prozess kann verwendet werden, um den Willen der Götter oder einfach die Zukunft zu erfahren:
- Aeromantie: Weissagen aus der Luft
- Alectryomantie: Weissagen aus dem Verhalten eines Vogels, zum Beispiel eines Körner aufpickenden Huhns
- Anthropomantie: die Zukunft wird aus den Eingeweiden geopferter Menschen gelesen
- Arithmomantie: Weissagen aus den Zahlenwerten von Namen und Wörtern nach Wert oder numerologischer Bedeutung
- Auspizien: Weissagen aus dem Flug der Vögel
- Chiromantie: Handlesen, Weissagen aus den Linien der Hand
- Gastromantie: Weissagen aus durch ein Hohlgefäß verzerrten Geräuschen, magische Bauchrednerei, die Praktikanten nannte man Engastrimanten
- Geomantie: Weissagen aus den Formen der Erde und den Mustern des Bodens
- Hydromantie: Weissagen aus dem Wasser
- Ichthyomantie: Weissagen mit Hilfe von toten und lebenden Fischen sowie Fischeingeweiden
- Kapnomantie: Wahrsagen aus dem Rauch eines Feuers
- Kaptromantie: spezielle antike Form der Hydromantie
- Katoptromantie: Weissagen aus einer spiegelnden Wasserfläche, Form der Hydromantie
- Kristallomantie: Weissagen aus den Formen auf einer Licht spiegelnden oder brechenden Fläche, zum Beispiel in einer Kristallkugel
- Leconomantie: Weissagen aus dem Flüssigkeitsspiegel in einem Becken mit geweihtem Wasser oder Öl, Form der Katoptromantie
- Omphalomantie: Weissagen aus den Knoten der Nabelschnur eines Kindes
- Oneiromantie: Weissagen aus Träumen, eine im keltischen Irland praktizierte Form war das Tarb-feis
- Onimantie: Weissagen aus der Nageloberfläche
- Onomantie: Weissagen der Zukunft eines Namensträgers aus dem Zahlenwert der Namensbuchstaben, Form der Arithmomantie
- Pyromantie: Weissagen aus dem Feuer
- Rhabdomantie: Weissage mit Hilfe von Stäben, Stöcken oder dergleichen
- Stichomantie: Weissagen aus einer zufällig gewählten Stelle in einem heiligen Text, zum Beispiel der Bibel (Bibelstechen) oder in der Antike Homer (Homeromantie)

In Altertum und Antike waren Orakel an einen Ort und bestimmte Personen gebundene Formen der Weissagung. In einem etwas anderen Sinn ist ein Orakel ein Form der Mantik, der auf einem ein Zufallsereignis produzierenden Prozess beruht. Nach den Prozessen bzw. den verwendeten Materialien kann man folgende Orakelformen unterscheiden:
- Knochen: Aus den zufälligen, auf erhitzten Knochen entstehenden Sprüngen wurde im alten China ein Orakelergebnis gelesen. Bevorzugt wurden dafür Schildkrötenpanzer verwendet.
- Münzen: Das Werfen einer Münze ist auch heute noch eine beliebte Methode, eine Entscheidung zu finden. Eine in China seit dem Altertum verwendete Orakelform ist das I-Ging-Orakel, bei dem durch Münzwurf oder mit Hilfe von Schafgarbenstengeln ein Spruch aus dem I Ging ausgewählt wurde, es handelt sich also um eine Form der Stichomantie.
- Karten: Kartenlegen, Tarot
- Kaffeesatz (Kaffeedomantie), Teeblätter
- heiße Flüssigkeiten werden in Wasser gegossen, wo sie erstarrend zufällige Formen bilden: Verwendet wird Wachs (Wachsgießen, Ceromantie) und Blei (Bleigießen, Molybdomantie).
- Gläserrücken: Durch unwillkürliche Bewegungen der aufgelegten Hände wird ein umgekehrt auf einen Tisch gestelltes Glas in Bewegung gesetzt. Auf dem Tisch sind bestimmte Positionen mit Wörtern oder Buchstaben markiert, zu denen das Glas sich bewegt und aus denen sich dann nach und nach eine „Antwort“ ergibt. Ein ganz ähnliches Verfahren liegt dem sogenannten Ouija-Brett zugrunde.
- Planchette: Ein Gerät zum automatischen Schreiben, im Prinzip ähnlich dem Ouija-Brett, nur wird hier kein Zeiger zu vorgegebenen Buchstaben geführt, sondern ein Stift wird für den Schreibenden unsichtbar über ein Papier bewegt, wodurch dann der Deutung offene, meist wirre Zeichenfolgen entstehen.

### Ziele
Je nachdem, an welche Art von Wesenheit der Magier sich wendet, wird die Form der Magie unterschiedlich kategorisiert und bewertet. Diese Bewertung kann durchaus subjektiv sein: Was für den einen Theurgie ist, ist für den anderen Teufelsbeschwörung.

#### Naturwesen und -kräfte
In den Religionen naturnaher Kulturen, in denen Pflanzen, Tiere und auch Dinge (z. B. Steine) als beseelt gedacht werden (Animismus), wendet sich der Magier, der in solchen Kontexten oft als Schamane bezeichnet wird, naturgemäß an die entsprechenden Wesenheiten, zum Beispiel in der Jagdmagie je nachdem entweder an die Seele des Beutetieres — magisch-religiöses Handeln in diesem Zusammenhang ist seit der Steinzeit bezeugt, etwa in den sogenannten Bärenbestattungen — oder an eine übergeordnete Wesenheit wie den Herrn der Tiere.

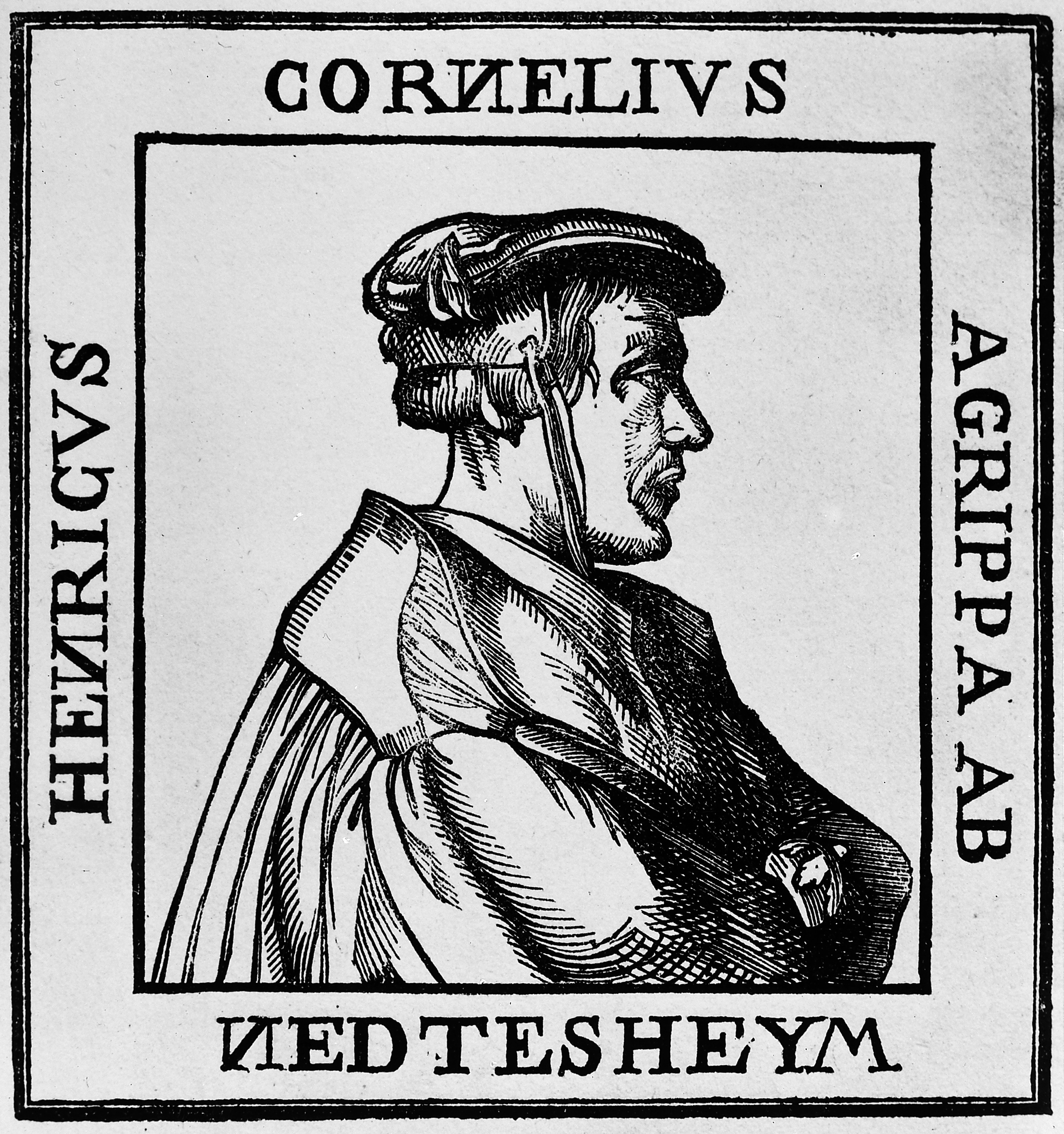
Agrippa von Nettesheim

In der westlichen Esoterik wurzelt der Glaube an Naturgeister in der Dämonologien des spätantiken Neuplatonismus und wurde dann von Gelehrten der frühen Neuzeit aufgegriffen und systematisiert. Hier sind vor allem zu nennen Agrippa von Nettesheim und Paracelsus, welche eine den vier Elementen der Antike analoge Ordnung der Naturgeister aufstellten, die seither auch als Elementargeister bekannt sind: Salamander sollen im Feuer leben, Nymphen im Wasser, Sylphen in der Luft und Gnome in der Erde. Die Existenz von Elementargeistern fand in der Romantik und später bei den Okkultisten des 19. Jahrhunderts Interesse — die Theosophische Gesellschaft wurde unter anderem zur Erforschung der Elementargeister gegründet — und fand von dort in die Schriften Rudolf Steiners und die von ihm begründete Anthroposophie.
Was die magisch-religiöse Praxis betrifft, so ist die Rolle des Menschen gegenüber den Naturgeistern so wie auch gegenüber der Natur die des Störers. In der Verantwortung des Magiers liegt es dann, die Naturgeister zu besänftigen bzw. diesen vorbeugenden Respekt zu erweisen. Das ist auch die Funktion des Priesters im japanischen Shintō, dessen Aufgabe es ist, den Umgang mit den Kami, den sehr zahlreichen Naturgottheiten, gedeihlich zu gestalten. In Europa ist der Glaube an Elfen, Trolle und „kleines Volk“, auf die Rücksicht zu nahmen ist, bis in die Gegenwart durchaus verbreitet, zum Beispiel auf Island, wo Erla Stefánsdóttir als „Elfenbeauftragte“ durch die deutsche Presse ging.
Eine besondere Rolle im Verhältnis des Menschen zur Natur spielt das Wetter. Dementsprechend gibt es in zahlreichen Religionen Wettergötter und bei weiterer Spezialisierung Donnergötter, die mit geeigneten Ritualen gewogen zu machen sind, zum Beispiel durch einen Regentanz. Da das Wetter mit seinen Auswirkungen auf die Landwirtschaft stark kalenderabhängig ist, stand die Entwicklung des Kalenders am Anfang der Zivilisation, damit die Astronomie, die in ihren Anfängen auf das Engste verknüpft war mit Astrologie und Magie.

#### Sterne und Planeten
In den kosmologischen Vorstellungen des Altertums und der Antike bestand der Kosmos aus verschiedenen Sphären, nämlich einmal dem sublunaren Bereich („unter dem Mond“) mit den Sphären der vier Elemente, mit der Erde den wechselnden meteorologischen Erscheinungen und andererseits dem supralunaren Bereich („über dem Mond“) mit den Sphären der Planeten (zu denen auch Sonne und Mond zählte und die seit dem Altertum mit verschiedenen Göttern identifiziert wurden) und schließlich der Sphäre der Fixsterne. Jenseits der Fixsternsphäre sollte sich das Empyreum befinden, eine Sphäre göttlichen Lichts.

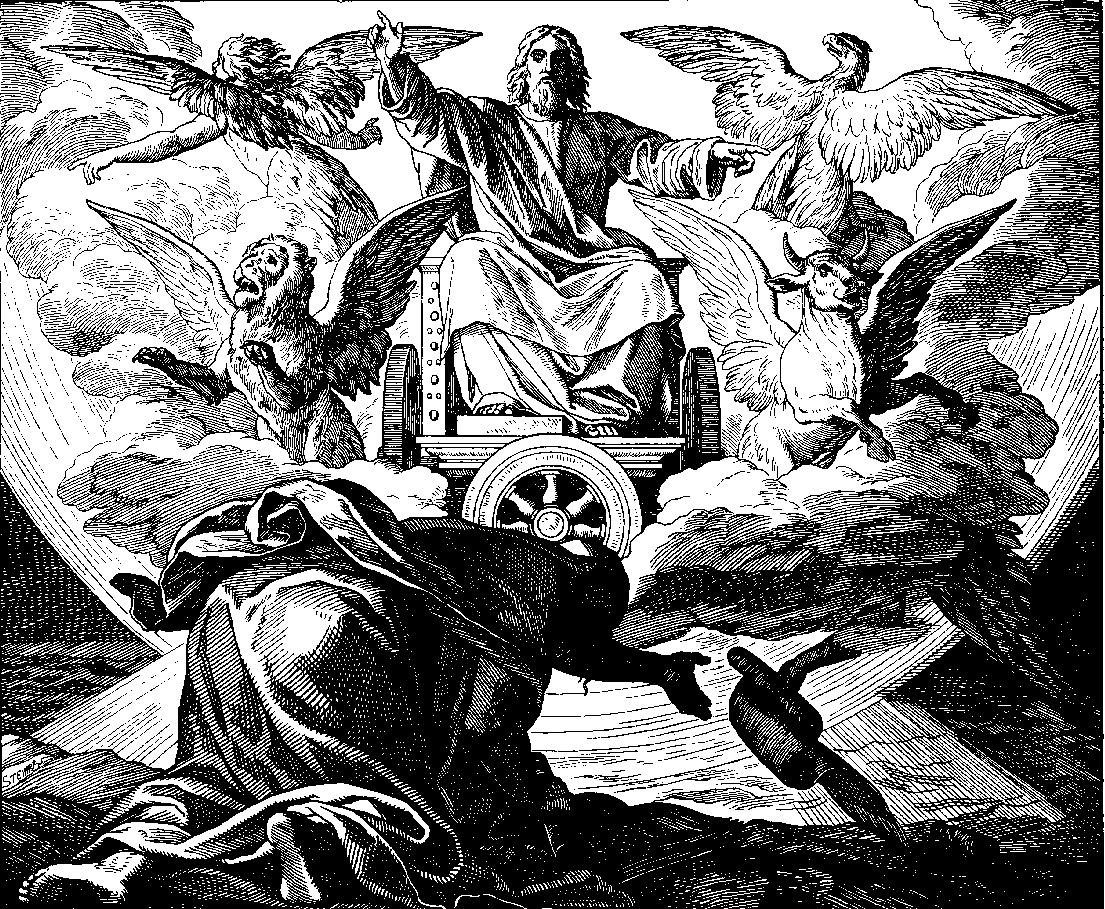
Ezechiel blickt in die Thronwelt (Julius Schnorr von Carolsfeld, 1860)

Der Beobachtung und Interpretation der Vorgänge in den supralunaren Sphären widmete sich die Astrologie. Geht es aber nicht mehr um reine Beobachtung, sondern um ein Eingreifen, speziell ein Eindringen in diese Sphären, so spricht man von Astralmagie. Eine besondere Bedeutung hatte diese Form der Magie in der jüdischen Merkaba-Mystik, in der es um den „Aufstieg in die Thronwelt“ geht, also eine Seelenreise in den Bereich jenseits der Fixsterne, in der sich der Thron Gottes befindet, der entsprechend der Vision des Ezechiel beschaffen sein soll. Die Reise in die Thronwelt wird als gefahrvoll beschrieben. Es sind dabei die Torwächter der sieben Planetensphären zu überwinden, mächtige und dem Reisenden übelwollende Geistwesen, was nur gelingt, wenn der Astralreisende die richtigen Namen und Formeln parat hat.
Ähnliche Vorstellungen gab es bei den Gnostikern und den Hermetikern, bei denen die Torwächter die Archonten waren und das Ziel des Aufstiegs das Pleroma.

Das magische Quadrat des Saturn, schon im Alten China als Lo Shu bekannt.

Die Torwächter der Planetensphären galten als mächtige Wesen, woraus sich in der mittelalterlichen und neuzeitlichen Magie das Bestreben ergab, sich diese Mächte zunutze zu machen. Die Machtattribute entsprechen dabei der astrologischen Interpretation der Planeten, Jupiter war also für Reichtum zuständig, Venus für Liebe usw. Für die sich daraus herleitende Planetenmagie ist die Picatrix, eine arabische Sammlung magischer Texte, die in lateinischer Übersetzung im Mittelalter Verbreitung fand, eine bedeutende Quelle. Eine weitere wichtige Schrift ist De occulta philosophia des Agrippa von Nettesheim, der für die einzelnen Planeten Dämonennamen, Engelsnamen, Sigillen und jeweils ein magisches Quadrat angibt, also alles, was der Magier braucht, um sich der Hilfe der Planetengeister zu versichern.

#### Engel, Schutzgeister und andere Geistwesen
Neben den Planetenengeln oder -dämonen gab es zahlreiche andere Geistwesen, an die sich der Magier wenden konnte. Neben Engeln und Dämonen — wobei die Unterscheidung wie oben schon erwähnt durchaus von der Perspektive des Betrachters abhängen kann — kann man sich an einen Schutzgeist wenden, der jeweils für einen bestimmten Bereich zuständig ist, einen Ort (zum Beispiel der Genius loci in der Antike oder die Hausgeister des Volksglaubens), eine Gemeinschaft oder eine Person. Solche Schutzgeister gibt es sowohl in ethnischen Religionen als auch im Christentum in Form lokaler Heiliger, Stadtpatronen, Heiliger für bestimmte Berufsgruppen, Probleme oder Krankheiten und schließlich den persönlichen Schutzengel. All diese Schutzgeister oder -heiligen können mittels magischer Praktiken der Volksreligion bzw. des Volksglaubens angerufen und für persönliche Belange eingesetzt werden.
Anspruchsvollere Magier bedienten sich der seit Erfindung des Buchdrucks in großer Zahl erscheinenden Zauberliteratur, die ähnlich wie bei Agrippa von Nettesheim für jedes Anwendungsfeld die passenden Engelsnamen, Sigillen etc. bereitstellte. Eines dieser Werke ist das Buch der wahren Praktik in der uralten göttlichen Magie das im 14. Jahrhundert von einem Juden namens Abraham von Worms auf Hebräisch verfasst sein will und 1725 auf Deutsch erschienen ist. Auf seinen weiten Reisen durch Europa und Orient will der Verfasser in Ägypten von einem Weisen namens Abramelin über uralte und hochwirksame Formen der Magie belehrt worden sein. In Buch III seines Werkes beschreibt er ein Verfahren, wie man unter dem Patronat des „Heiligen Schutzengels“ dienstbare Geister gewinnt. Der Text gelangte 1897 durch die Übersetzung von Samuel Liddell MacGregor Mathers ins Englische, wo er eine erhebliche Wirkung entfaltete und über den Golden Dawn zu Aleister Crowley gelangte, der mit der Beschwörung der Abramelin-Geister experimentierte und dabei gemischte Erfahrungen machte.

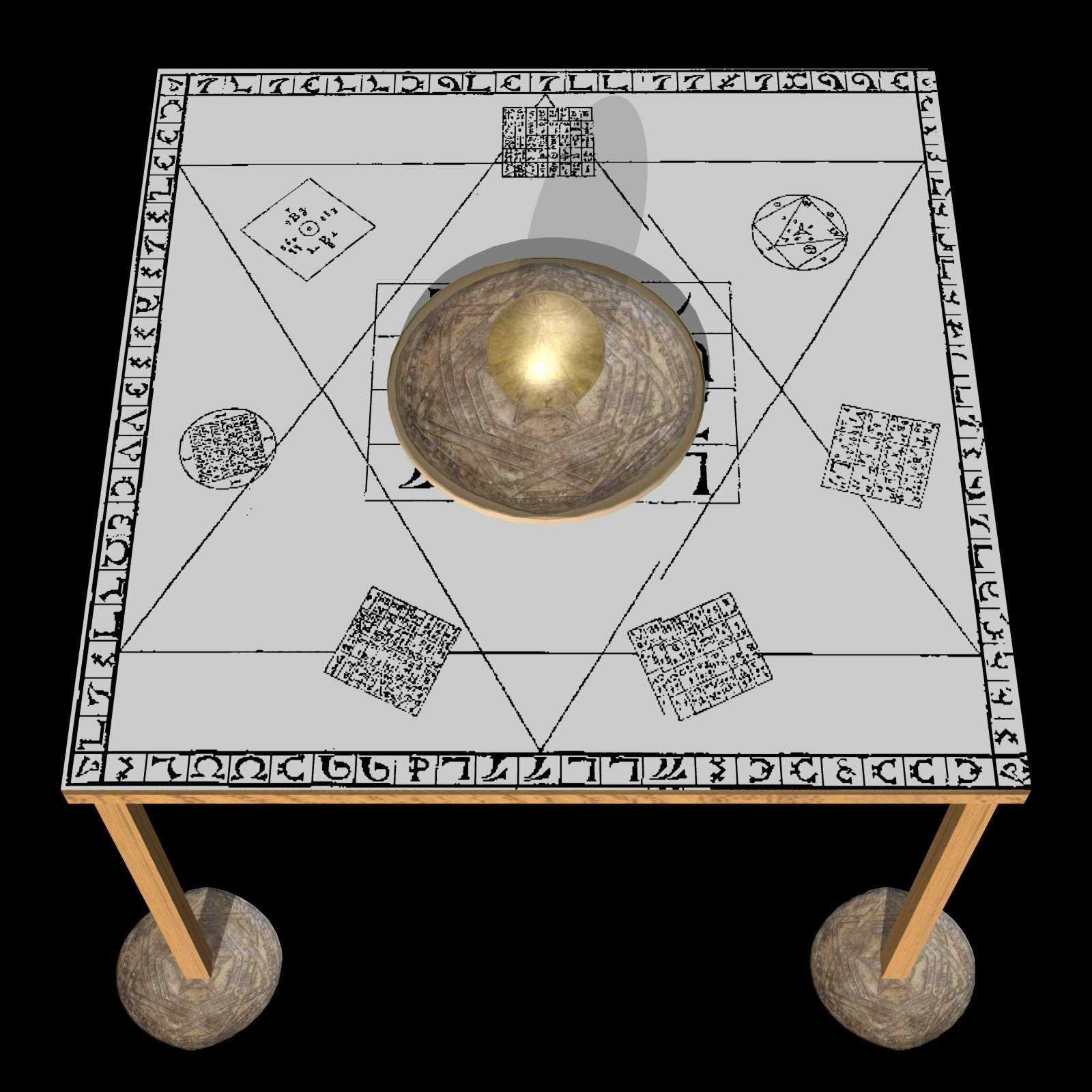
Rekonstruktion des von John Dee verwendeten Heiligen Tisches

Eine weitere Traditionslinie der Engelbeschwörung geht auf John Dee zurück, einen britischen Gelehrten und Magier der elisabethanischen Zeit, der zusammen mit dem Medium Edward Kelley zwischen 1582 und 1587 eine Reihe von magischen Operationen ausführte, die er protokollierte und deren Aufzeichnungen erhalten sind. In diesen Sitzungen wurde ihnen die henochische Sprache offenbart, eine magische Sprache mit eigenem Alphabet, Wortschatz und Grammatik. Auch diese Überlieferungen fanden Eingang in die Traditionen des Golden Dawn.

#### Götter
Götter oder eine einzelne Gottheit bilden den obersten Rang in den verschiedenen Religionen. Allerdings sind solche Rangordnungen häufig unklar und werden erst durch eine Außensicht etabliert, das heißt, ob ein Geistwesen in einer ethnischen Religion von einem Forscher als Gottheit, Dämon oder als Ahnengeist klassifiziert wird, gibt zunächst dessen Außensicht wieder. Ob eine solche Unterscheidung der Innensicht der Praktizierenden der Religion entspricht und ob eine solche Unterscheidung für diese überhaupt von Bedeutung ist, bleibt oft unbestimmt.
Götter als die mächtigsten Wesen in einem Glaubenssystem wären jedenfalls bevorzugte Ziele für magische Operationen, wäre da nicht das Problem der Unterscheidung von religiösem und magischem Handeln. Dass ein beobachtender Ethnologe eine Handlung aufgrund dieser und jener Umstände als „magisch“ klassifiziert, reicht hier nicht aus. Wenn man nach Max Weber (siehe oben) den Unterschied am „mechanischen“ Zusammenhang zwischen Operation und Resultat festmacht, einen „magischen Gotteszwang“ also nur dann konstatiert, wenn eine Handlung (z. B. ein Opferritual für einen Gott) ein gewünschtes Ergebnis stets nach sich zöge oder bei Nichterfüllung die Gottheit zur Rechenschaft gezogen werden kann, wird man dergleichen kaum finden, außer vielleicht im Katholizismus, da nach katholischem Dogma die Sakramente ex opere operato wirken. Ähnliches gilt, wenn man nach Malinowski zwischen „praktisch“ (Magie) und „expressiv“ (Religion) unterscheidet und sich dann fragt, ob das Stiften einer Kerze in einer christlichen Kirche „praktisch“ oder „expressiv“ ist.
Anders liegt der Fall bei der Theurgie („Gottesarbeit“). Als der Neuplatonismus sich ab dem 3. Jahrhundert in der römischen Welt ausbreitete, rezipierte er die Chaldäischen Orakel, ein fragmentarisch überliefertes Lehrgedicht, das Julian dem Theurgen zugeschrieben wird, und das Anweisungen gibt, durch Kult- und Reinigungshandlungen in Kontakt mit den Göttern zu treten und mit deren Hilfe die Erlösung aus den Bindungen der materiellen Welt zu erlangen. Anfangs von führenden Vertretern des Neuplatonismus wie Plotin und Porphyrios abgelehnt, machte Iamblichos von Chalkis die Theurgie zum zentralen Bestandteil einer neuen Philosophie. Er stellte einen scharfen Gegensatz zur Zauberei (goēteía) her. In der Folge fand die Theurgie unter den Neuplatonikern weite Verbreitung und auch der Kaiser Julian zählte zu den Anhängern des Maximos von Ephesos, der so weit ging zu behaupten, dass die theurgischen Rituale nicht nur Vorbereitung auf die Erleuchtung seien, sondern diese direkt bewirken würden, auch gegen den Willen der Götter.
Einen Rückschlag erlitt die Theurgie, als im Gefolge des Augustinus die Theurgie in der nun christlichen Welt zunehmend als Götzendienst betrachtet wurde. Nach dem Schließen der Akademie in Athen im 6. Jahrhundert war die neuplatonische und damit die theurgische Tradition im Wesentlichen erloschen. Eine erneute Rezeption gab es erst in der Renaissance, als Marsilio Ficino die Schriften der Hermetik und des Neuplatonismus ins Lateinische übersetzte. Von dort aus fanden dann Elemente theurgischer Lehren ihren Weg in die Traditionen der westlichen Esoterik der Neuzeit.

#### Dämonen

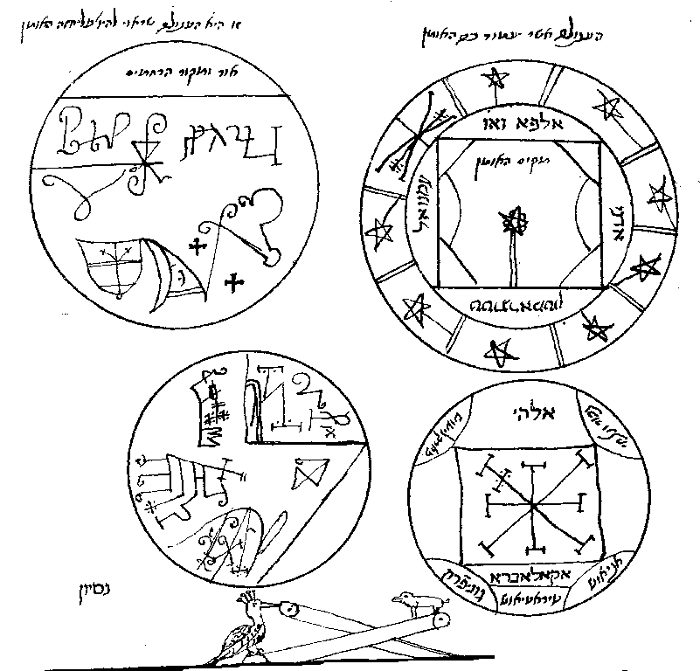
Manuskriptseite aus dem Clavicula Salomonis, einem Grimoire

Wenn es möglich ist, Engel und sogar Götter den eigenen Wünschen gefügig zu machen, so muss das bei Dämonen und Teufeln noch leichter sein, vor allem wenn man sich dabei wiederum der Hilfe Gottes versichert. Man konnte sich dabei auf das Vorbild des Königs Salomo berufen, der dem Testament Salomos zufolge beim Bau des Tempels in Jerusalem die Hilfe von Dämonen in Anspruch genommen hat. Um die Dämonen zu zwingen, muss man deren Namen kennen und natürlich die Namen der Engel, deren Hilfe man benötigt. Dementsprechend sind die Zauberbücher der frühen Neuzeit voll von Namen von Engeln und Dämonen, die sich durch die Endung ‚-el‘ meist einen hebräischen Anschein geben, dazu passende Charaktere und Sigillen. Diese dämonologische Literatur, die dem Leser alle Informationen zum fachgerechten „Höllenzwang“ zu bieten verspricht, wird auch Grimoire-Literatur genannt. Der entsprechende Zweig der Magie wird traditionell auch als Goëtie oder Goetia bezeichnet. Von „Nekromantie“ zu sprechen ist hier eigentlich falsch, da Nekromantie (siehe unten) im engeren Sinn das Wahrsagen mit Hilfe von Totengeistern ist.

#### Tote

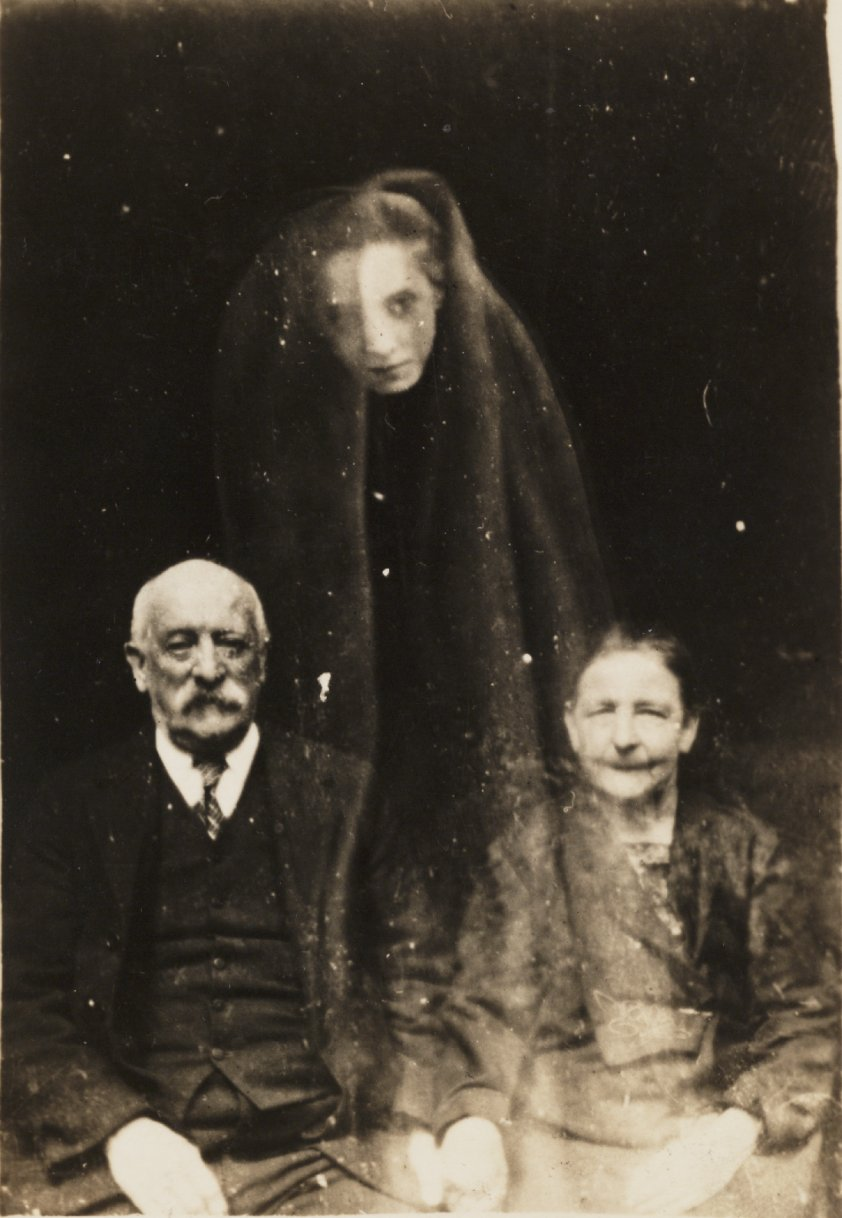
Ehepaar mit Geist einer jungen Frau (Geisterfotografie von William Hope, ca. 1920)

Die Nekromantie, die Beschwörung und Befragung von Totengeistern, hat in der christlichen Kultur einen schlechten Ruf, kann aber auf eine klassische Tradition verweisen, da schon Odysseus und Aeneas sich zu den Toren der Unterwelt begaben, um dort die Geister der Toten zu befragen und sich Weisung zu holen. Die Totenbefragung war auch Teil der griechischen Religion, jedenfalls insofern es in Epirus ein Totenorakel gab, das Nekromanteion. In Form des Spiritismus war die Totenbefragung dann ab dem 19. Jahrhundert überaus populär.

#### Geschöpfe
Neben Geistwesen wie Engeln, Dämonen und Toten, die von einem Magier für seine Operationen in Anspruch genommen werden können, gibt es die Vorstellung, dass ein Magier ein solches Wesen erschaffen kann, um ihm für bestimmte Arbeiten oder allgemein als Helfer zu dienen. Das Geschöpf kann ein Geistwesen oder materiell sein oder scheinen und die Kontrolle des Magiers über sein Geschöpf kann mehr oder minder vollkommen sein.
Hierher gehört (materiell gedachtes) künstliches Leben wie der Golem der jüdischen Mythologie und der Homunkulus der Alchemie (die arabischen Alchemisten sprechen von Takwin). Der Familiaris der Hexe wird nicht als deren Geschöpf betrachtet, sondern als ein von einem Dämon besessenes Haustier (gern eine schwarze Katze). Der Zombie dagegen ist ein von einem Voodoo-Zauber wieder belebter und dessen Willen unterworfener Toter.
So wie der Zombie ursprünglich ein westafrikanischer Totengeist war und inzwischen in der Populärkultur einen erheblichen Wesenswandel mitgemacht hat, stammen auch andere Begriffe ursprünglich aus Mythologie oder Folklore und wurden von westlichen esoterischen Traditionen für deren Zwecke adaptiert. Hierher gehört das aus dem Buddhismus stammende Konzept des Tulpas, das von der Theosophie stark umgeformt wurde zu einem durch einen bewussten oder unbewussten Willensakt des Magiers geschaffenen Geistwesen (in der Chaosmagie entspricht dem der Servitor). Ein anderes Beispiel ist der Egregor, ursprünglich eine Gruppe von Engeln aus den biblischen Apokryphen, inzwischen eine von spirituellen Bewegungen ins Leben gerufene „Gruppenseele“.
Eine weitere Gruppe von in Folklore und Populärkultur erscheinenden Geistwesen ist dadurch gekennzeichnet, dass sie wie der Schutzengel zu einer bestimmten Person gehören (die kein Magier sein muss) und manchmal als Helfer und Ratgeber des betreffenden Individuums erscheinen. Beispiele sind der Nagual bei den Azteken und Maya, der Etiäinen der finnischen Folklore, das vor allem in Literatur und Film vielfach aufgegriffene Motiv des Doppelgängers oder der imaginäre Freund, den Kinder in einer Phase ihrer Entwicklung manchmal wahrnehmen wie eine reale Person.

### Mittel
So wie die Formen der Magie unterschieden werden können nach Zwecken und Zielen, so kann man auch unterscheiden nach den Mitteln, die eingesetzt werden, um Zwecke zu erreichen und Ziele anzusprechen. Diese Mittel werden im Rahmen einer magischen Operation in der Regel nicht nur für sich angewandt, sondern häufig zu mehreren zusammen, so wird zum Beispiel eine Opferzeremonie von Gebeten und Beschwörungen begleitet sein.

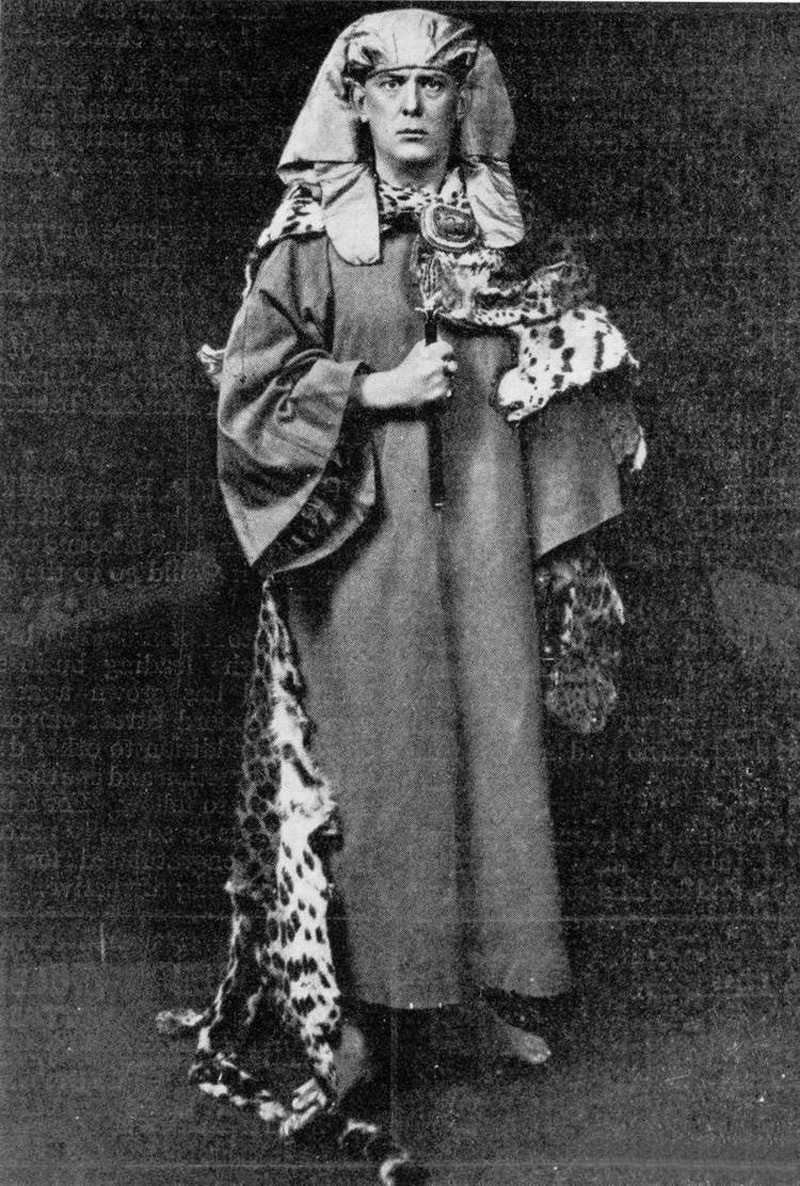
Aleister Crowley in einer Zeremonialrobe des Golden Dawn

#### Handlungen
Die Ritualmagie oder auch Zeremonialmagie verbindet die magische Operation mit einem Ritual, also einer nach festen Regeln ablaufenden Handlung, deren Elemente zudem symbolisch aufgeladen sind. Eine der ältesten Formen der Ritualmagie ist das Opfer. Im engeren Sinn bezeichnet Ritualmagie eine Richtung der westlichen Esoterik seit der frühen Neuzeit, in der besonderer Wert auf die rituelle Form mit sehr genau bestimmten Abläufen und Utensilien gelegt wird. Zentrales Werk dieser Ritualmagie ist Agrippa von Nettesheims De occulta philosophia. Im englischen Golden Dawn, dann in der von Aleister Crowley begründeten Magie des Thelema und im neopaganen Wicca fand das rituelle Element eine weitere Aufwertung.

#### Utensilien
Besondere Bedeutung bei den verschiedenen Formen der Ritualmagie haben ganz bestimmte, nach festen Regeln beschaffene und hergestellte Werkzeuge und Kleidungsstücke, zum Beispiel das Athame, ein magischer Dolch, oder aufwändige Roben mit ausgearbeiteten symbolischen Elementen.

#### Theorien
Ein weiteres Mittel, das der Magier sich zunutze machen kann, ist die praktische Umsetzung von Magietheorien, also Annahmen darüber, wie und warum Magie wirkt. Hierher gehören insbesondere die Annahmen, die den verschiedenen Formen des Analogiezaubers zugrunde liegen, nämlich dass es magische Wirkungen gibt zwischen
- ähnlichen (oder gleichen) Dingen (Grundannahme der Frazerschen Imitativen Magie, similia similibus („Ähnliches durch Ähnliches“) ist der Grundsatz sowohl der Signaturenlehre als auch der Homöopathie),
- dem Abbild oder Symbol und dem Gegenstand der Abbildung (das macht sich ein Bildzauber zunutze),
- dem Teil und dem Ganzen, auch wenn das Teil vom Ganzen getrennt ist (Grundlage der Frazerschen Kontagiösen Magie, hierauf beruht die magische Wirkung von Reliquien) und
- dem Makrokosmos und dem Mikrokosmos („Wie oben, so unten“ steht am Anfang der Tabula Smaragdina, des Grundtexts der Hermetik).

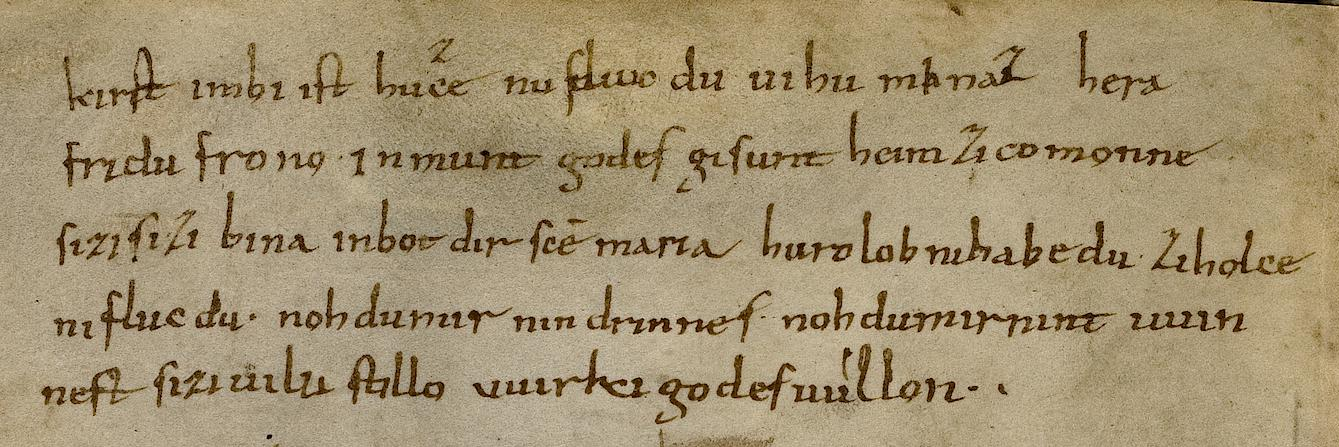
Lorscher Bienensegen

#### Sprache
Das Gebet ist eine zentrale Form religiösen Handelns in allen Religionen. Nun ist aber die Unterscheidung zwischen religiösem und magischem Handeln gerade hier besonders unklar, etwa die gemäß Malinowski zwischen „praktisch“ Magie und „expressiv“ (Religion) oder die nach Weber zwischen einer fordernden (Magie) und einer bittenden (Religion) Haltung des Betenden. Das zeigt sich an verschiedenen überlieferten „Gebeten“, die zwar christliche Elemente enthalten, die sich aber in ihrer Form und ihrem Gebrauch im Volksglauben vom Zauberspruch nicht unterscheiden, zum Beispiel im Lorscher Bienensegen, Gebetsammlungen wie den sogenannten Gertrudenbüchern bis hin zum Zachariassegen, dessen magische Wirksamkeit schon die Unverständlichkeit der abgedruckten Namen garantierte.
Ob nun Gebet oder Zauberspruch, jedem Wortzauber liegt die Vorstellung einer magischen Beziehung zwischen der Benennung und dem Benannten zugrunde, eine Beziehung, die im Namen (eines Geistwesens oder einer Person) besonders ausgeprägt ist. Die entsprechende Form des Analogiezaubers ist der Namenszauber, bei dem der betreffende Name im Segen, Fluch oder als Anrufung verwendet wird.

#### Gedanken und Vorstellungen
Die Worte eines Zaubers müssen auch nicht unbedingt ausgesprochen werden, um magisch wirksam zu sein, beim Gedankenzauber genügt das Denken der Worte oder auch nur eine entsprechende Vorstellung.
Imagination und Visualisierung sind vor allem in der Chaosmagie wichtige Techniken.
In den Bereich der Vorstellungen gehören Visionen und Träume, die in manchen ethnischen Religionen, zum Beispiel bei den Schamanen Sibiriens und den Indianern Nordamerikas von zentraler Bedeutung sind, ebenso Techniken zum Herbeiführen von Visionen und Träumen. Solche Techniken haben in den Offenbarungsreligionen kaum eine Bedeutung, da dort Träume und Visionen zwar auch wichtig sind, diese aber als Gnadengabe der Gottheit zum Beispiel an einen Heiligen gelten, sie werden von dem Heiligen nicht „herbeigeführt“. Wenn, dann werden Techniken zum Herbeiführen von religiösen Trance- und Ekstasezuständen eher von Randgruppen und Sekten praktiziert, wie zum Beispiel den islamischen Sufis oder den christlichen Pfingstgemeinden.
Auch in den magischen Traditionen der westlichen Esoterik spielten Träume und Visionen (abgesehen von mantischen Praktiken) in der dort dominierenden Ritualmagie bis ins 20. Jahrhundert kaum eine Rolle. Das änderte sich mit Aleister Crowley, der sich als Visionär und Prophet sah und unter anderem die Verwendung von Drogen zum Herbeiführen von Visionen befürwortete, mit den Nachfolgern Crowleys in der Thelema-Bewegung und der Chaosmagie, in der das Freudsche Unbewusste als magische Kraftquelle schlechthin gilt und Träume als der „Königsweg zum Umbewussten“, und schließlich in Neopaganismus und Wicca, die sich auf schamanistische Traditionen der Herbeiführung und Deutung von Träumen berufen.

#### Zeichen
Neben dem gesprochenen Wort und dem Gedanken kann natürlich auch die Schrift für das Bewirken von Magie genutzt werden. Das geschriebene Wort galt — da nicht jedem geläufig und also von Geheimnis umgeben — sogar als besonders zauberkräftig, derart, dass sogar der Alphabetreihe magische Wirkung zugesprochen wurde. Beispiele von Alphabetreihen sind Abecedarium auf antiker Keramik überliefert und der magische Gebrauch lebte als Alphabetritus in der Liturgie der katholischen Kirchweihe bis in die Gegenwart. Bei den Germanen wurde die Erfindung der Runen dem Gott Odin zugeschrieben und das Ritzen von Runen war bei ihnen eine dem kundigen Magier vorbehaltene Tätigkeit.
In den alten Schriftsystemen wie der hebräischen, aber auch der griechischen und der arabischen Schrift werden zudem Buchstaben auch als Zahlzeichen verwendet, so hat im hebräischen Alphabet der erste Buchstabe Aleph den Zahlwert 1, Beth ist 2, Jod ist dann 10, Kaph ist 20 usw. bis Taw gleich 400. Daraus ergibt sich durch Aufsummieren der jeweiligen Zahlwerte für jedes geschriebene Wort eine Zahl, zum Beispiel für den ersten Menschen Adam, hebräisch אדמ, der Zahlwert 1+4+40=45. Zwischen Worten mit dem gleichen Zahlwert entsteht so eine (magische) Beziehung, was die Basis für Gematrie und Numerologie bildet. Die Gematrie weist Worten und Texten aufgrund der darin enthaltenen Zahlenwerte verborgene Bedeutungen zu und spielt eine große Rolle in der jüdische Kabbala. Die Numerologie weist darüber hinaus einzelnen Zahlen symbolische Bedeutung zu. In Verbindung mit den Zahlenwerten der Worte können so erstaunliche mystische Erkenntnisse gewonnen werden.

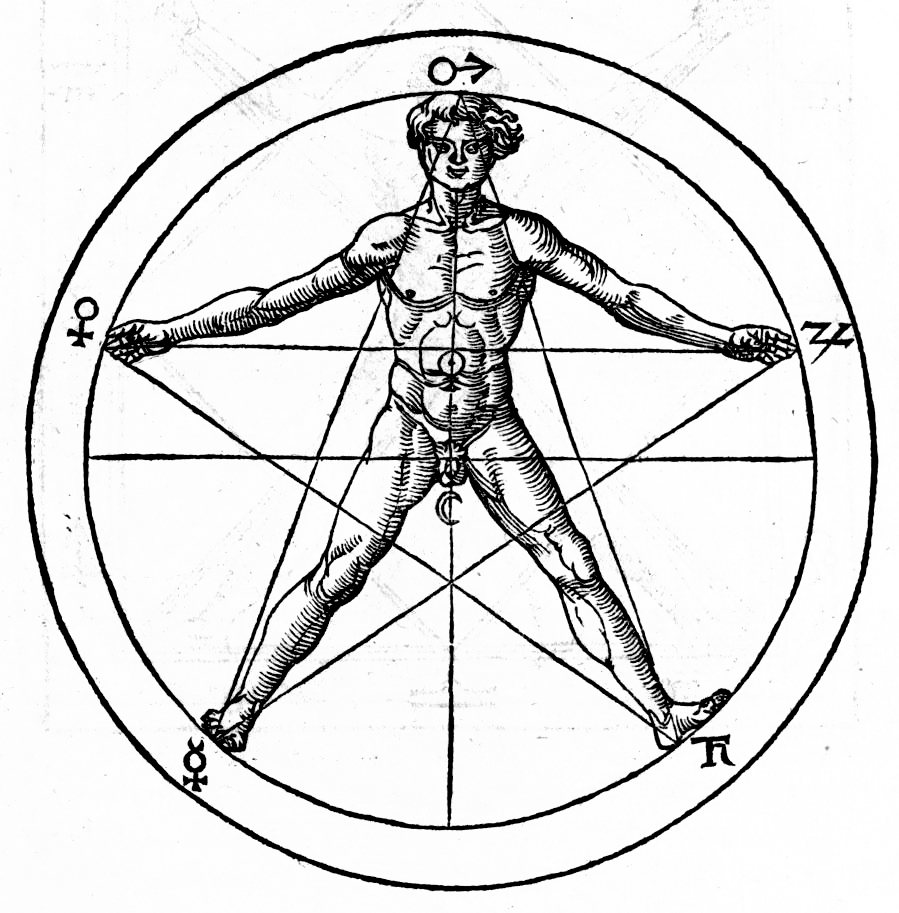
Mensch im Pentagramm mit Planetensymbolen bei Agrippa von Nettesheim

Chaosmagische Sigille

Die Beziehung zwischen Zeichen und Bedeutung kann aber auch wesentlich unbestimmter sein als bei einem geschriebenen Wort oder Namen, etwa bei religiösen Symbolen wie dem im Kontext der Magie wohlbekannten Pentagramm oder dem auch als Siegel Salomos bezeichneten Davidstern. Wird die Beziehung zwischen Zeichen und Bedeutung ganz aufgelöst, so bleibt ein abstraktes graphisches Objekt, dem dennoch eine magisch-religiöse Wirkung zugeschrieben werden kann, wie etwa die Yantras in Hinduismus und Tantrismus oder die Sigillen in Ritualmagie und Sigillenmagie.

#### Beschwörung
Um die Mitwirkung eines Geistwesens bei einer magischen Operation zu erreichen, ist es erforderlich, dass dieses in irgendeiner Form anwesend ist. Das kann durch Evokation, also Beschwörung, geschehen. Dabei wird die Anwesenheit als außerhalb des Beschwörenden gedacht. So wurde in der Antike durch die Evocatio die Schutzgottheit einer belagerten Stadt herausgelockt, um deren Eroberung erst zu ermöglichen. Bei der Invokation dagegen wird das Geistwesen eingeladen, vom Körper des Beschwörenden Besitz zu ergreifen. Ist eine solche Besessenheit unerwünscht, wird die Anwendung eines Exorzismus erforderlich.

#### Körper
Der Tanz ist seit vorgeschichtlichen Zeiten ein wichtiger Bestandteil religiös-magischer Rituale und spielt in praktisch allen Kulturen und Religionen eine Rolle, wobei diese Rolle bei den Offenbarungsreligionen wie Judentum, Christentum und Islam im Lauf der Geschichte an den Rand gedrängt wurde und dort vorwiegend von Sekten und anderen Randgruppen bis in die Gegenwart praktiziert wird. Während er im alten Judentum noch verbreitet war und in der Bibel mehrfach erwähnt wird, ist er im heutigen Judentum nur noch bei den Chassidim von religiöser Bedeutung. Im Islam ist der Semah der Sufis bekannt, der Trancetanz der Derwische ist aber heute eher eine touristische Attraktion als eine meditativ-mystische Praxis. Im Christentum, namentlich dem Protestantismus, ist der Tanz fast völlig aus der Kultpraxis verschwunden. Eine Ausnahme ist etwa der Radenje der Chlysten. Im Hinduismus ist der Tandava Shivas und der korrespondierend Lasya Parvatis zu nennen, die im Rahmen von Tempeltanzdramen aufgeführt werden.

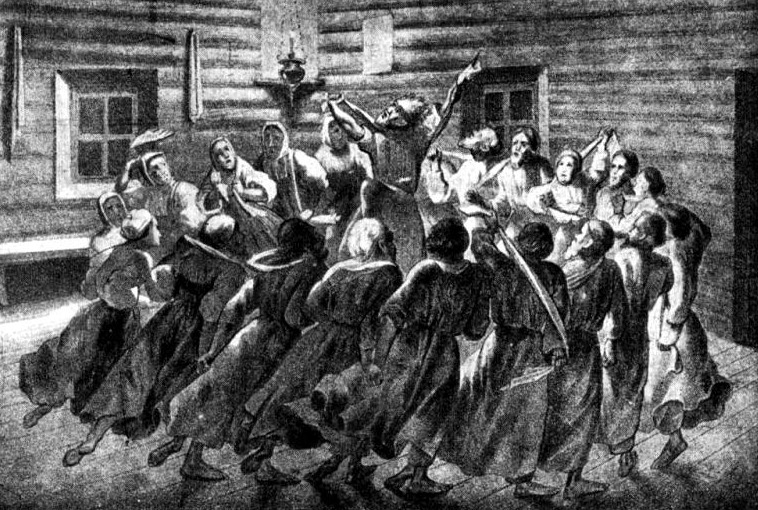
Radenje der Chlysten

Wie immer ist die Trennung zwischen religiösen und magischen Praktiken schwierig. Als magisch wäre ein Tanzritual dann anzusprechen, wenn damit ein konkretes Ziel erreicht werden soll. Wenn wie im Radenje der Chlysten das Ziel eine „Gottesberührung“ ist, so ergibt sich ein weiteres Abgrenzungsproblem zu mystischen Praktiken, deren Ziel ein Einswerden mit der Gottheit ist.
Auch der reinen körperlichen Berührung kann magische Wirkung zugeschrieben werden, so zum Beispiel die Handauflegung zum Zweck des Segnens, der Ermächtigung oder der Kraftübertragung in verschiedenen Religionen und Kulturen, so wird in christlichen Konfessionen etwa bei der Taufe oder der Priesterweihe die Hand aufgelegt. Die Heilung durch Handauflegen ist das Kennzeichen des Wundertäters, des Thaumaturgen, angefangen mit Jesus von Nazaret, der dem Neuen Testament zufolge vielfach Kranke durch Handauflegen heilte, über die französischen und englischen Könige, denen man die Fähigkeit zusprach, durch Handauflegen die Skrofulose zu heilen, bis hin zu alternativmedizinischen Praktiken wie dem Reiki.
Ein weiterer Aspekt magischer Körperlichkeit ist die Verbindung von Sexualität und Magie in der Sexualmagie. Religiöse Riten, bei denen Sexualität eine Rolle spielt, sind in diversen Kulturen belegt, angefangen beim sumerischen Hieros gamos. Wie beim Tanz stellen sich Interpretationsprobleme, vor allem ist stets zu fragen, inwiefern eine sexualmagische Deutung etwa der Praktiken ethnischer Religionen Projektion und Konstruktion westlicher Ethnologen ist. Von Sexualmagie im engeren Sinn spricht man daher im Kontext der westlichen Esoterik ungefähr ab Beginn der Neuzeit. Als erster Vertreter sexualmagischer Praktiken in diesem Sinn gilt Paschal Beverly Randolph. Weitere wichtige Protagonisten der Sexualmagie sind Theodor Reuss, Aleister Crowley, Julius Evola, Gerald Gardner, Anton Szandor LaVey, Austin Osman Spare und Peter J. Carroll.
Es lassen sich bei diesen zwei Hauptrichtungen unterscheiden, nämlich einmal die auf eine spirituelle Übersteigerung der Sexualität abzielende, bei der die sexuelle Begegnung als ihrem Wesen nach magisch aufgefasst wird, und dann jene, bei der Sexualität ein Mittel zum magischen Zweck ist, eine durch sexuelle Handlungen und Riten anzapfbare Energiequelle, die vom Magier als ein Instrument zum Erreichen seiner Ziele eingesetzt wird. Vertreter der ersten Position ist zum Beispiel Randolph, Vertreter der zweiten Richtung ist Crowley.

#### Drogen

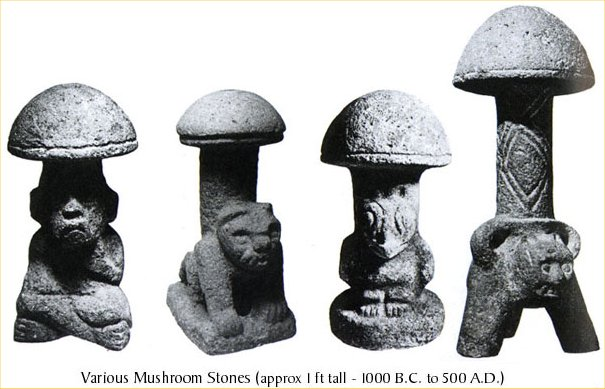
Mexikanische Pilzgötter

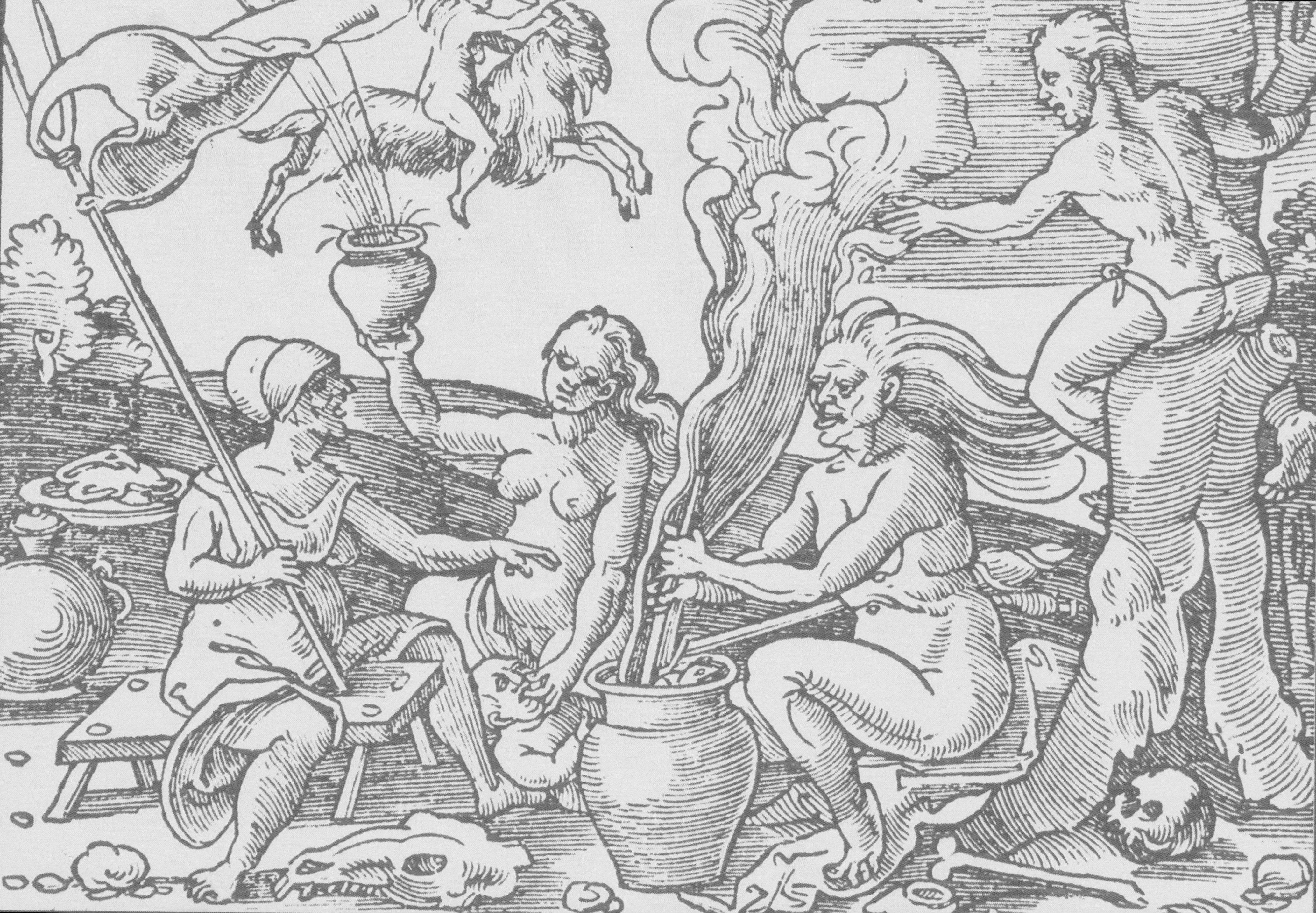
Hexen bereiten eine magische Salbe (Holzschnitt, 1571)

Die Verwendung von Drogen als Heilmittel oder Gift ist, auch wenn in vielen Epochen und Kulturen Magie und Medizin eng verwoben sind bzw. waren, nicht eigentlich als magisch zu betrachten. Ein Gebrauch von Psychedelika im religiös-magischen Kontext ist vielfach belegt, so der Fliegenpilz (Amanita muscaria) bei den sibirischen Schamanen, mescalinhaltige Pflanzen wie Peyote in Mittelamerika, halluzinogene Tryptamine enthaltende Pflanzen wie die psilocybinhaltigen Pilzarten (Zauberpilze) oder Ayahuasca in Südamerika. In der Gegenwart kamen dann noch synthetische Psychedelika wie LSD hinzu.
Bei einem explizit magischen Drogengebrauch würde die Droge das Gelingen einer magischen Operation unterstützen bzw. erst ermöglichen. Abgesehen davon, dass es bei einer Verhexung schon immer hilfreich war, zusätzlich zum Aussprechen von Fluchformeln etc. die Zielperson zu vergiften, sind historische Belege für magischen Drogengebrauch dünn gesät bzw. zweifelhaft. Legendär ist die Hexensalbe , deren Verwendung es den angeblichen Hexen ermöglicht haben soll, zum Sabbat zu „fliegen“. Zahlreich dagegen sind Belege für magischen Drogengebrauch ab dem 20. Jahrhundert in der westlichen Esoterik, angefangen mit Aleister Crowley („[T]ake strange drugs […] and be drunk thereof!“) bis hin zu Carlos Castaneda und den in seinen Spuren folgenden New-Age-Schamanen.
Ein weiterer Aspekt ist die Rolle, die Zaubertränke und -elixiere in der Populärkultur spielen. Ähnlich der Magie insgesamt sind sie ein beliebtes Werkzeug in Literatur und Film, das sonst Unmögliche möglich zu machen. Bekanntestes Beispiel ist heute wohl der Zaubertrank des gallischen Druiden Miraculix in den Asterix-Comics. Ebenfalls wichtig sind Zaubertränke neben anderen mehr oder minder magischen Utensilien in modernen Fantasy-Rollen- und Computerspielen und natürlich auch in der Fantasyliteratur.